# Lorette (Italie)
Pour les articles homonymes, voir Lorette.
Lorette (en italien : Loreto) est une commune italienne de 12 887 habitants, située dans la province d'Ancône, dans la région des Marches, en Italie centrale.
Lorette est en outre le sanctuaire de la Sainte Maison de Lorette un lieu de pèlerinage fréquenté.

## Géographie
La ville de Loreto a pris naissance au sommet d'une colline boisée en pente douce surplombant la campagne environnante.
Des Terrasses de la Ville sont visibles, à trois kilomètres à l’est, le mont Conero (572 m) se jetant dans l’Adriatique, et à 60 km à l’ouest les 1 480 mètres du mont San Vicino au fond d'une campagne des Apennins verte et vallonnée.

## Nom
La Ville de Loreto a pris au fil de l'Histoire les noms de « Loreto », « Loreta », « Laureta ». Sur les estampes étrangères, elle est souvent orthographiée des noms de « Laurette », « Lorette », « Loretta » ou « Loretto ».
Une hypothèse s'appuyant sur une gravure du XVIIe siècle légendée : Sancta Casa dello Reto pourrait donc se rapporter à  Lo reto, à savoir le réticulé posé au sol à partir duquel a été reconstituée la Santa Casa. Ce même réticulé étant représenté dans des estampes du XVIe siècle.
Mais l'explication la plus répandue veut que la Ville fut établie sur une colline recouverte d’une forêt de lauriers (d'où l'association avec le mont aventin lauretum) et dont la propriétaire, probablement originaire de la ville voisine de Recanati, se nommait Laureta.

## Histoire
La cité s'est développée autour de la basilique qui abrite la Santa Casa, c'est-à-dire la sainte maison où naquit la Vierge Marie, où elle vécut et reçut l'Annonciation de la naissance miraculeuse de Jésus.
La première mention écrite de l'existence de la sainte Maison remonte à l'écrit d'un certain Pierre, franciscain de Macerata datant de 1339 lui-même mentionné dans l'ouvrage d'un certain Giovanni Paolo Cirillo imprimé à Macerata en 1376 dont des exemplaires se trouvaient encore à Recanati au XVI°siècle.

Un court texte légendaire de Pietro Giorgio Tolomei écrit en 1475, quand Nazareth (où se trouvait la maison de la Vierge Marie), fut sur le point d'être conquise par les Musulmans, mentionne un cortège d'anges soulevant la maison (que visitèrent Charlemagne et saint Louis en terre sainte) au cours de la nuit du 9 au 10 décembre 1294, et la transporta au-delà des mers à Lorette en cette seule nuit. Ce à quoi fera allusion, deux cent cinquante ans plus tard, Voltaire : 
(...) Enfin portés sur les bords du Musône / Près Recanati en la Marche d'Ancône / Les pèlerins virent briller de loin / Cette maison de la sainte Madône / Ces murs divins de qui le ciel prend soin / Murs convoités des avides corsaires / Et qu'autrefois des anges tutélaires / Firent voler dans les plaines des airs / Comme un vaisseau qui fend le sein des mers / À Loretto les anges s'arrêtèrent (...)
La Pucelle, chant VIII, Voltaire. 
En réalité, c'est peut-être un prince byzantin, Nicéphore Ier Doukas Commène, ou bien les membres d’une famille nommée de Angelis qui prirent le 10 mai 1291 l'initiative de transférer une maison typique de Palestine depuis Nazareth dans les Marches italiennes (sans doute contre rémunération, puisque cela avait réussi quelques décennies plus tôt avec le roi de France Louis IX). La maison fut démontée à Nazareth en 1291, débarquée ensuite à Tersatta (actuelle Trsat) sur les côtes de Dalmatie et finalement réassemblée à Lorette au cours de l'année 1294.
En 1315, les archives de la Ville de Macerata rapportent un procès contre des voleurs Gibelins ayant pillé et saccagé la Santa Casa en août et septembre 1313  ainsi qu'en février et mars 1314 ; c'est le plus ancien témoignage de l'existence d'une statue de la Vierge, où l’on y apprend également que le sanctuaire était pourvu d’un chapelain.
Pour le Marquis de Sade qui séjourne deux jours à Lorette, en mai 1776, et se fonde sur de supposés documents anciens, une église Notre-Dame existait déjà à Lorette plus d’un siècle avant ladite translation, et les croisés avaient l’habitude de reproduire en Europe les hauts lieux de la Terre Sainte.
À partir de 1480, le rayonnement du sanctuaire attire un nombre croissant d'habitants et de travailleurs, et l'on construit un hôpital pour les pèlerins venus de toute l'Europe.
La construction de l’église de Lorette débute en 1468 et s'achève en 1587 à l’exception du campanile qui ne prendra sa forme définitive qu'en 1754, ainsi que des ouvertures du tambour et de la lanterne de la coupole qui, à la suite des bombardements des deux guerres mondiales ont eu leurs formes modifiées lors des reconstructions.
Après l’année 1480, commence l’édification du Palais Apostolique de Lorette conçu par le grand architecte et polymathe de la Renaissance Donato Bramante, présent sur les lieux en septembre 1507 à la demande du pape Jules II.
Le bâtiment doit en effet être pourvu de trois ailes ainsi que d'une double rangée d'arches de manière à entourer toute la place devant le Sainte Maison de Lorette, l’actuelle piazza della Madonna (piazza del Bramante en 1818)
La cité est enceinte de murailles dessinées par Antonio da Sangallo le Jeune et érigées en 1518.
Le projet des trois ailes du Palais Apostolique est malheureusement interrompu par Grégoire XIII en 1581.
Ce dernier ordonne la construction d'un collège illyrique sur le versant Ouest de la place pour accueillir les étudiants provenant de l’autre côté de l'Adriatique, mettant ainsi un terme au projet de Bramante.
En 1586, le pape Sixte V, originaire de la Marche d’Ancône, redonne un nouvel élan au sanctuaire. Il crée l'ordre de chevalerie de Notre-Dame de Lorette en élevant la cité au rang de Ville, l’église au rang de Basilique et lui nommant Francesco Cantucci pour premier évêque
Clément VIII, également originaire de la Marche ancônitaine fait flanquer la muraille de quatre bastions en 1600.
En 1643, le pape Urbain VIII tente d'exproprier les maisons situées au sud de la place pour prolonger la Palais apostolique, en vain.
Le campanile, œuvre de Luigi Vanvitelli est érigé entre 1750 et 1754.
Le 12 septembre 1920 eurent lieu des festivités pour proclamer Notre-Dame de Lorette sainte patronne des aviateurs, au terme d'un bref du pape Benoît XV, prononcé le 24 mars de cette même année. Une conséquence de cette décision fut la construction de l'École d'aviation militaire italienne (SPSAM). Un institut d'études linguistiques lui fut adjoint plus récemment.En 1921, dans le Sacellum de la Sainte Maison, un anarchiste pose une bombe qui fait éclater un violent incendie et enflammer la sculpture de la Vierge noire. Elle fut aussitôt refaite par la volonté du pape Pie XI en utilisant le bois d’un cèdre du Liban provenant des Jardins du Vatican. Elle fut modelée par Enrico Money et exécutée et peinte par Leopoldo Celani.
En 1922, le pape la couronna dans la basilique Saint-Pierre du Vatican et la fit porter solennellement à Lorette, où elle se trouve encore aujourd’hui.
Le 15 septembre 1934, le pape Pie XI avec la bulle Lauretanae Basilicae a supprimé la chaire épiscopale de Lorette, plaçant le sanctuaire sous l’autorité directe du Saint-Siège.
Le 11 octobre 1935, la juridiction de l’Administrateur pontifical fut étendue au territoire de la ville de Lorette.

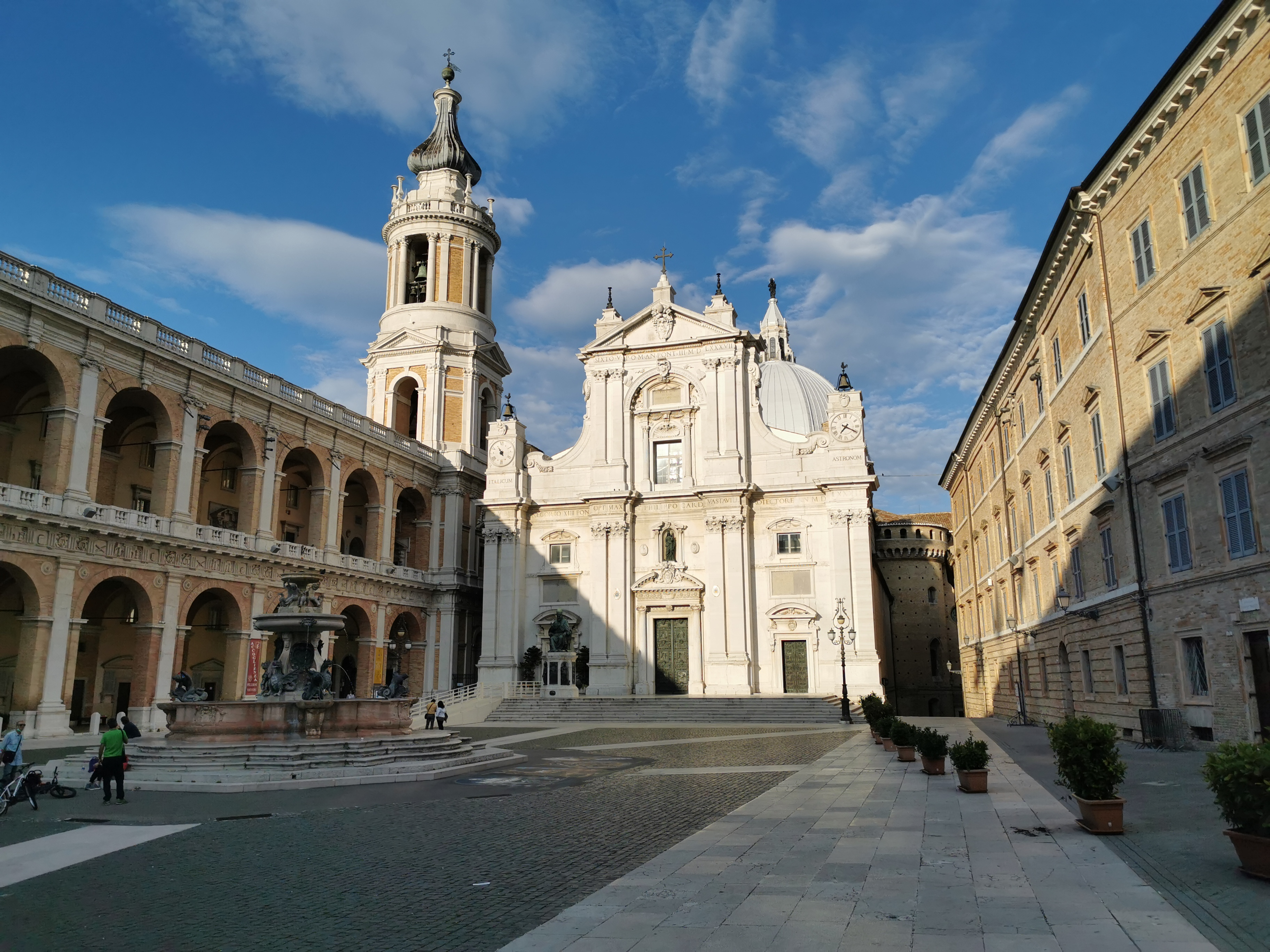
place de la Madone, Loreto

Enfin, le 24 juin 1965, le Pape Paul VI, avec la bulle Lauretanae Almae Domus, supprima l’Administration pontificale et créa la Délégation pontificale pour le Sanctuaire de Lorette et la Prélature de la Sainte Maison, en établissant en même temps la chaire épiscopale dans la basilique.
La chaire de l’archevêché de la Prélature territoriale de Lorette se trouve désormais dans la Basilique de la Sainte Maison.
Le 4 octobre 2012, le pape Benoît XVI y effectue le dernier voyage officiel de son pontificat. Le  25 mars 2019, le pape François s'est rendu à Lorette en la Santa Casa pour y célébrer une messe à titre de simple pèlerin.
À l'issue, il a signé sur l'autel, l'exhortation apostolique Christus Vivit, adressée aux jeunes du monde entier à la suite du synode sur ce sujet à l'automne 2018.

## Économie
À Lorette, l'on trouve le siège du studio d’animation Rainbow. Srl connu au niveau international pour la série d'animation Winx.

## Culture

### Pinacothèque communale
Pinacothèque communale  du Palais apostolique est composée de 28 salles, est situé aux étages supérieurs du palais apostolique. Il abrite le Trésor de la Sainte Maison, peintures, sculptures, tapisseries et majoliques, des objets d'orfèvrerie et des meubles du sanctuaire, donnés à la Sainte Maison de Lorette au fil des siècles, avec des œuvres de Lorenzo Lotto, Cesare Maccari, Jean Bologne, Simon Vouet.

### La Basilique

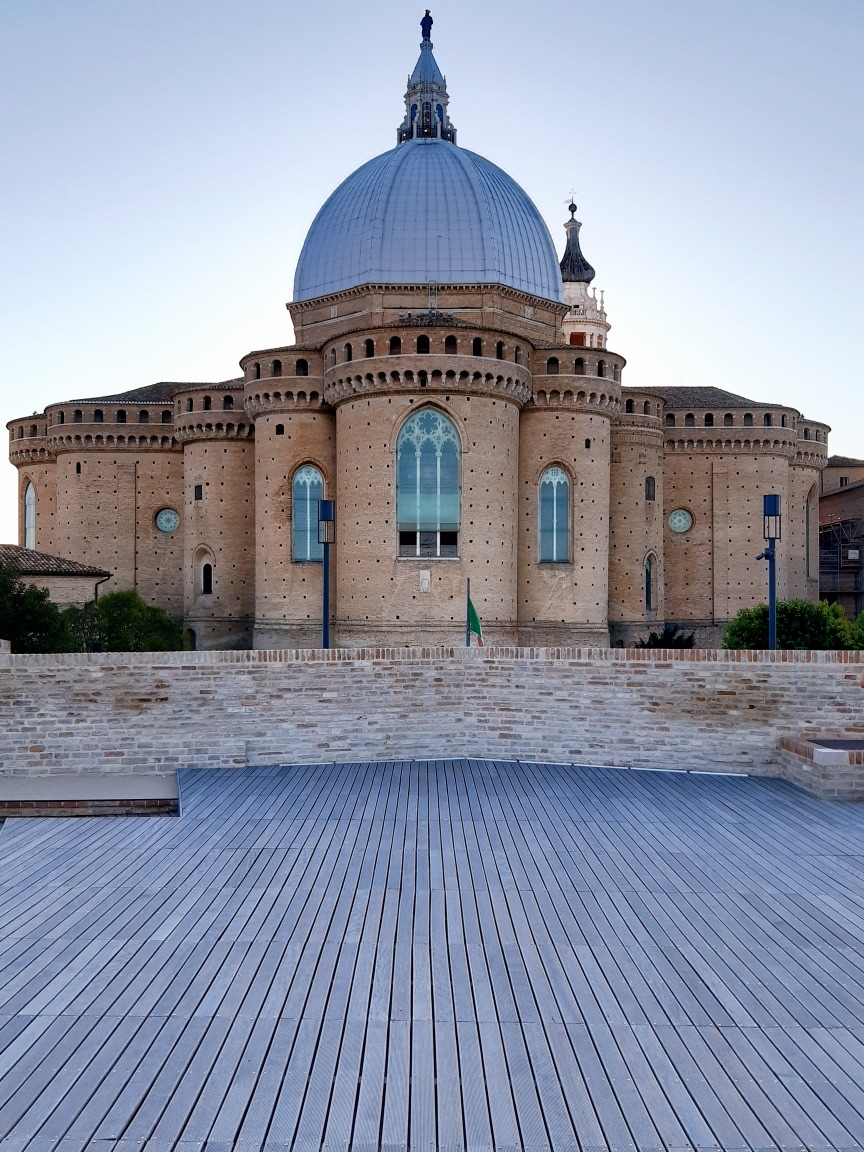
Basilique de Lorette - vue sur les absides et la coupole depuis le Parc du Souvenir. 2020

La Basilique comprend des fresques de Melozzo da Forlì, Luca Signorelli, Cristoforo Roncalli, Federico Zuccari, Francesco Menzocchi, Charles Lameire, Ludovico Seitz, Biagio Biagetti. Une copie de l’Annonciation de Federico Barocci marque la présence jadis de la toile dans la Basilique qui a été volée par Napoléon puis restituée et exposée aujourd’hui aux musées du Vatican.
Le revêtement de marbre (réalisé par Andrea Sansovino, Antonio da Sangallo le Jeune et Raniero Nerucci, sculpteur pisan) renferme la sainte Maison recouverte de fresques d’Olivuccio di Ciccarello.
Les éléments architecturaux qui entourent la place de la Madone sont l’œuvre de Marino di Marco Cedrino, Baccio Pontelli, Giuliano da Sangallo, Giuliano da Maiano, Francesco di Giorgio Martini, Bramante, Andrea Sansovino et Antonio da Sangallo le jeune.
Il existe une dizaine de copies de la sainte Maison en Italie et à l'étranger, ainsi qu’une quarantaine d’Églises en Italie et dans le monde (Chili, Slovénie, France, Espagne, République tchèque) qui sont consacrées au culte de la Madone de Lorette. Lieu majeur des pèlerinages mariaux durant trois siècles, Lorette a vu y séjourner les plus grandes figures d’Europe : Érasme, Montaigne, René de Savoie, Louis d'Arpajon, Baptiste Spagnoli, René Descartes. On y retrouve de nombreux ex-voto parmi lesquels ceux d'Anne d'Autriche et des marins de Christophe Colomb... De nombreuses peintures se réfèrent à ladite translation à l’origine du sanctuaire (Raphaël, Le Caravage, Le Pérugin, Giambattista Tiepolo, Annibale Carracci, Claudio Ridolfi.)

### La Fontaine Majeure
La Fontaine majeure, œuvre baroque de Carlo Maderno et de Giovanni Fontana, réalisée entre 1604 et 1614, ornée de statues de bronze des frères Tarquinio et Pier Paolo Jacometti en 1622 et alimentées par un conduit hydraulique de cinq kilomètres pour le besoin des pèlerins.

### Statue de Sixte V
Monument en l'honneur de Pape Sixte V, d'Antonio Calcagni et Tiburzio Vergelli, 1587-1589, érigé par la province de la Marche et huit cardinaux nommés par Sixte V.

### Hôtel de Ville
Hôtel de Ville, datant du XVIIe siècle, œuvre de Giovanni Branca avec merlons de 1887.

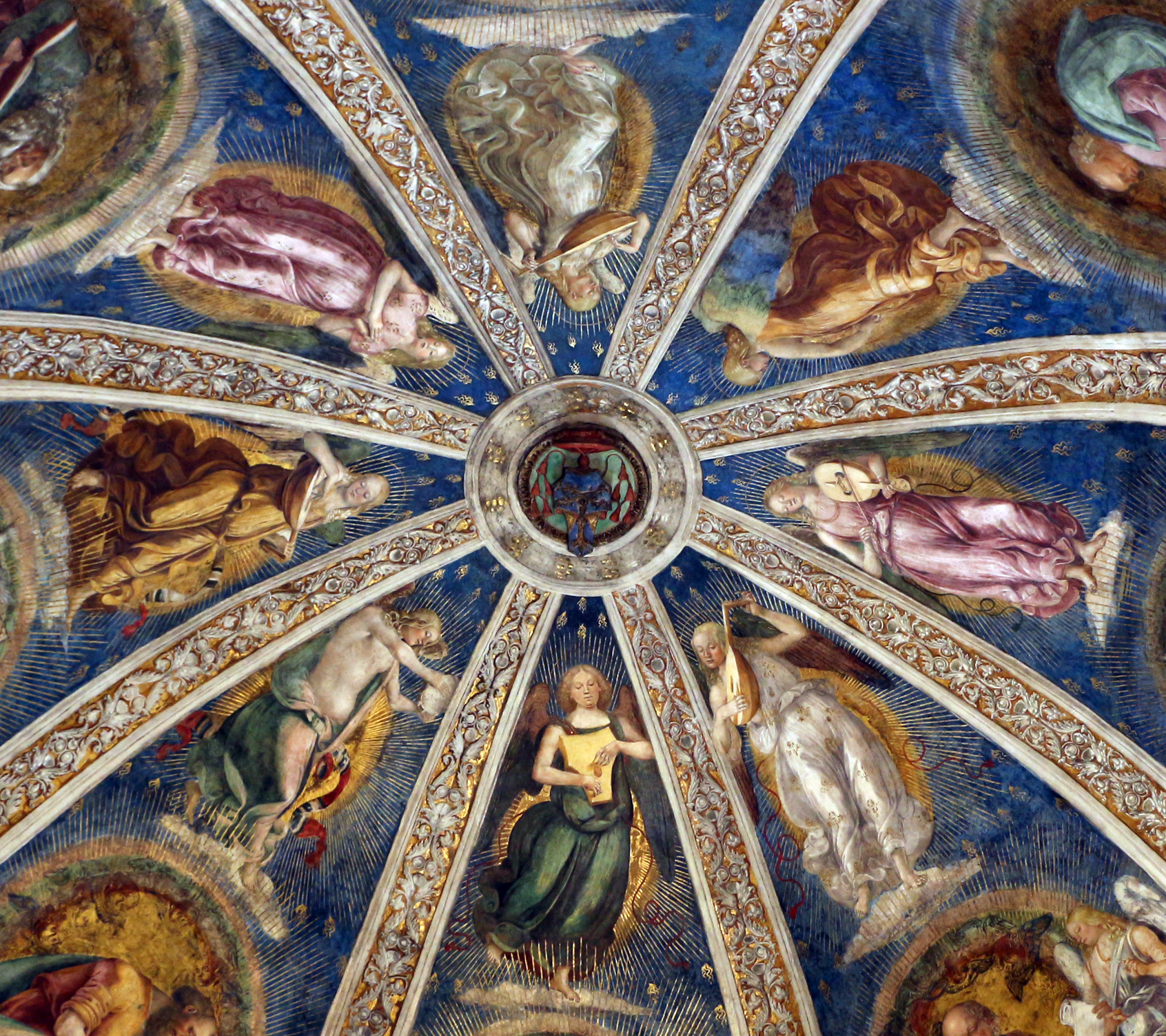
Fresque de la Sacristie de saint Jean (1479) de Luca Signorelli.
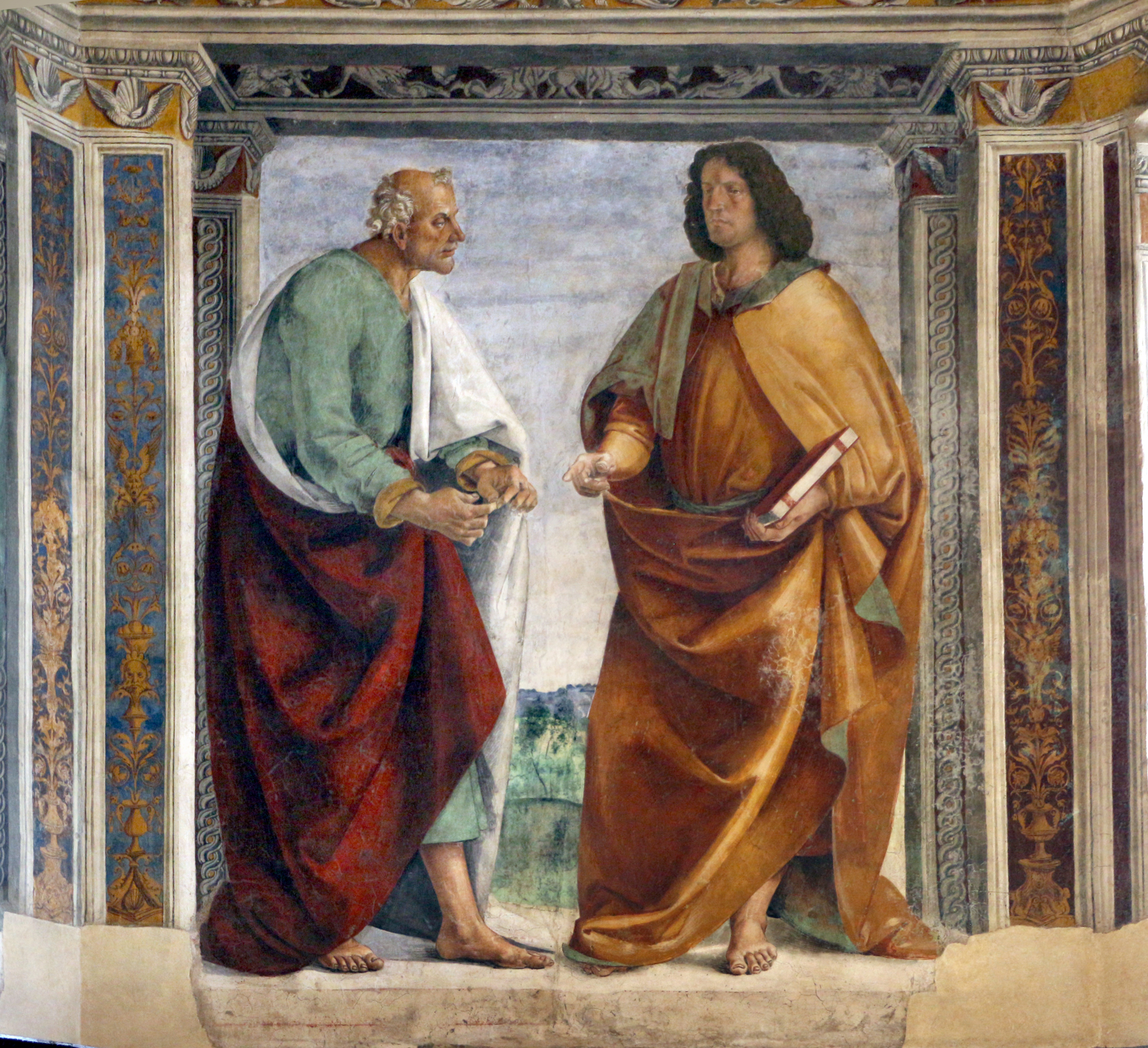
Couple d’apôtre peint par Luca Signorelli (détail de la Fresque de la Sacristie de saint Jean).
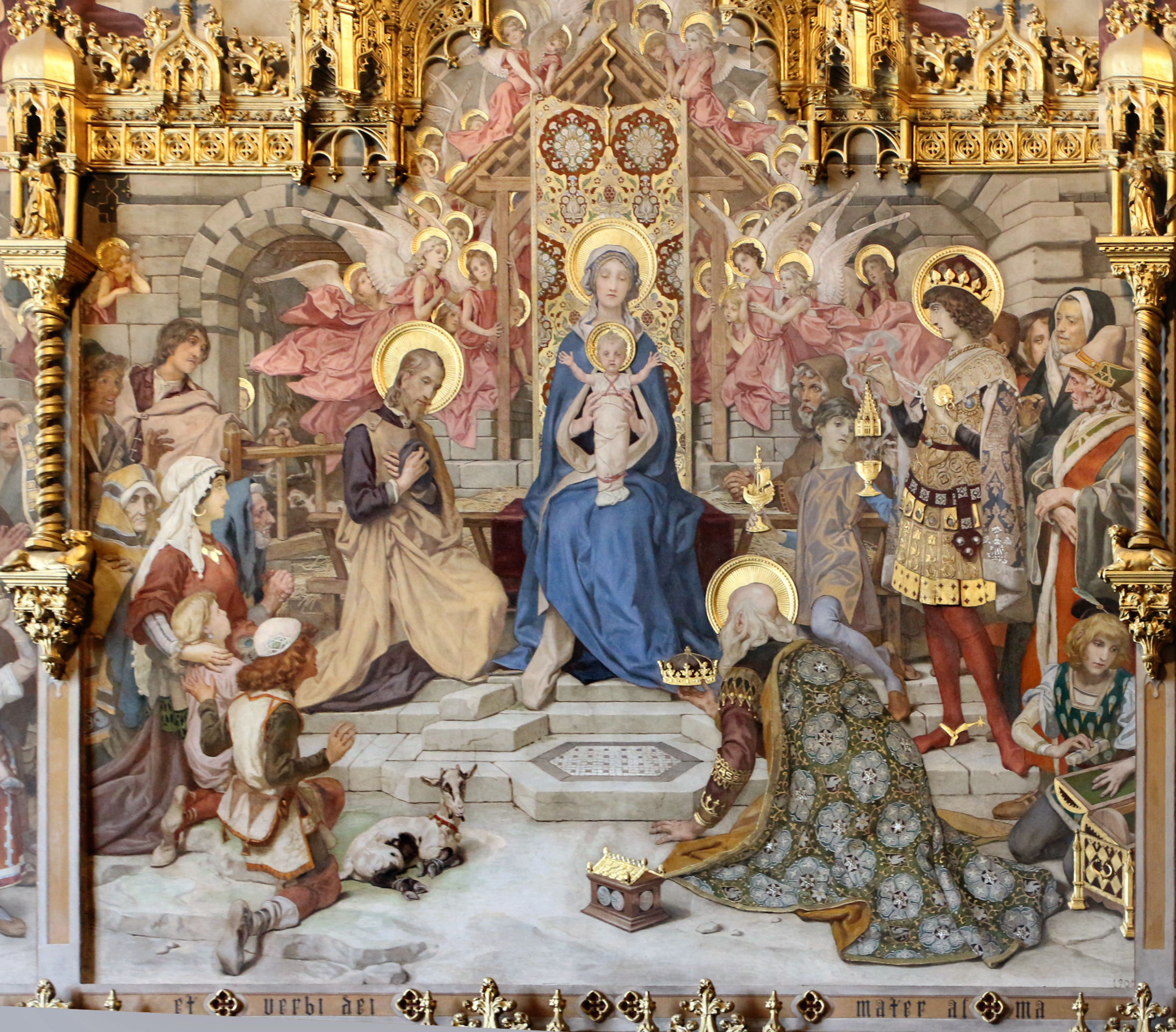
Détail de l'Histoire de la Vierge de Lorette (adoration des Mages), 1802-1908, Ludovico Seitz.
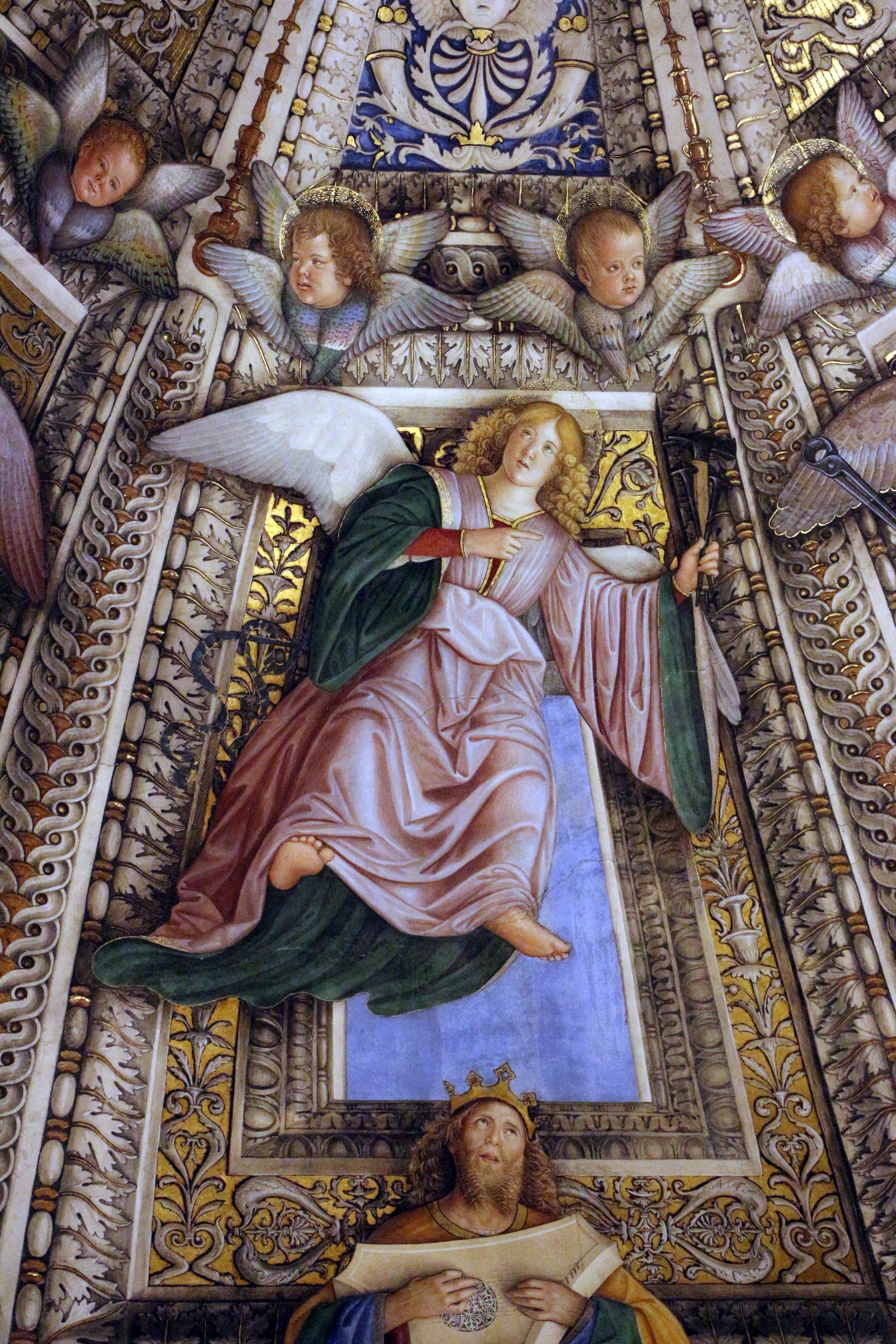
détail de la fresque de Melozzo da Forlì avec saint Marc et le roi David (1477 env.).
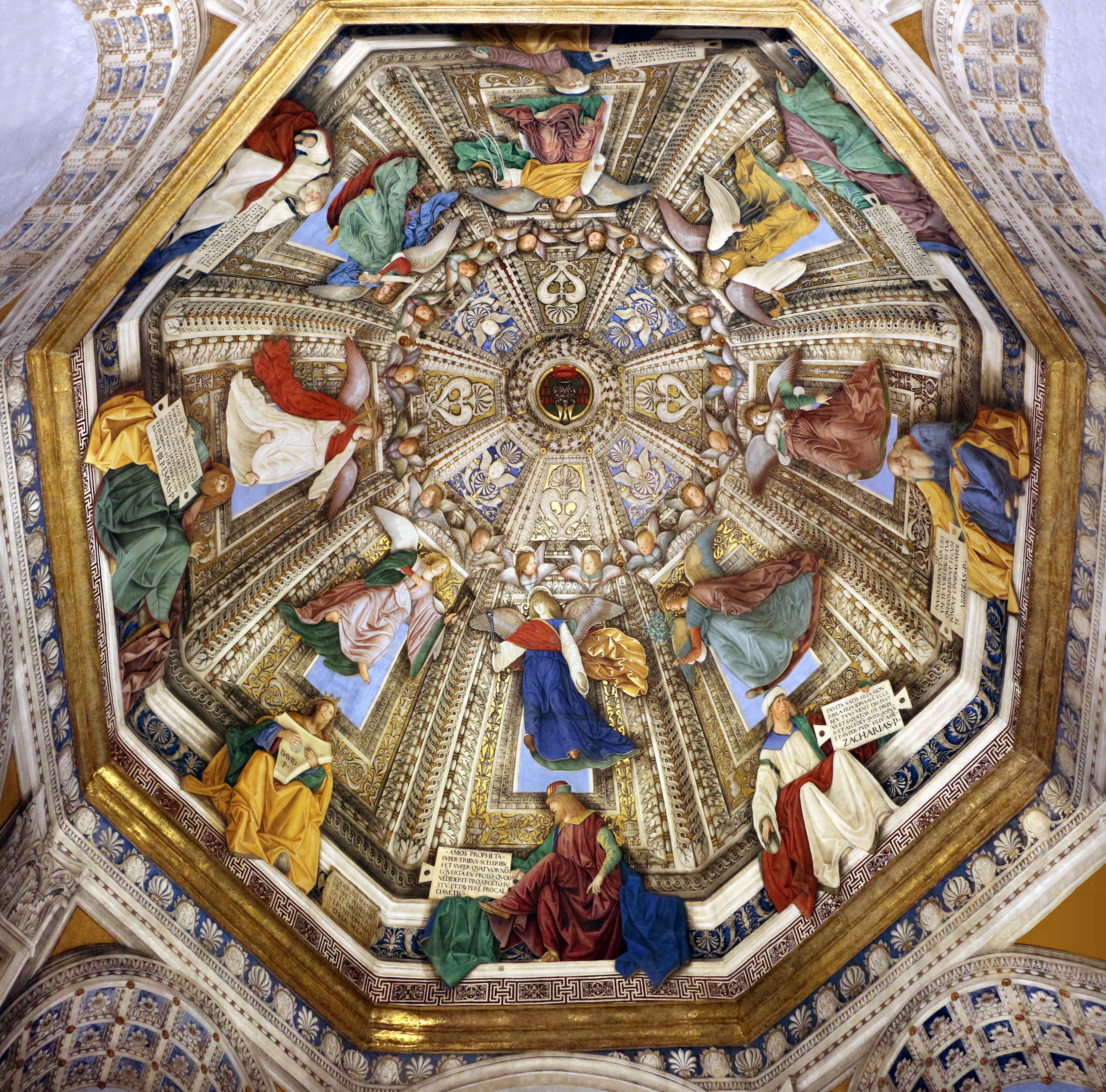
Fresque de la Basilique de Lorette, qui comprend l’une des premières vues en contre-plongée de l’Histoire de l’Art, est l’œuvre de Melozzo da Forlì.
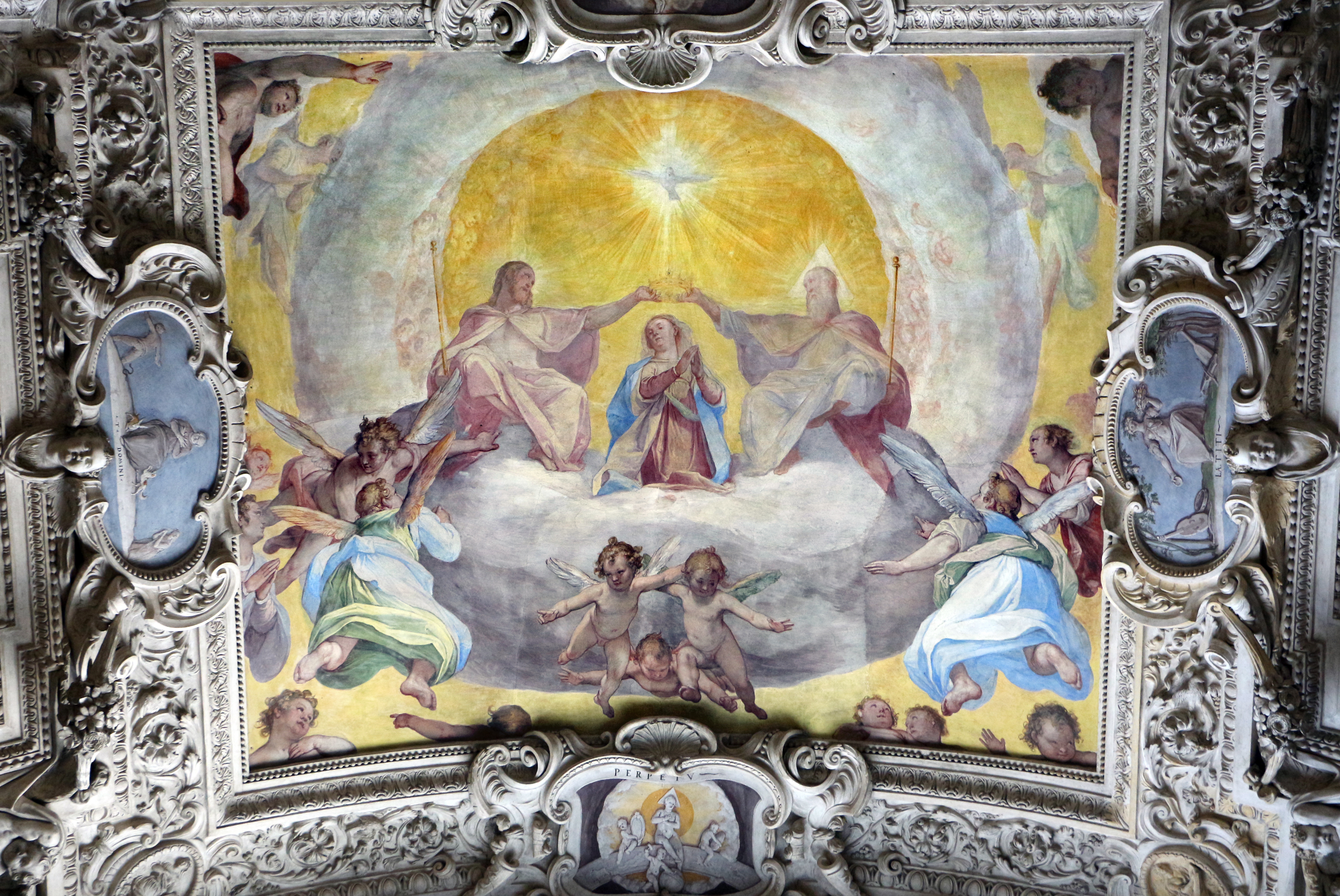
Couronnement de la Vierge, Plafond de La Chapelle de François Marie II d’Urbino, 1582-83, Federico Zuccari.

## Monuments et patrimoine religieux

### Le sanctuaire
La maison de la Vierge, la Santa Casa, que la tradition religieuse veut apportée par les Anges sur la Colline de Lorette entre l’Adriatique et Recanati, consistait en un ensemble de trois murs adossés à une grotte creusée dans un rocher (laquelle se trouve à Nazareth, dans la Basilique de l'Annonciation de Nazareth).
Les graffitis trouvés sur certains blocs de maçonnerie ont été datés entre le IIe  et le Ve siècle.
Les fragments de fresques internes représentant l'Adoration des mages sont l’œuvre d’Olivuccio di Ciccarello réalisée lors de la première moitié du  quattrocento.

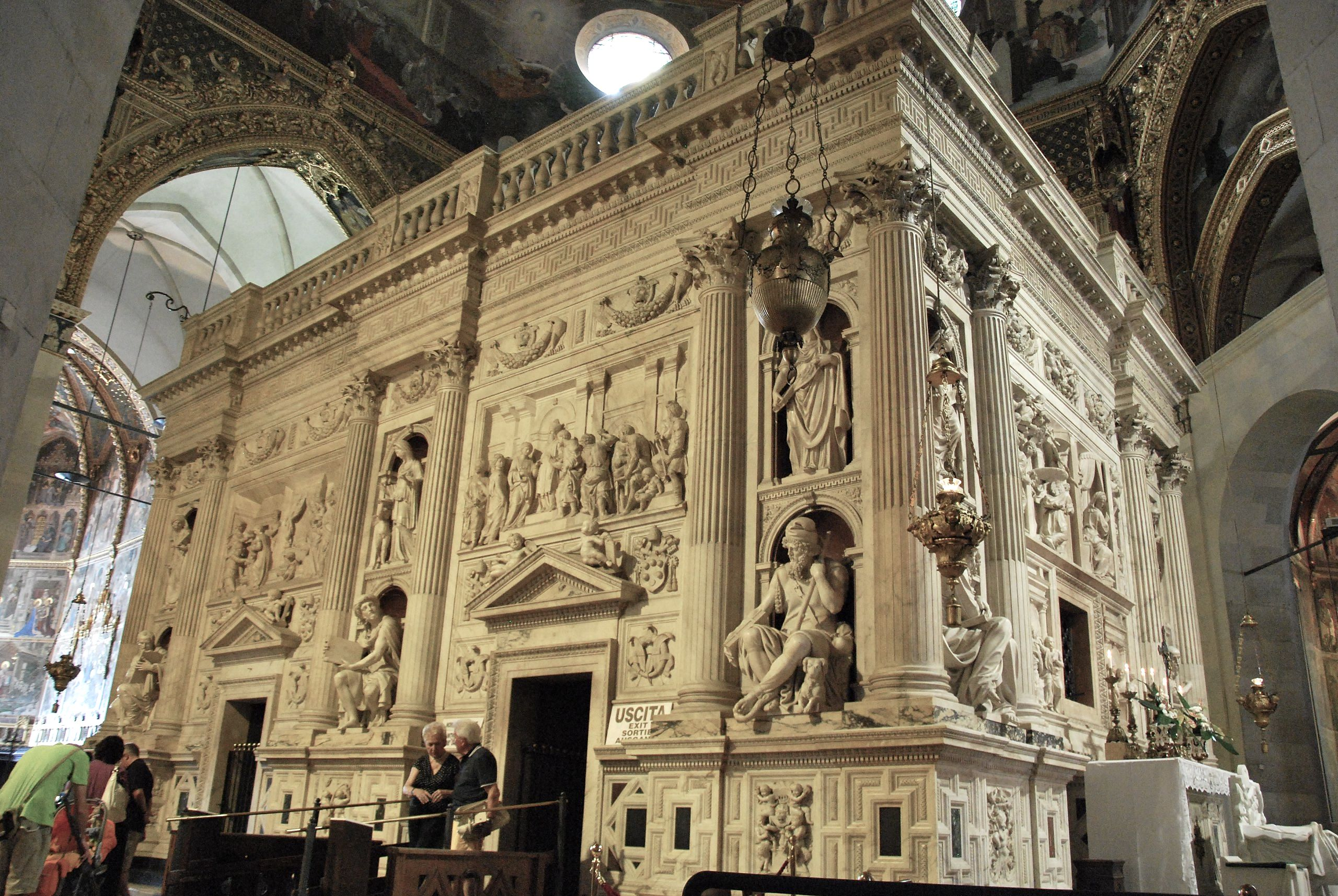
Revêtement marmoréen à l'intérieur duquel se trouve la Sainte Maison de Lorette.

### La basilique
L’église autour de ladite Santa Casa originelle est une construction des Toscans Giuliano da Maiano et Baccio Pontelli, ainsi que du Vénitien Marino di Marco Cedrino.
La basilique est de style gothique d'époque renaissante, à plan en croix hérité d'une structure antérieure à trois nefs, combinée à un centre en croix grecque.
La coupole octogonale fut érigée entre 1498 et 1500 par Giuliano da Sangallo.
La façade est constituée de Marbre de Carrare, elle a été réalisée sur un projet de Bramante poursuivi dans la partie inférieure, et redessiné jusqu’aux corniches des fenêtres par Francesco Boccalini, pour être achevée en 1587 par Lattanzio Ventura sous les ordres de Sisto V.
À l'intérieur, les trois nefs sont séparées par des colonnes carrées jointes par des croisées d'ogive.
Une restauration de la façade et de la coupole entreprise par l’office des travaux publics de la Région des Marches et financée par le ministère des biens et des affaires culturelles italien est en cours depuis le 6 mai 2019.

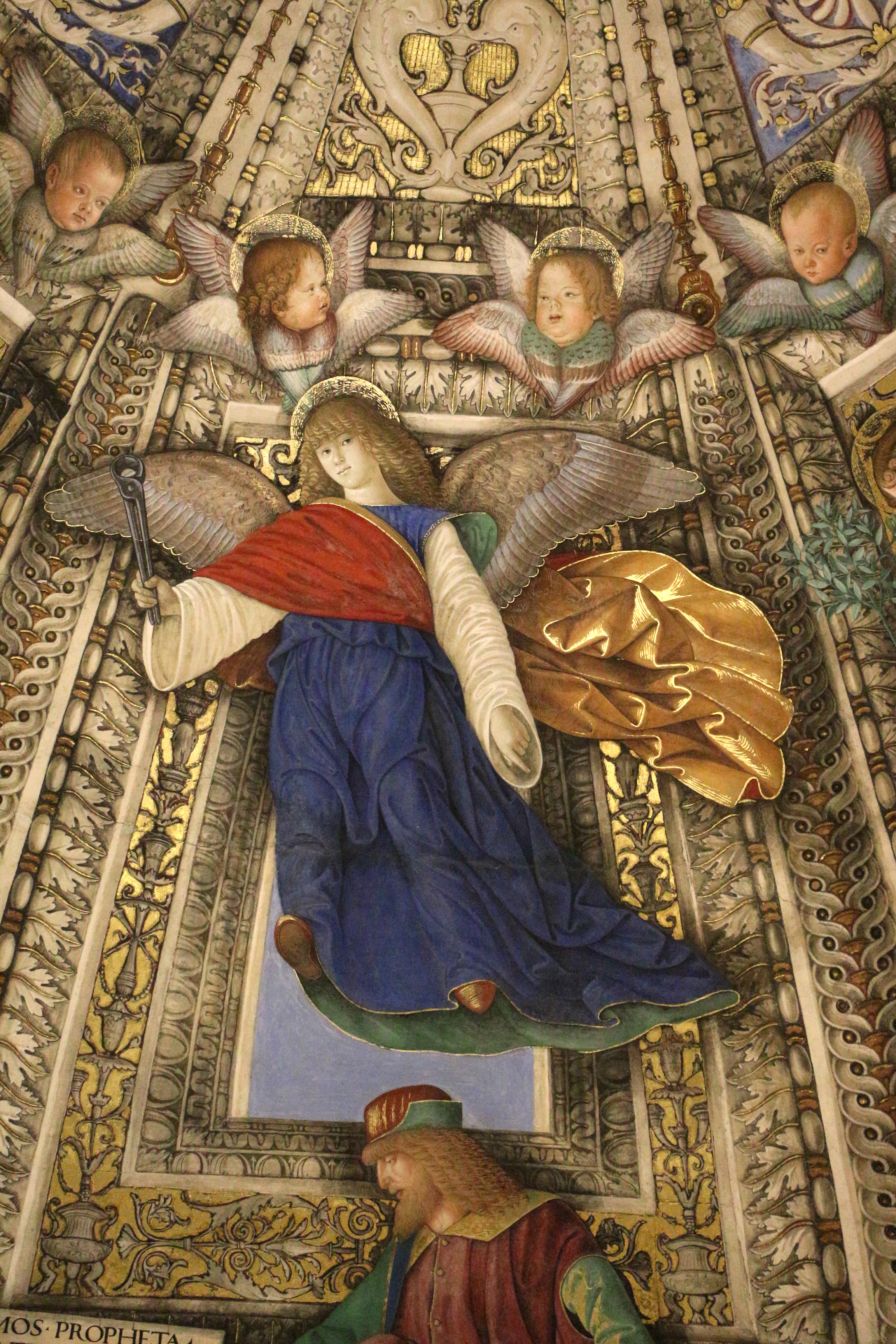
Melozzo da Forlì, Coupole de la Sacristie saint Marc.
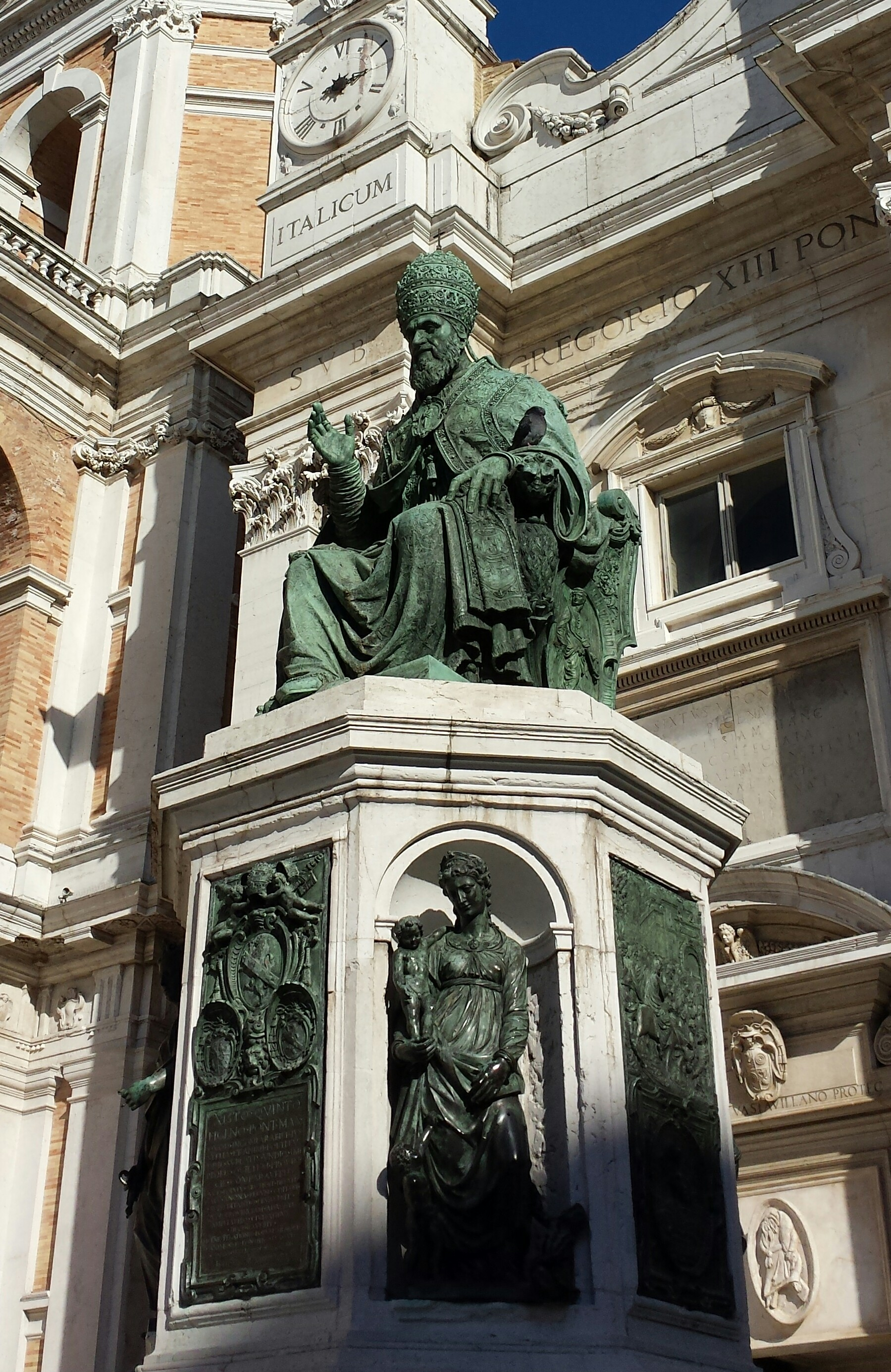
Statue du Pape Sixte V.
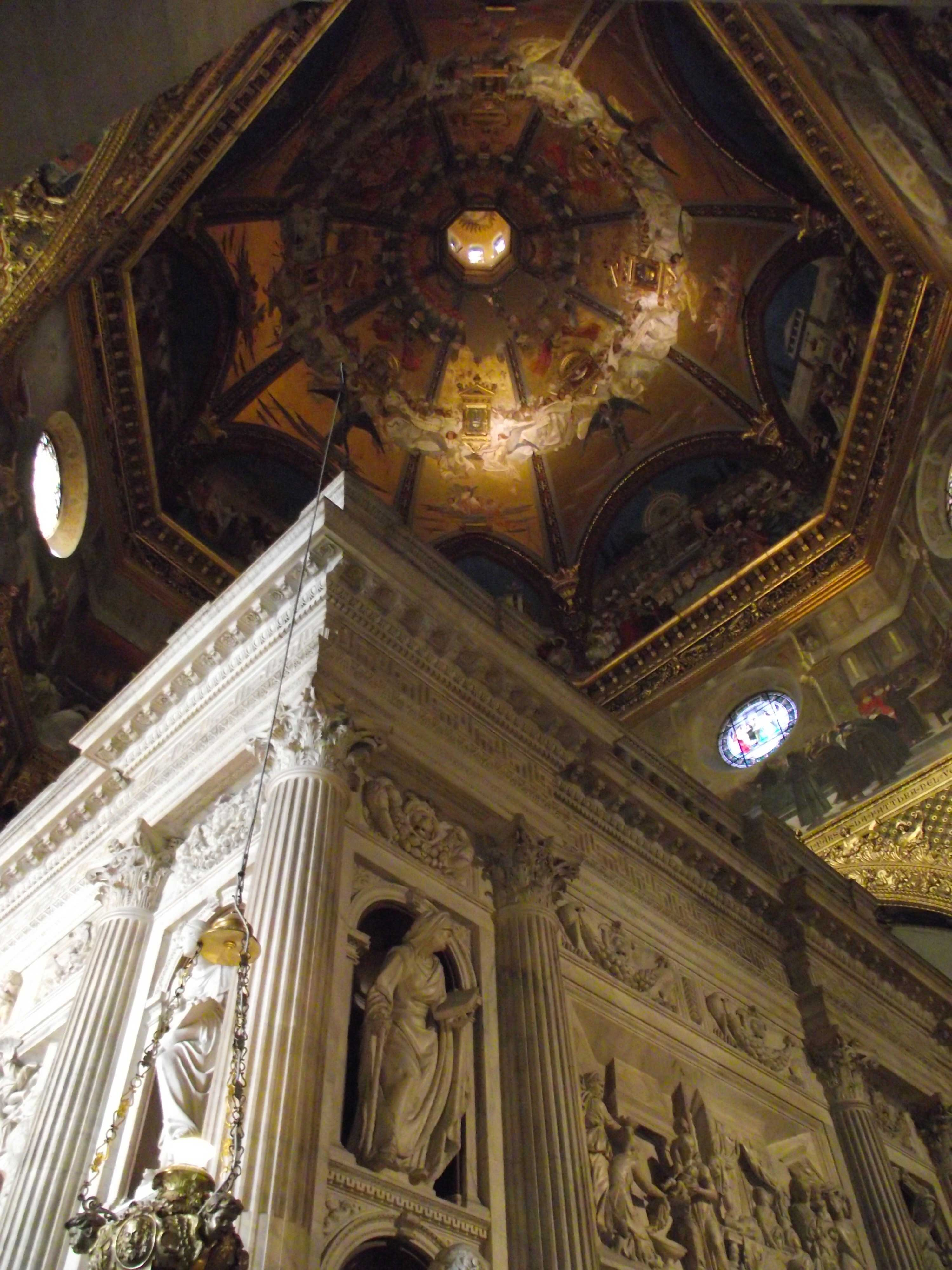
Coupole vue de l'intérieur.
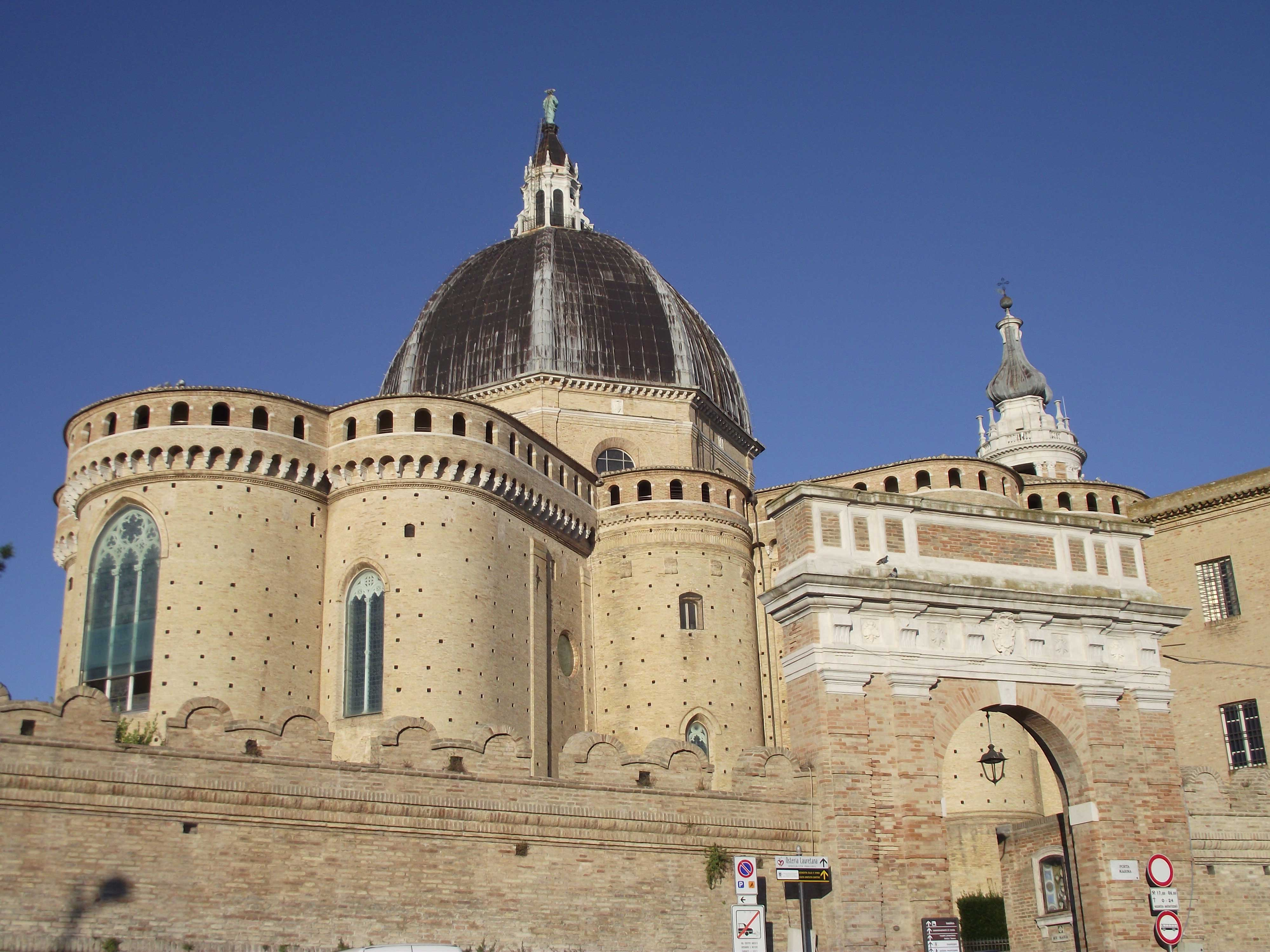
Les absides de Baccio Pontelli et la Coupole de Giuliano da Sangallo depuis la Porte Marine.
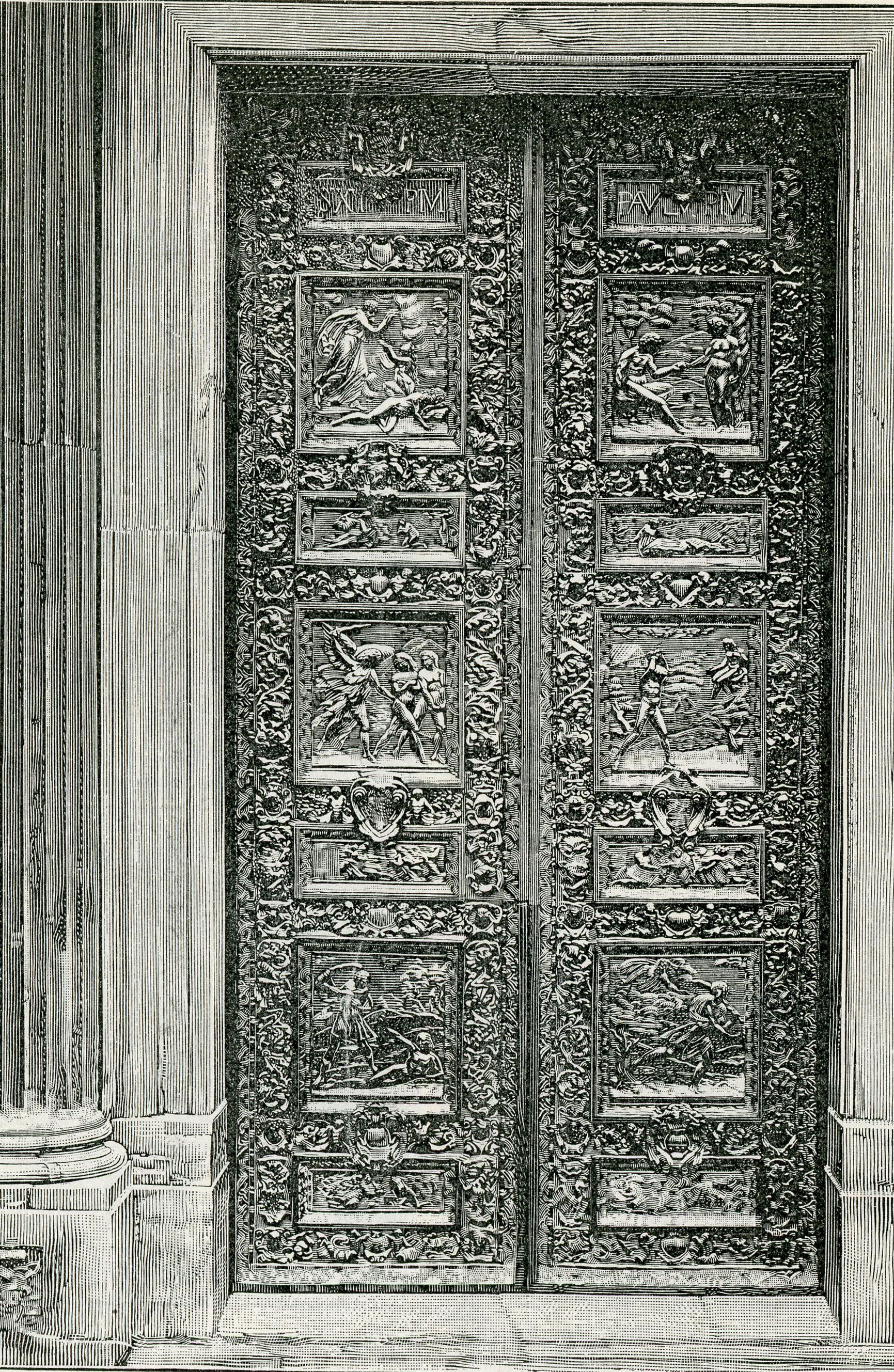
Porte centrale de la Basilique.
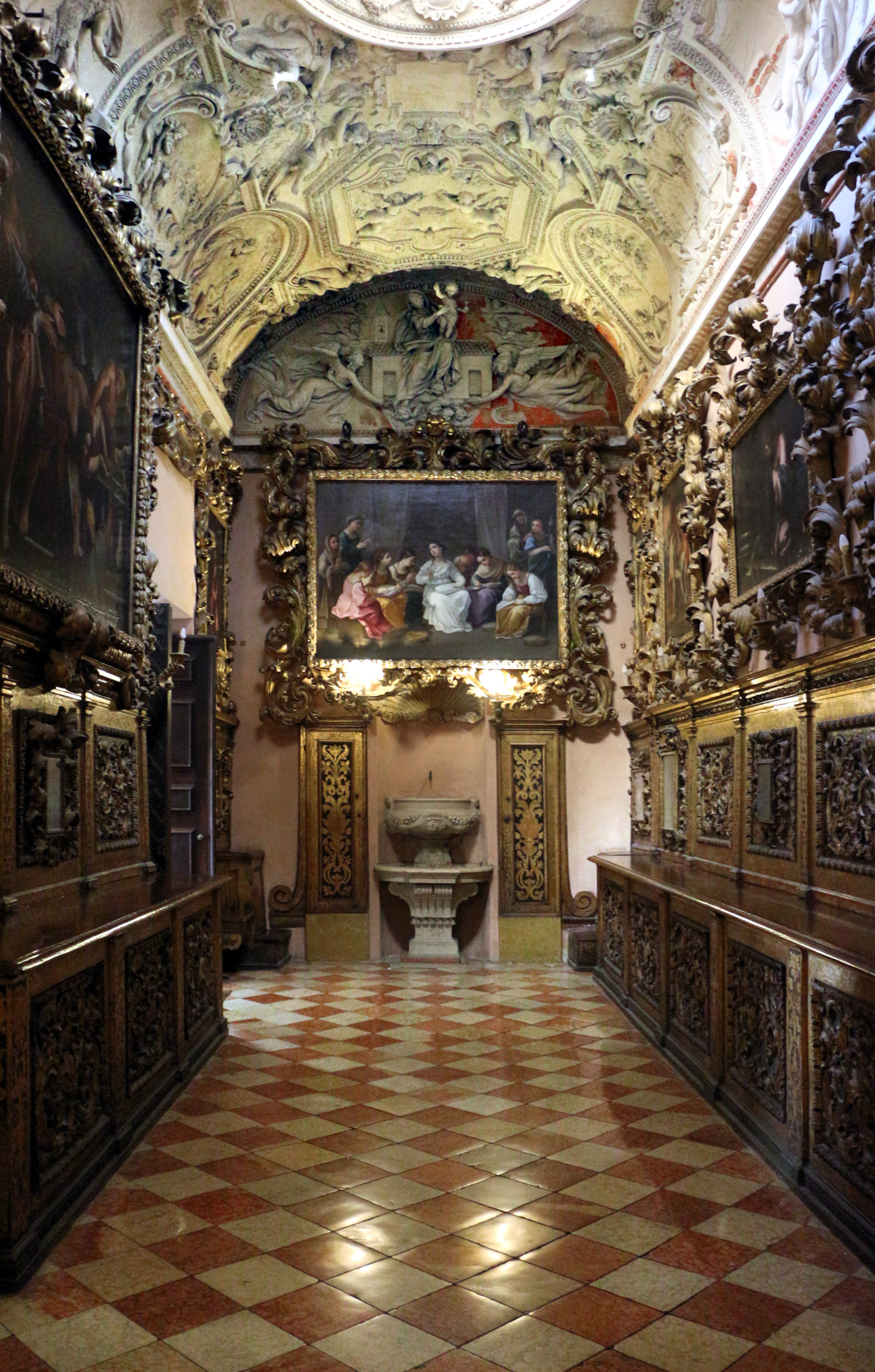
Atrium de la Sacristie.
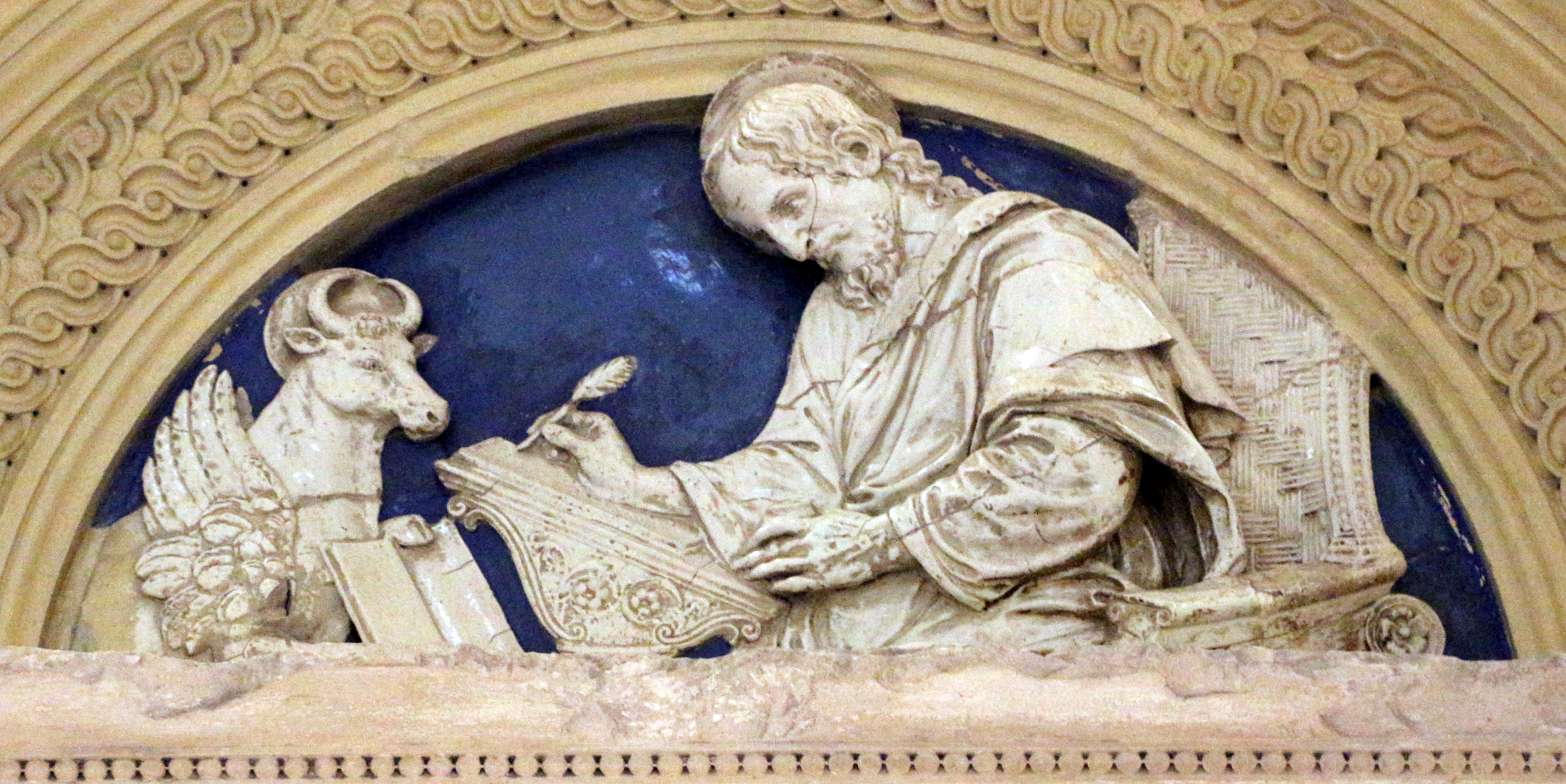
Saint Luc par Benedetto da Maiano.
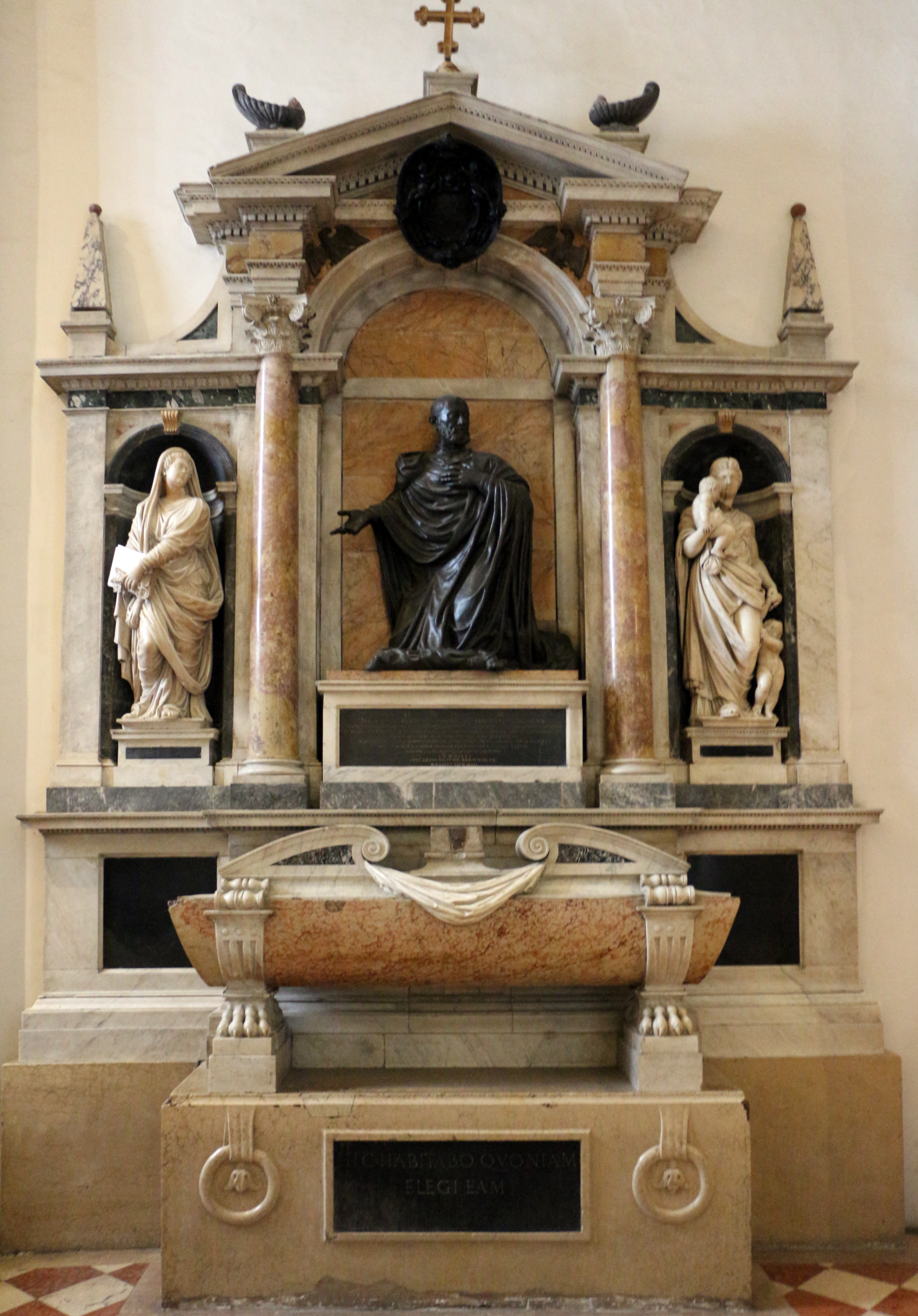
Sépulture du Cardinal Nicolo’ Caetani, Francesco Capriani da Volterra.
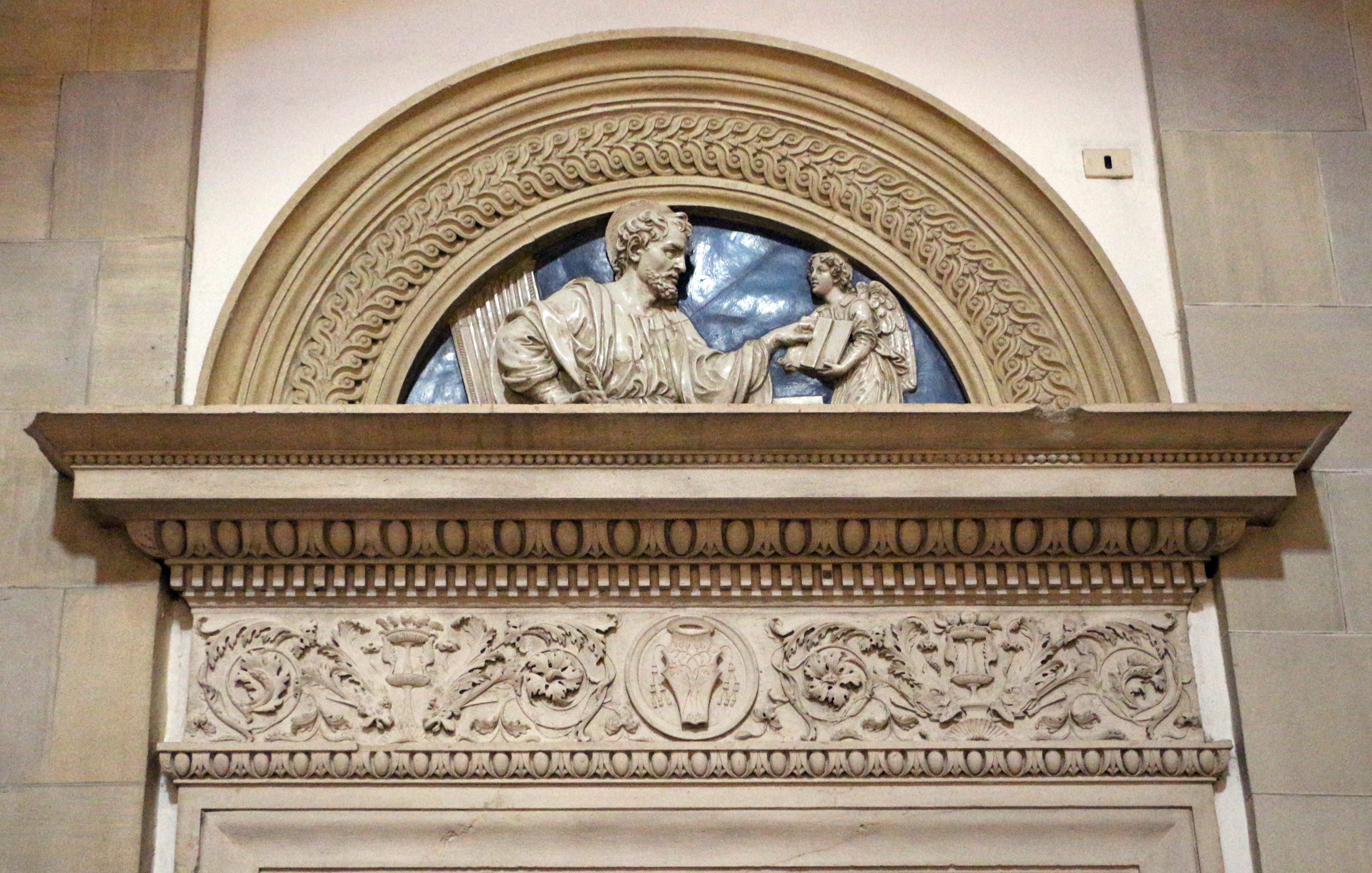
saint Matthieu par Benedetto da Maiano.
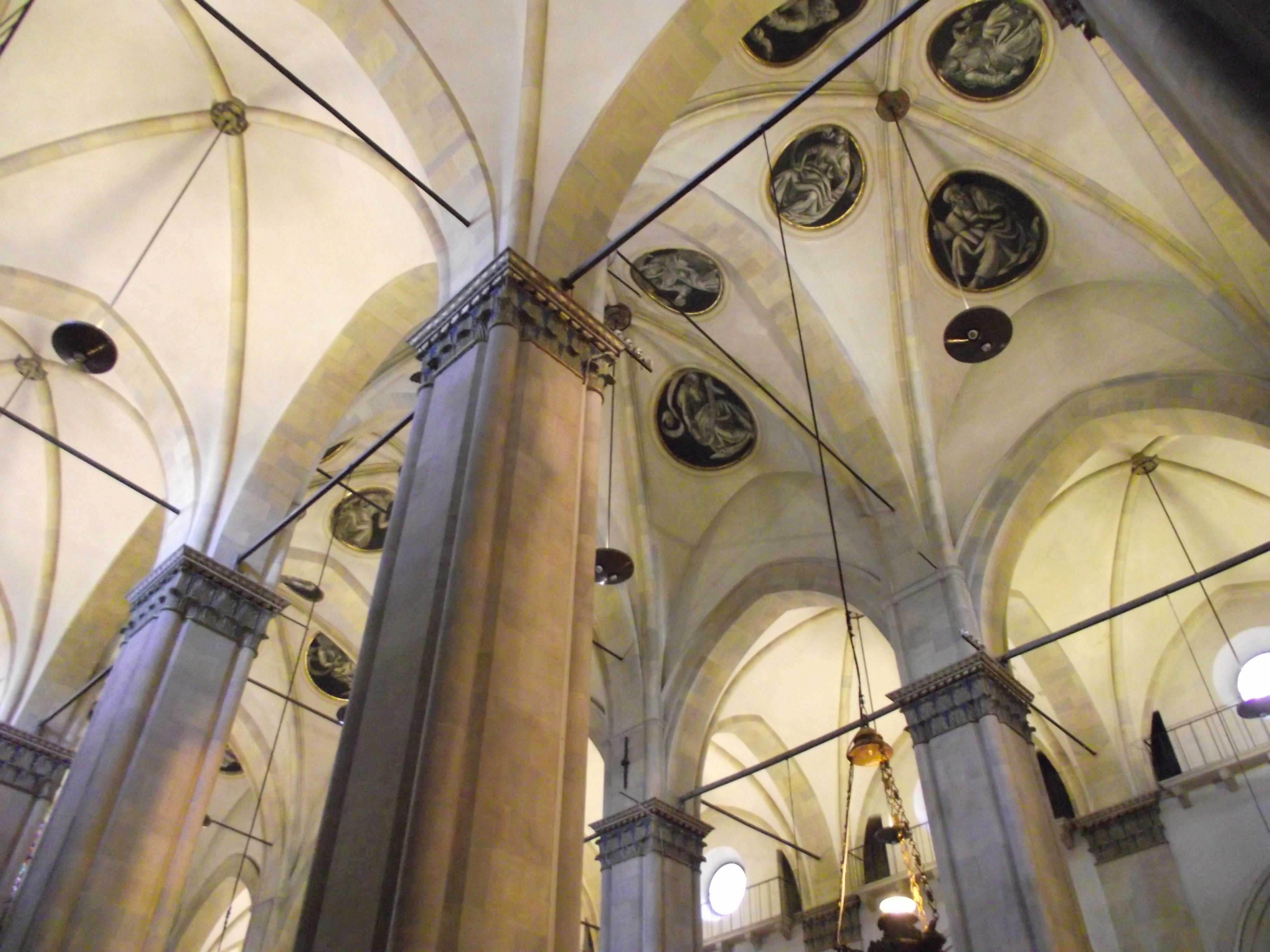
Voûtes avec les médaillons noir-et-blanc de Luca Signorelli
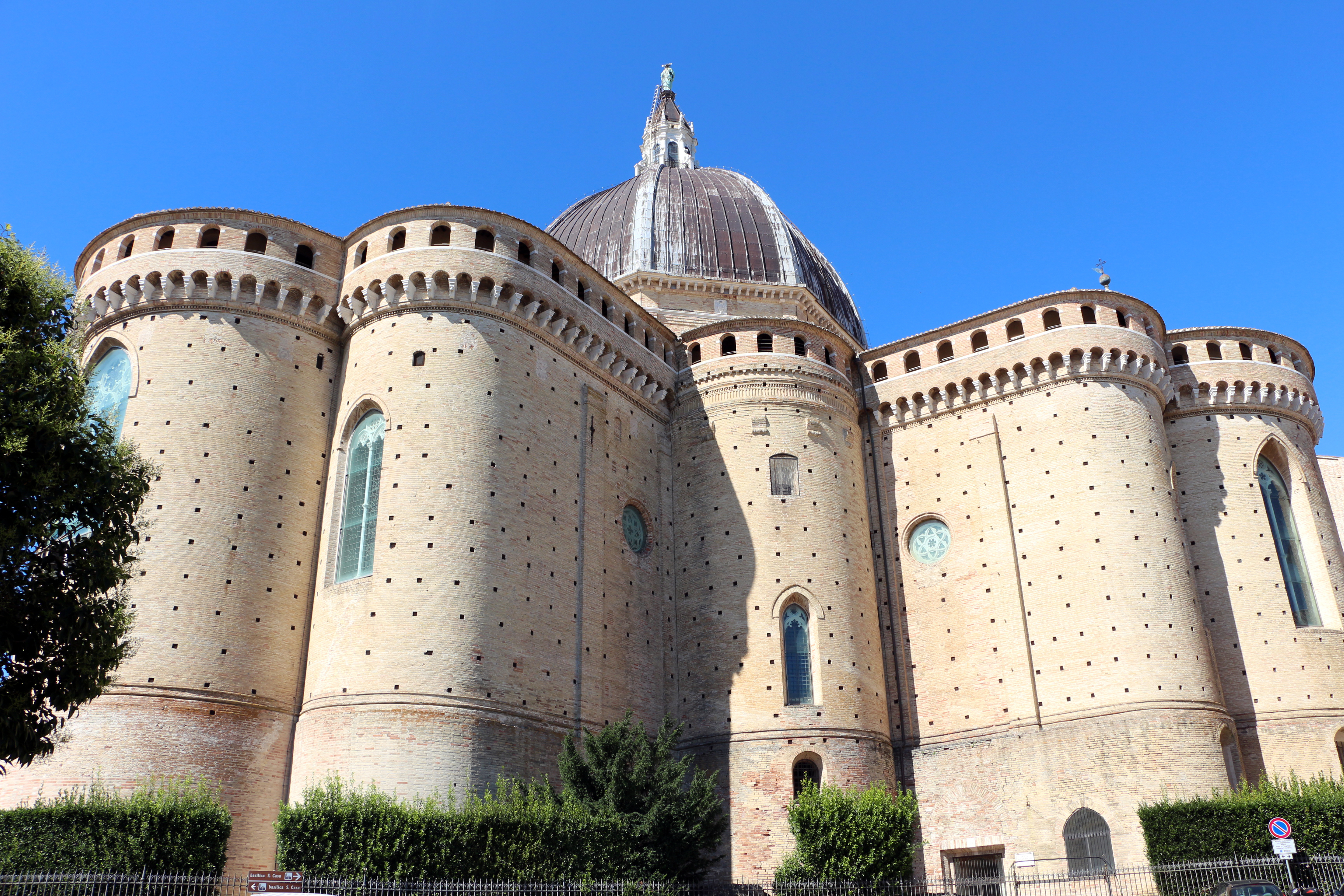
les absides de Baccio Pontelli.

### Le Campanile

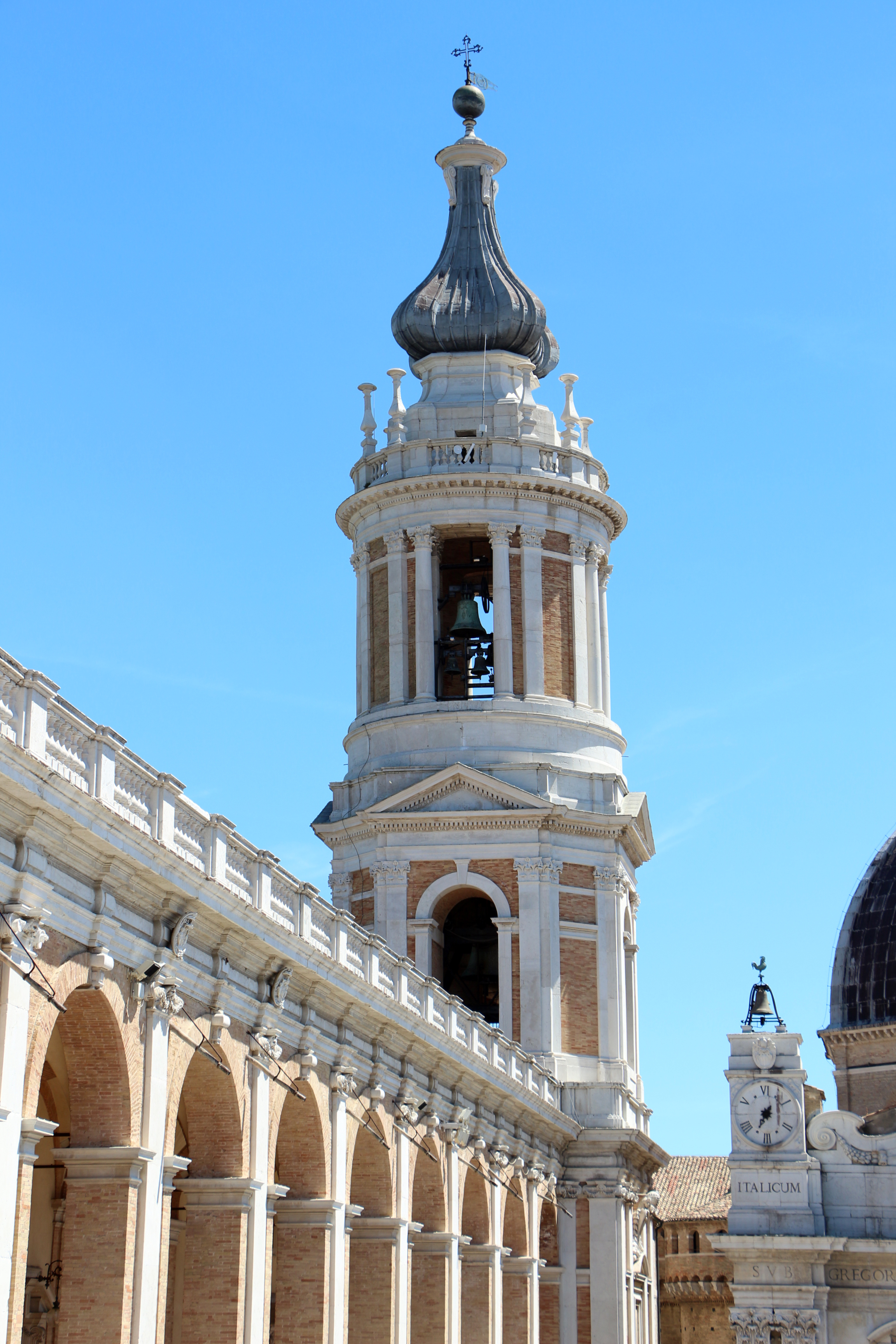
Campanile de Vanvitelli 1750-1754

Le Campanile, œuvre de l'architecte Luigi Vanvitelli (auteur du Palais royal de Caserte) s’élève sur le côté gauche de la Basilique à une hauteur de 75,60 m. Il fut réalisé, entre 1750 et 1754, en briques, avec des finitions en pierre blanche d’Istrie. il s'étage sur cinq niveaux. Les deux niveaux basilaires, incorporés dans le Palais Apostolique, sont à plan carré; le troisième est à plan octogonal, le quatrième à plan circulaire et le cinquième est constitué d'une balustrade avec un pinacle baroque à bulbe.
Il abrite un carillon de neuf cloches qui chantent les notes des « litanies lauretanes ».
Dans la cellule de cloche octogonale, se trouve la cloche principale, appelée affectueusement « Loreta », fondue en 1515 par Bernardino da Rimini, qui, avec son diamètre de 184 cm et son poids d’environ 50 quintaux, s’avère être la plus grande de la région des Marches.
Dans la cellule de cloche circulaire sont placées les 8 autres cloches de concert, fondues principalement par Luigi Baldini di Sassoferrato (1830) et par Lucio Broili di Udine (1960), tandis que la cloche majeure de concert, qui regarde la Place de la Vierge, a été fondue par Francesco Franceschi d’Ancône en 1610.

### Le Palais Apostolique
Les côtés Nord et Est de la piazza della Madonna sont fermés par le majestueux Palais Apostolique, conçu par Giancristoforo Romano et construit par Andrea sansovino, Antonio da sangallo il Giovane et Giovanni boccalini. Dans le projet original, le bâtiment devait entourer complètement la place, mais en raison de l’absence d’expropriation du côté droit (actuellement occupé par le bâtiment de l’ancien Collège illyrien), le seul côté en face de la basilique fut réalisé, conformément au dessin primitif, par Luigi Vanvitelli. Les toits du palais apostolique étaient ornés jusqu’à l’arrivée des troupes napoléoniennes de 22 statues comme l'atteste une gravure de la deuxième moitié du XVIIIe siècle.

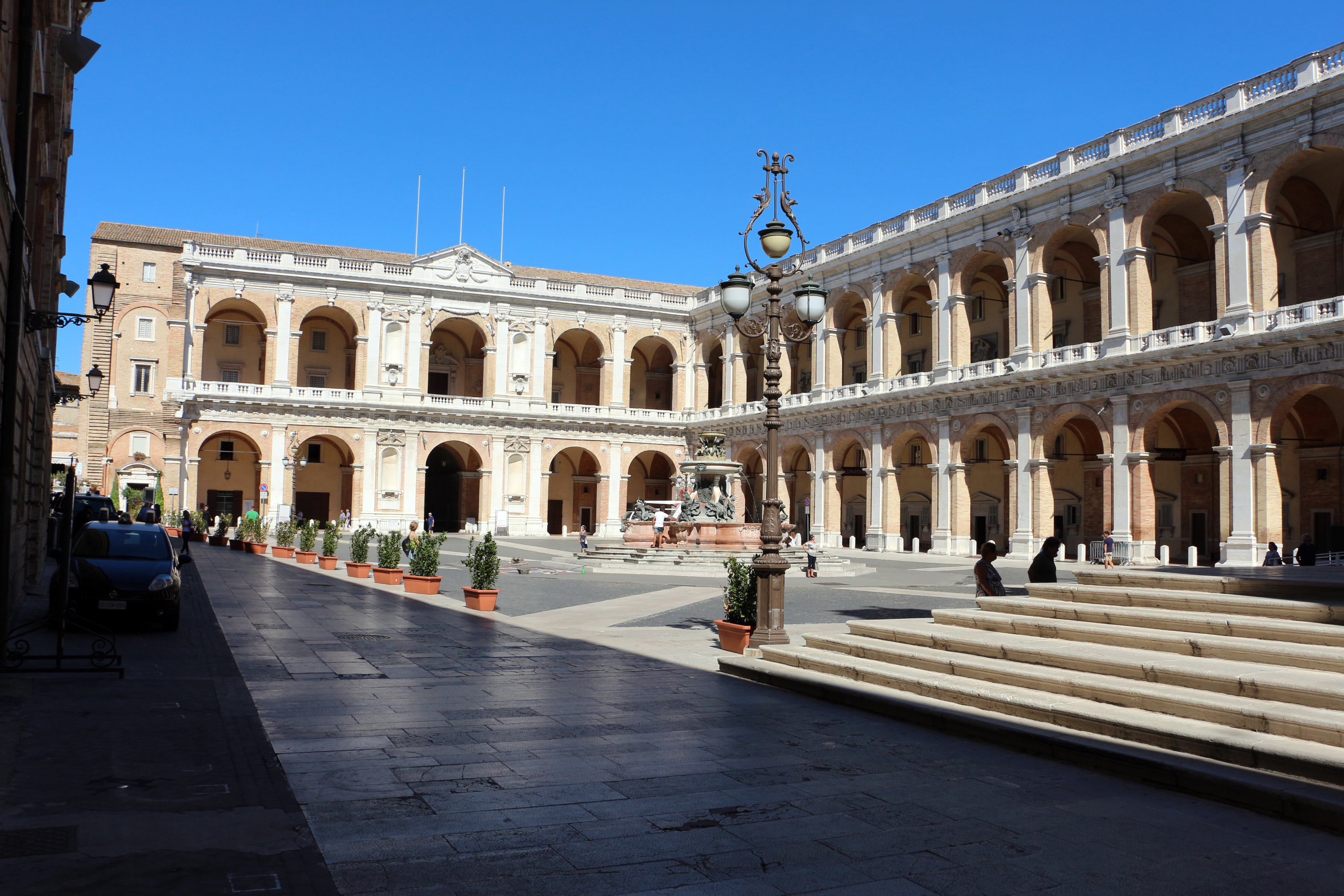
Palais apostolique aujourd'hui
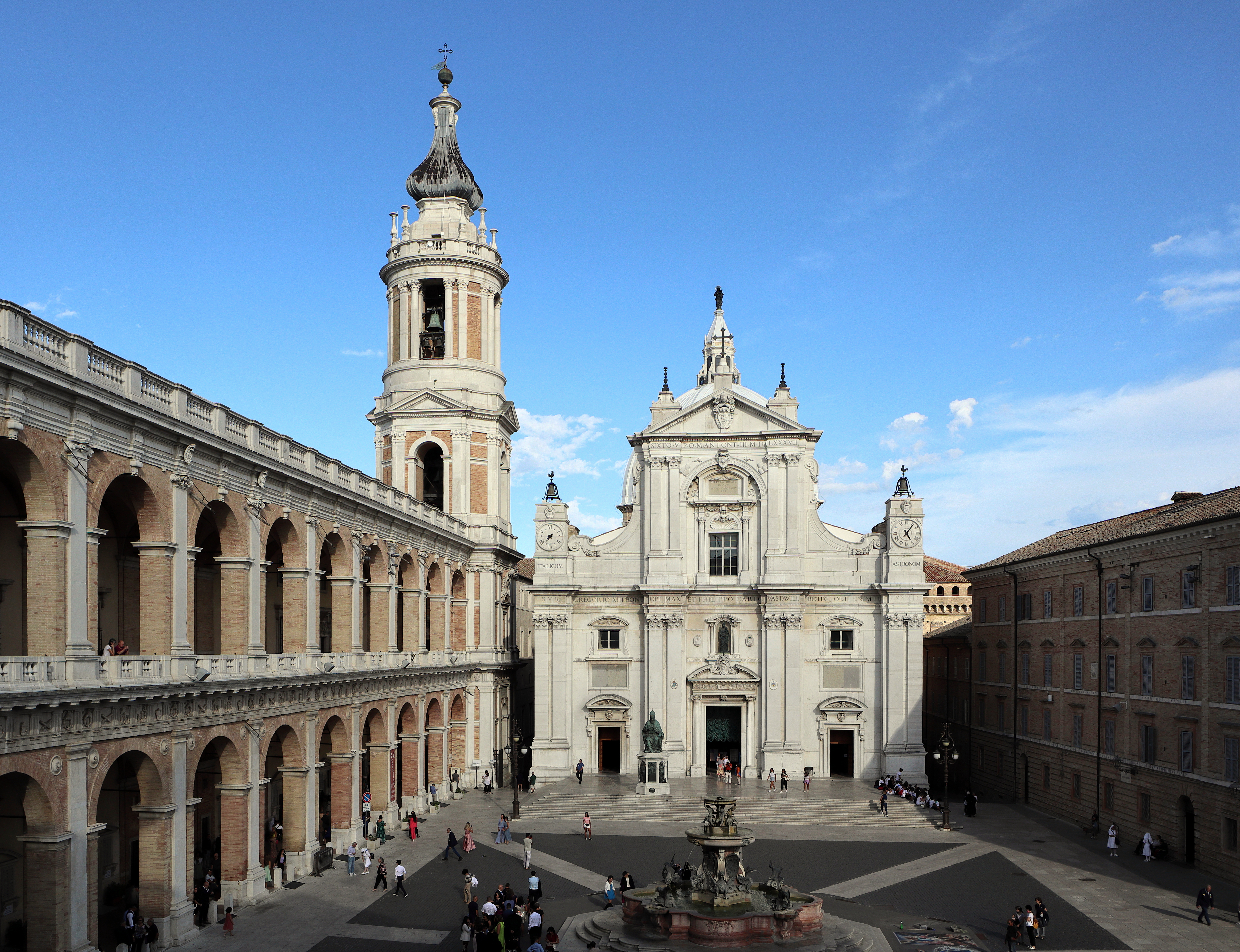
Place du sanctuarie de Lorette - 2022

### Salle du Trésor
Achevée en 1603, la salle du Trésor fut réalisée par les architectes Muzio Oddi et Giovan Battista Cavagna. La salle abrite la somme incertaine des dons et cadeaux des pèlerins à la Santa Casa reçus de 1516 et 1790 et recensés par Don Vincenzo Murri,:

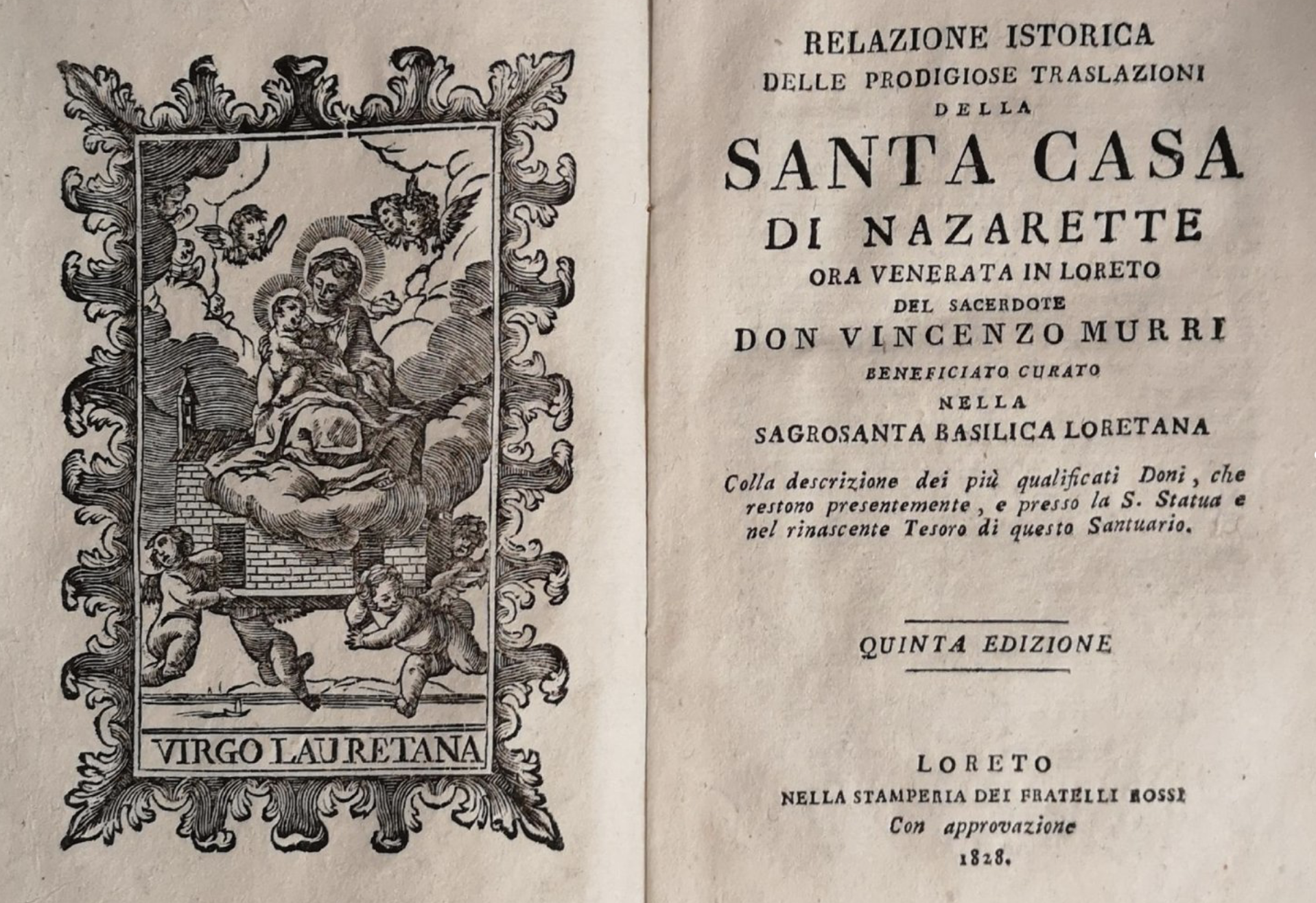
5°édition du recensement de Vincenzo Murri.
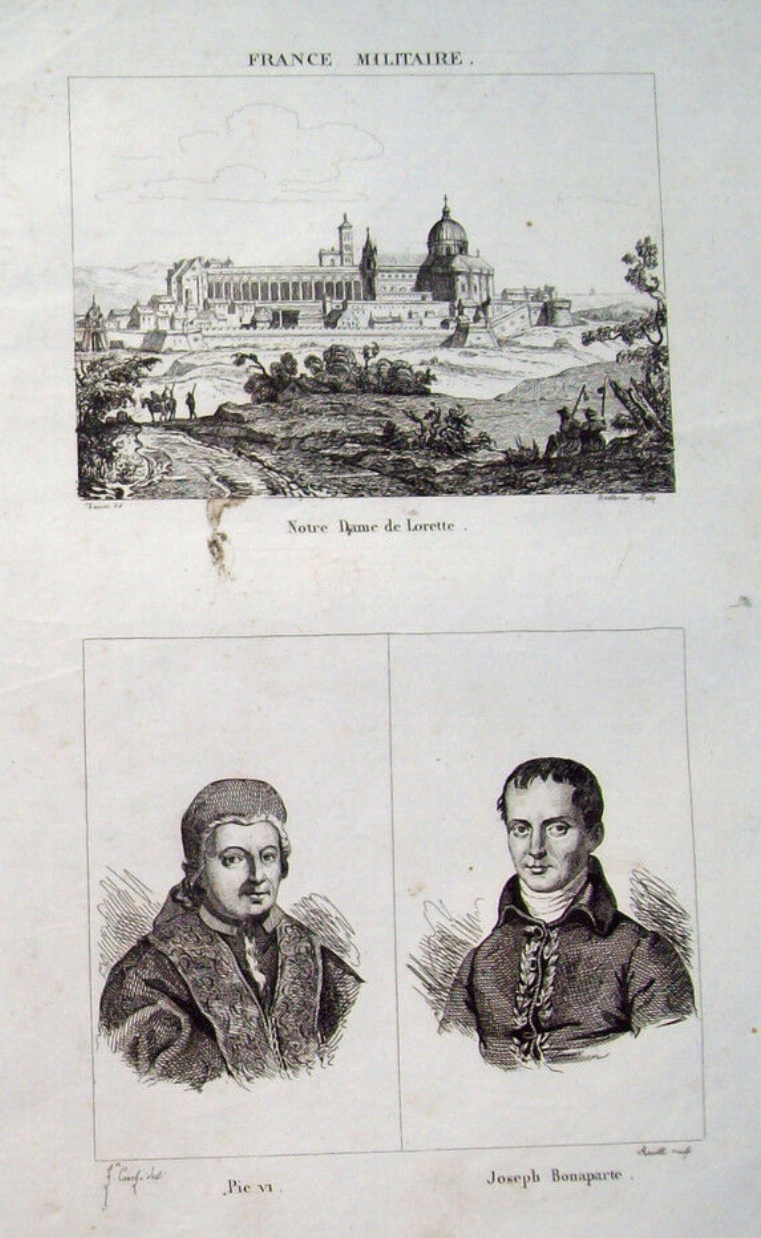
lieux et protagonistes in France militaire de 1797.
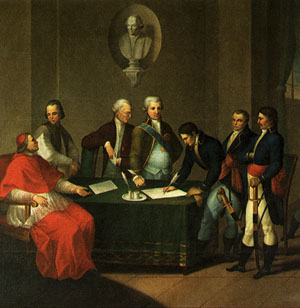
traité de Tolentino, 19 février 1797.
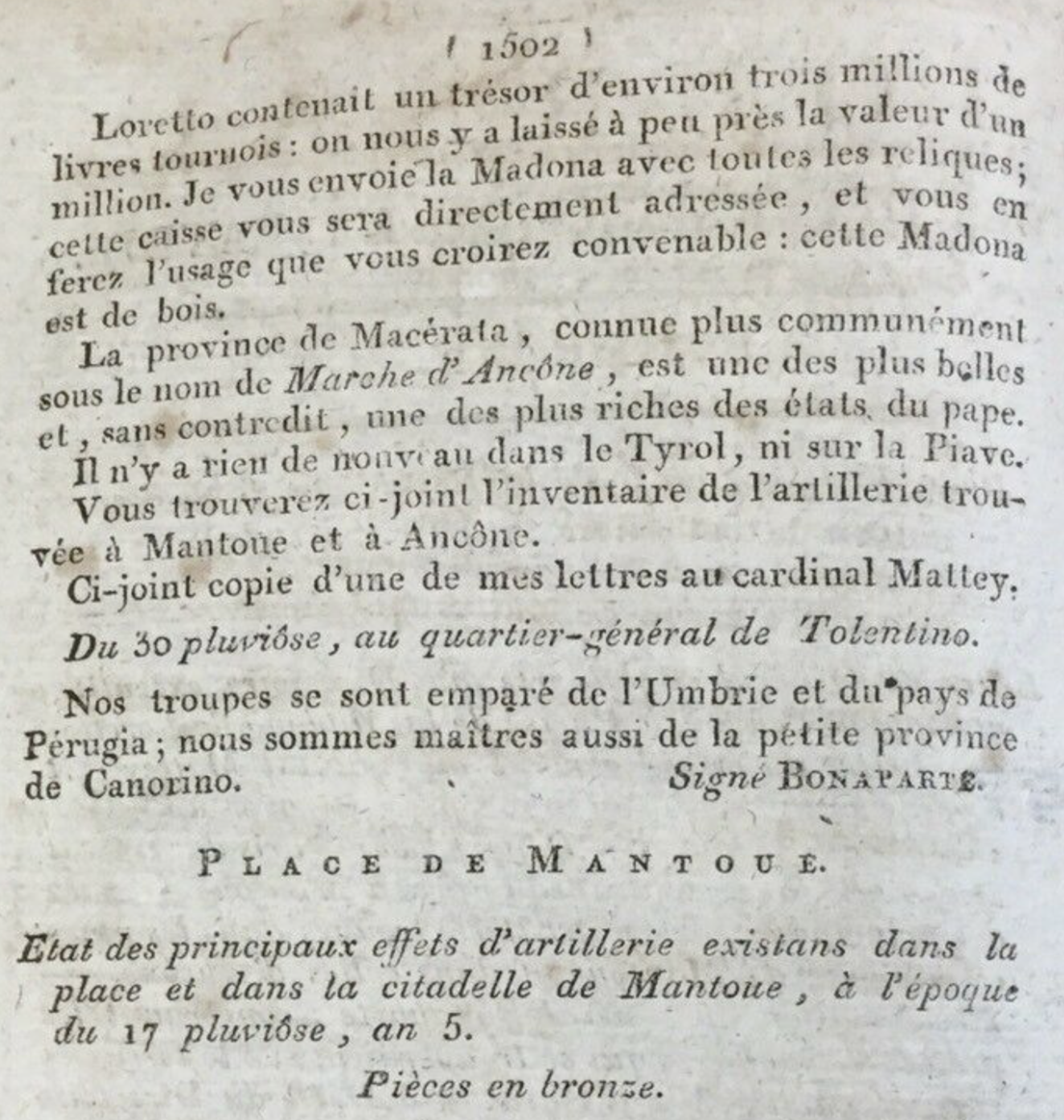
Mémoires de Napoléon (passage au sujet du trésor de Notre Dame de Lorette).

J. de la Roche donne une idée, dans Voyage d’un amateur des Arts, de ce à quoi le Trésor de la Santa Casa a pu ressembler en 1778.

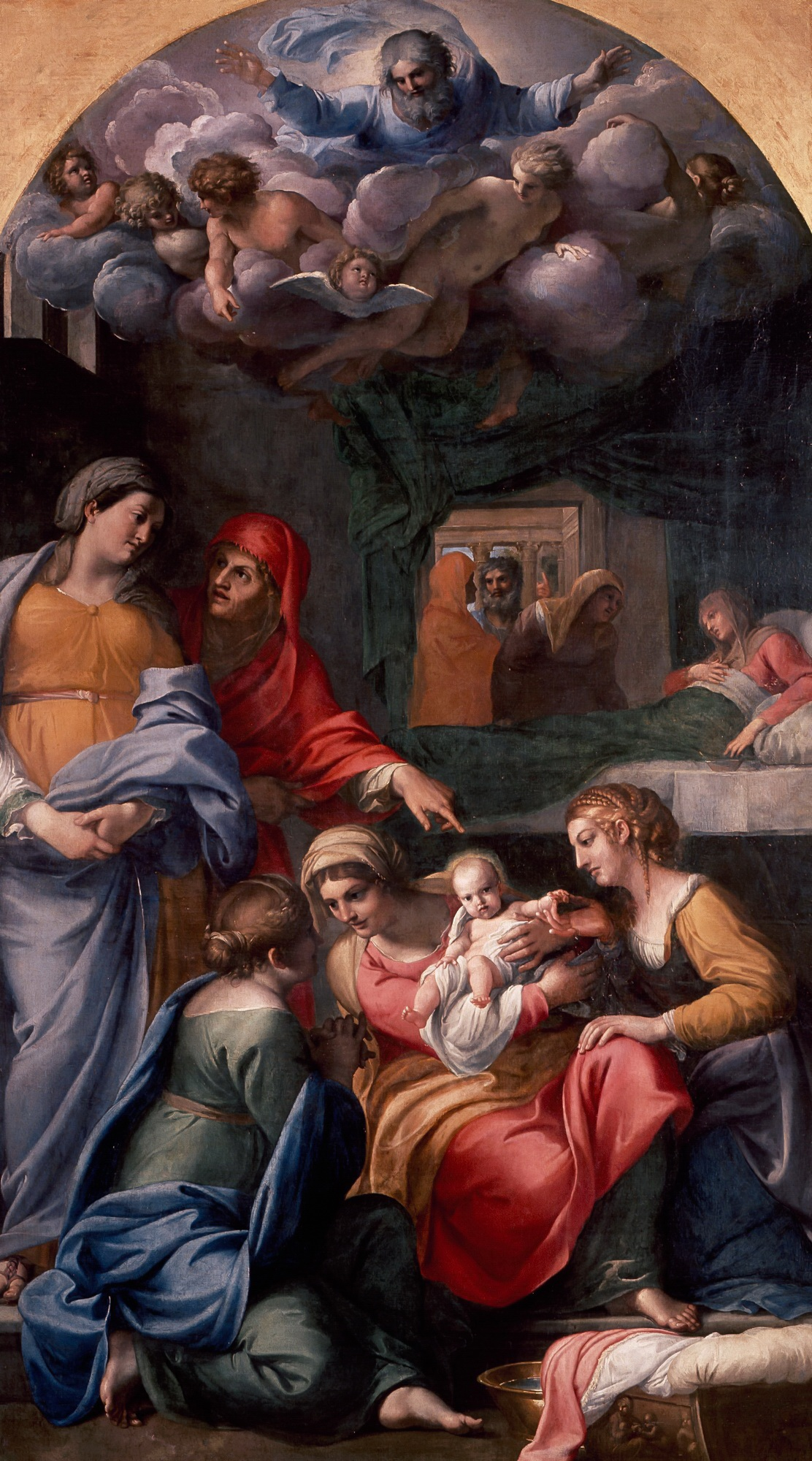
Nativité de la Vierge peinte par Annibal Carrache, 274 cm x155cm, 1598-99, pour la Basilique de Lorette, aujourd’hui au Musée du Louvre

"Le Trésor de Loretto est riche à un point qui ne se peut comprendre. On en est étonné. La Liste des principales pièces forme un très gros volume. Sept grandes armoires à double battans  et vingt-quatre petites ne renferment qu’une partie des bijoux en or, en perle diamans, et autres pierres précieuses que tous les princes catholiques y ont accumulés depuis quatre cent ans. Il est difficile de s’en faire une idée tant soit peu juste. L4oeil se perd même dans l’examen. (...tentative de description matérielle de Jean de la Roque...) Rien au monde n’est plus riche et qu’aucun endroit ne réunit autant de rareté d’un plus grand prix.

## Spoliations napoléoniennes
Parmi les villes des Marches, Lorette est l'une des plus touchées par les spoliations d’oeuvres d’art et d’objets de culte lors de la campagne italienne de Napoléon.
Le 19 février 1797 est établi le traité de Tolentino pour punir les États pontificaux d’avoir enfreint l’armistice de Bologne, Joseph Bonaparte envoie la statue de la Madone à Paris avec la mention : « Statue de bois oriental de l’école judéo-égyptienne. ». Elle est entreposée au Louvre.
Les saintes écuelles (vaisselle de la Vierge) dans lesquelles était fabriqué le pain miraculeux des pèlerins ont été emportées et cassées dans le transport. La Sainte Maison est fermée sous scellé.
Les richesses de la ville sont dispersées et en partie pillées par des raids militaires et des commissaires français, ainsi qu'en partie réquisitionnées par le pape Pie VI pour payer les quinze millions de lires prévues par le traité de Tolentino.
Le complexe sculptural de Tiburzio Vergelli composé de statues en argent est purement fondue. Des bustes, statues et autres figures d'or ou d'argent, les chandeliers vermeil ou d'argent, parmi lesquels il y en a douze en or massif.
Une partie des biens dont la statue de la Madone est  restituée au Vatican en 1801. Mais les peintures de Titien, Guido Reni, Carracci, Barocci, le Corrège, Andrea del Sarto, Girolamo Muziano n’ont pas regagné la basilique ; de même que les reliques de la Sainte Vierge.

### La Scala Santa
La Scala Santa conduit depuis le quartier de la gare jusqu'à l’entrée du sanctuaire par la Porta Marina. Elle est ponctuée de niches pourvues de bas-reliefs représentant la passion du Christ et fut à la grande période du Pèlerinage gravie à genoux par les pèlerins comme l'attestent les mémoires de François-René de Chateaubriand au sujet de l’ascension de la Scalinata par sa femme.

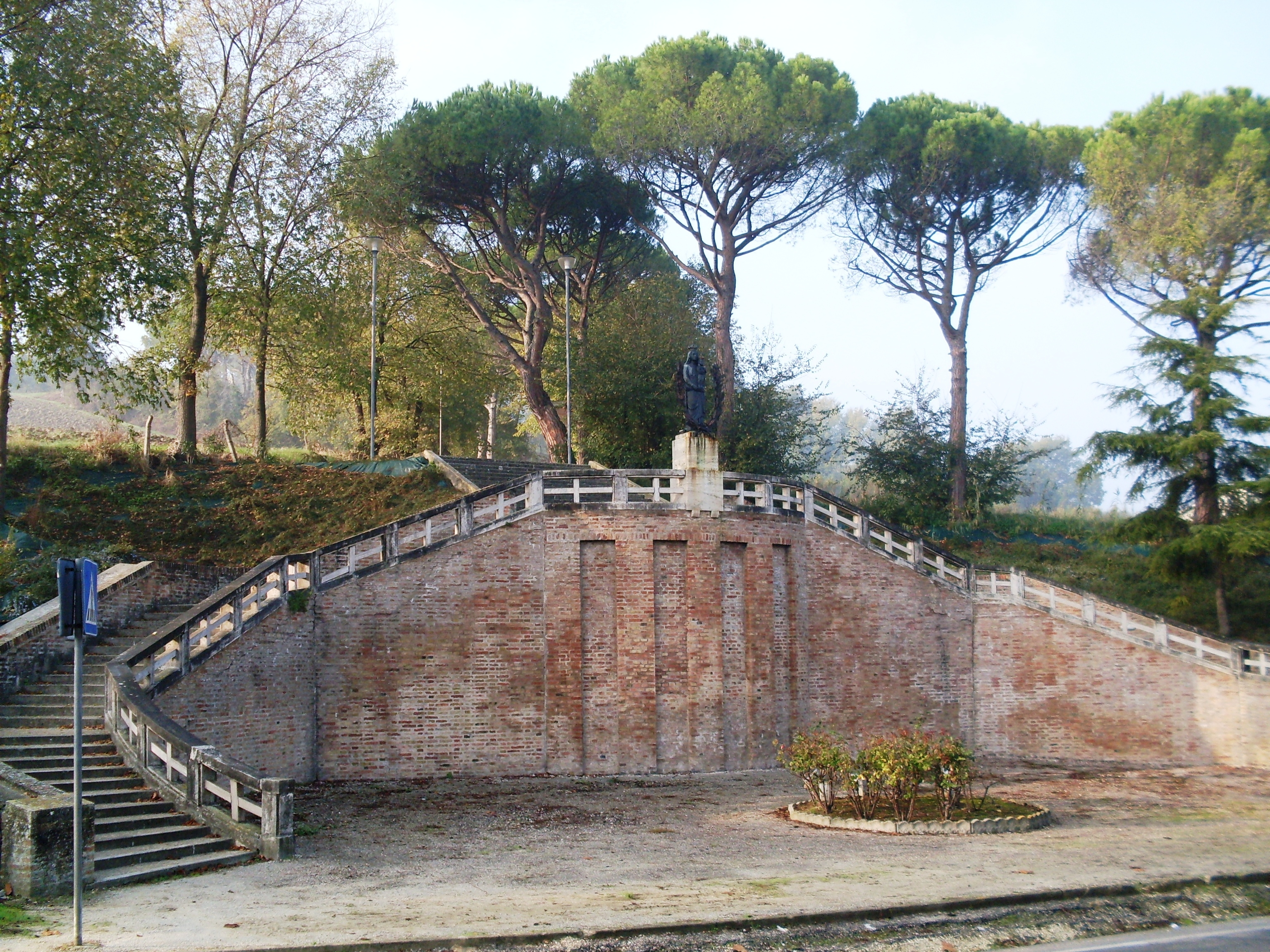
Début de la Scala santa.
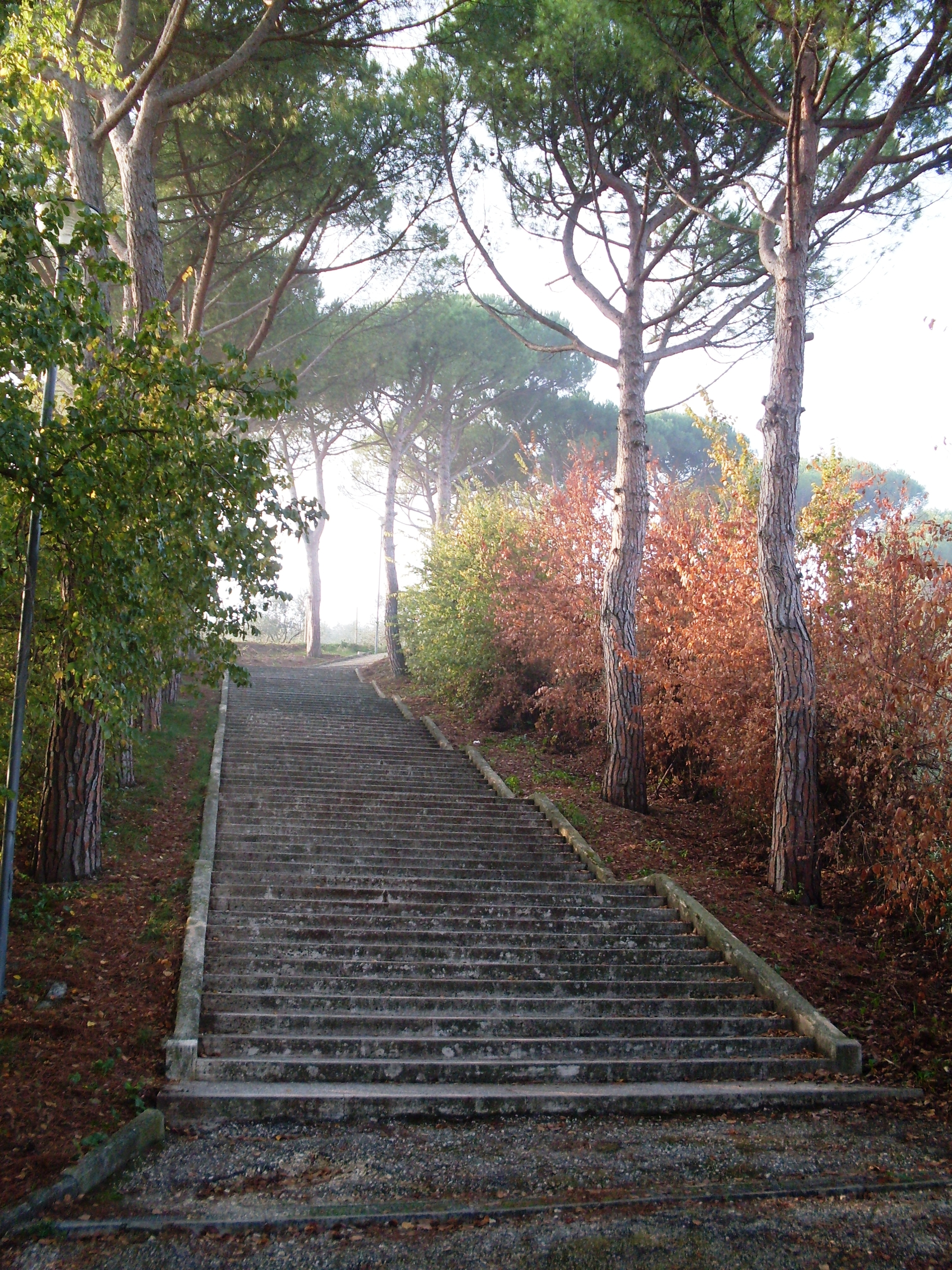
Partie médiane de la Scala santa.
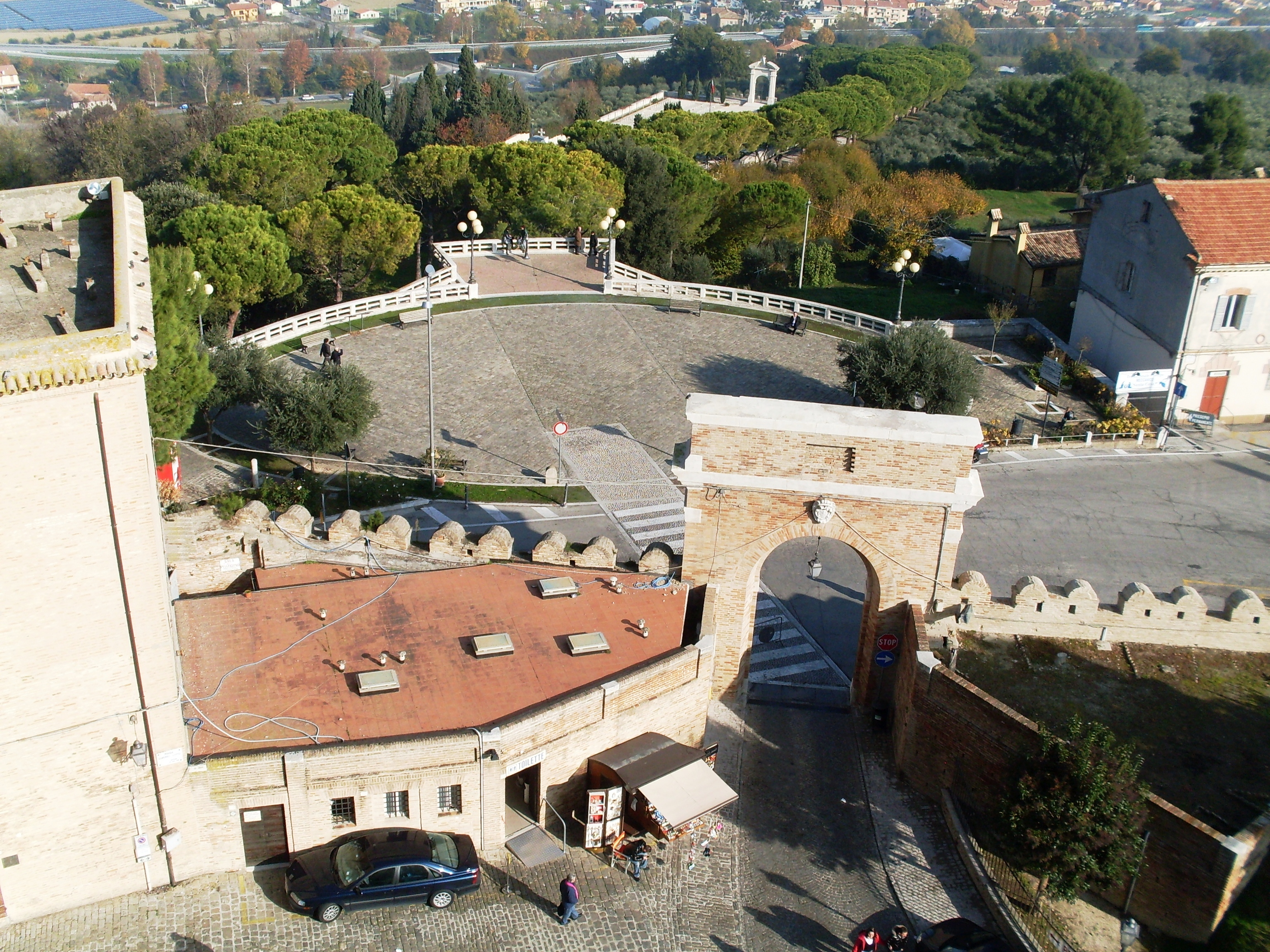
La Scala aboutit sur la place de la Porta Marina

## Chapellenie nationale de France
Depuis un legs du cardinal de Joyeuse, ambassadeur du roi Henri IV près le Saint-Siège, et d'Anne d'Autriche, la France dispose à Lorette d'une Chapellenie nationale qui fait partie actuellement des Pieux Établissements de la France à Rome et Lorette et dont le révérend père Bernard de Frileuze du diocèse de Versailles est le chapelain.
Cette Chapellenie se situe au 77 via Brancondi, dans le centre-ville de Lorette, sur la route qui monte à Recanati.

## Monuments et patrimoine civils

### Les Remparts et les Portes de la Ville
La ville est entourée de remparts  érigés dès le XIVe siècle, en raison des incursions turques dans l’Adriatique. Après l’assaut à Porto Recanati le 5 juin 1518 par le sultan Selim Ier le cruel, le pape Léon X commença rapidement la reconstruction complète des remparts. De 1518 à 1522, trois architectes y travaillèrent. Les remparts furent conçus par Antonio da Sangallo le Jeune, Francesco di Giorgio Martini, réalisés par Cristofaro di Simone da Resse da Imola qui dès 1518 avait commencé à construire le mur d'enceinte avec deux bastions aux extrémités, et Andrea Sansovino.
Le chantier devait se dérouler rapidement, selon des ordres papaux précis, de sorte que le matériel de construction préparé pour le port de transport fut utilisé, et 400 ouvriers furent mis au travail, même le dimanche. Les murs ont été équipés de merlons arqués et de remparts, et équipés de 26 pièces d’artillerie.

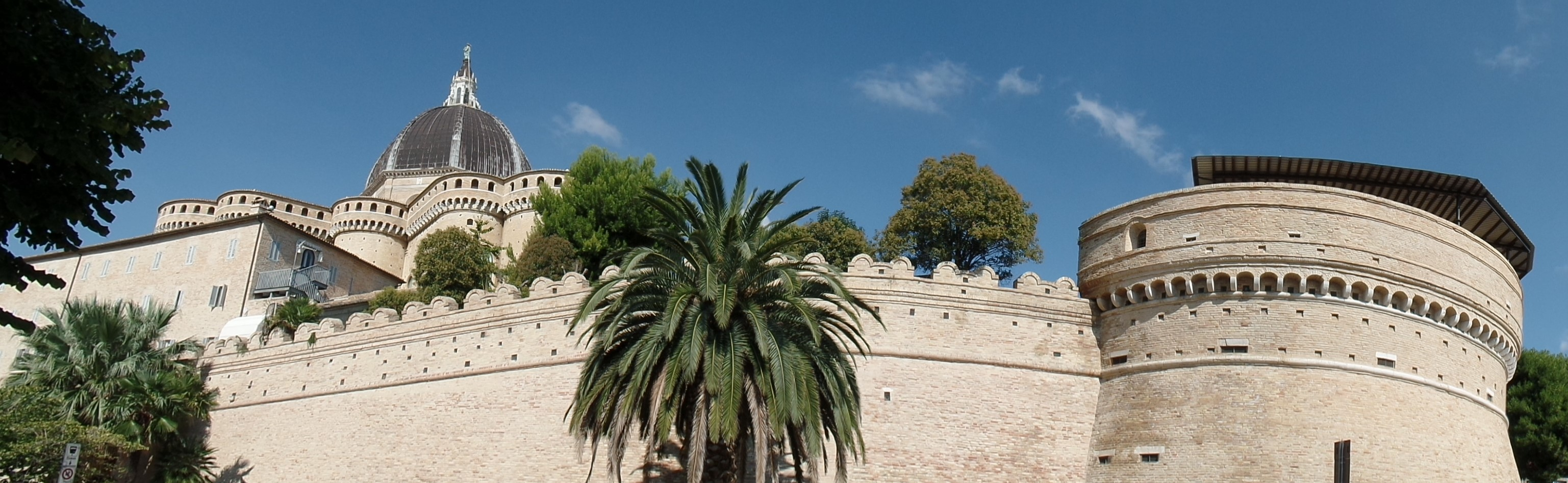
Remparts et tourelles de Sangallo

Sur le versant méridional s’ouvre la Porta Romana, édifiée sur le dessin de l’architecte macédonien Pompeo Floriani père de Pietro Paolo Floriani vers 1590 et décorée de deux statues de prophètes sculptés par Simone Cioli entre 1538 et 1541, destinées dans un premier temps au revêtement en marbre de la Santa Casa.
Sur le versant nord, derrière les absides de la basilique, s’ouvre la Porta Marina, ouverte au temps du pape Clément VII (1523-1534) mais construite par Giovanni Branca au XVIIe siècle avec l’ornement des abeilles barberiniennes caractéristiques du pape Urbain VIII (1623-1644).
Encore à la deuxième moitié du XVIIIe siècle, comme le mentionne Jean de La Roque dans son Voyage d’un amateur des arts :
« [...], devant chacune des deux portes était creusé un fossé et Porta Marina comme Porta Romana étaient pourvues d'un pont-levis et les bastions étaient munis de canons ».
Le bastion Sangallo, du nom de l’architecte qui l’a conçu, conserve à l’intérieur les anciennes casemates, ainsi qu’une place d’armes. Aujourd’hui, il abrite le théâtre de la Ville.

### Le place Garibaldi
Construite en brique à la fin du XVIe siècle, la tour civique, légèrement inclinée, fut érigée au XVIIe siècle par la volonté du protecteur de la sainte Maison, le Cardinal A. Barberini, par Giovanni Branca. Le créneau fut ajouté en 1887.

### Palais de la Province
Au goût de la Renaissance, le palais de la Province se dresse le long du Corso Boccalini, l’artère principale de la ville, dont l’édification est attribuée parfois à Marino di Marco Cedrino, parfois à Giuliano da maiano.

### Place Leopardi (ancienne Piazza dei Galli) et Aqueduc des Arches

#### Place Leopardi

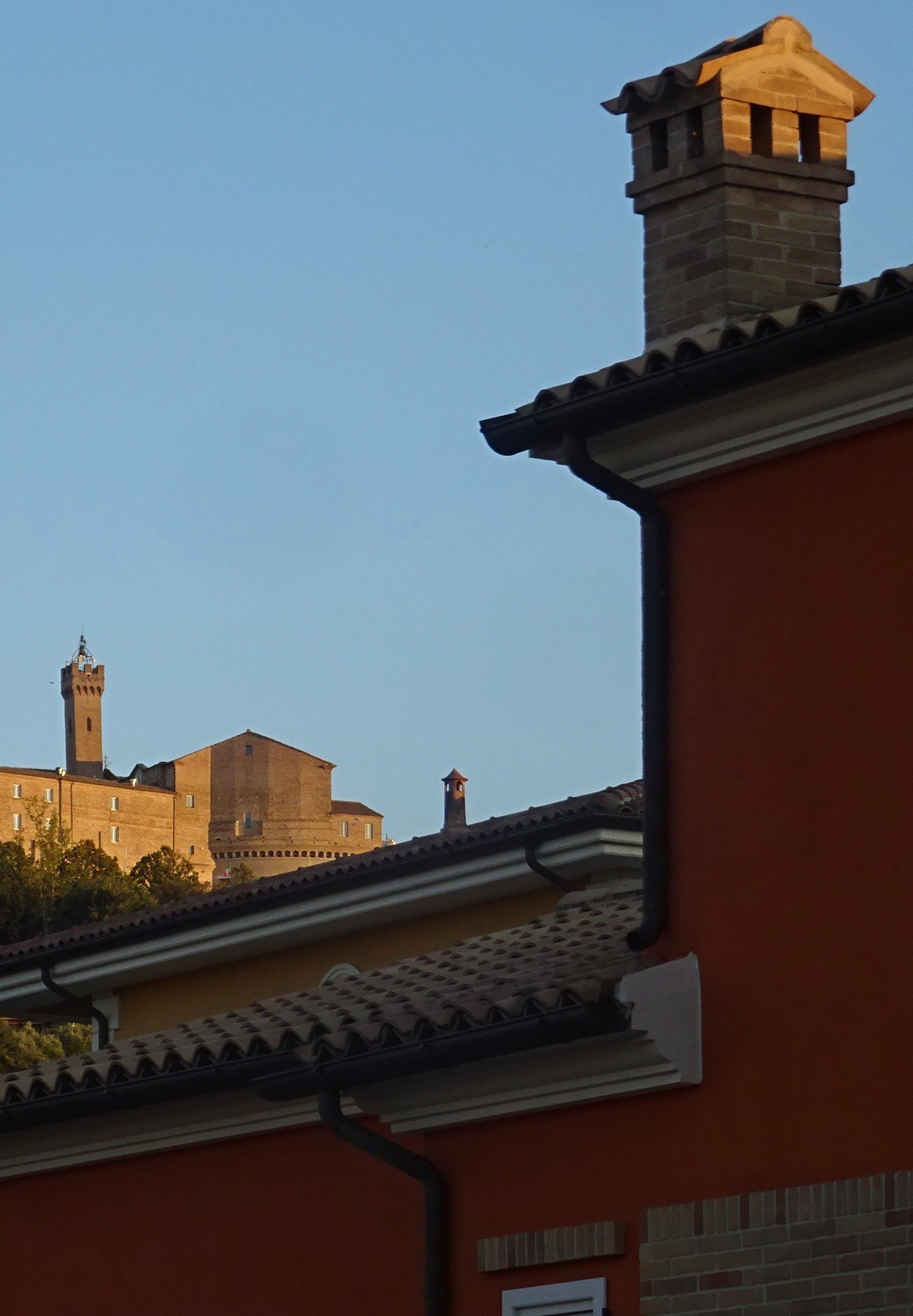
La Tour civique de la place Garibaldi en arrière plan, vue en contrebas des habitations de la Villa Musone

Place Leopardi, anciennement baptisée Piazza dei Galli s’ouvre devant la Porta Romana du XVIe siècle.
Elle doit son aspect actuel à l’urbanisation du XVIIIe siècle, à l’époque de la construction du campanile de Luigi Vanvitelli, si bien qu’il fut d’abord aménagé avec le matériel provenant de la démolition de l'ancien clocher.
Sur le côté de la place s’ouvre une galerie, appelée portique des transans, érigée dans la seconde moitié du XVIIIe siècle comme abri aux pèlerins qui arrivaient la nuit au sanctuaire et qui trouvaient fermées les portes de la ville.
Par la suite, des ateliers s’y ouvrirent, il devint lieu de poste et de départ des diligences avec relatif repos des chevaux.
Entre le vert des jardins du côté opposé au portique se trouve la fontaine des Gaulois, construite en 1614-16 par Antonio Maria Gallo et décorée avec les armoiries et sculptures des Galli, œuvre des frères Tarquinio et Pier Paolo Jacometti.

#### Aqueduc des Arches

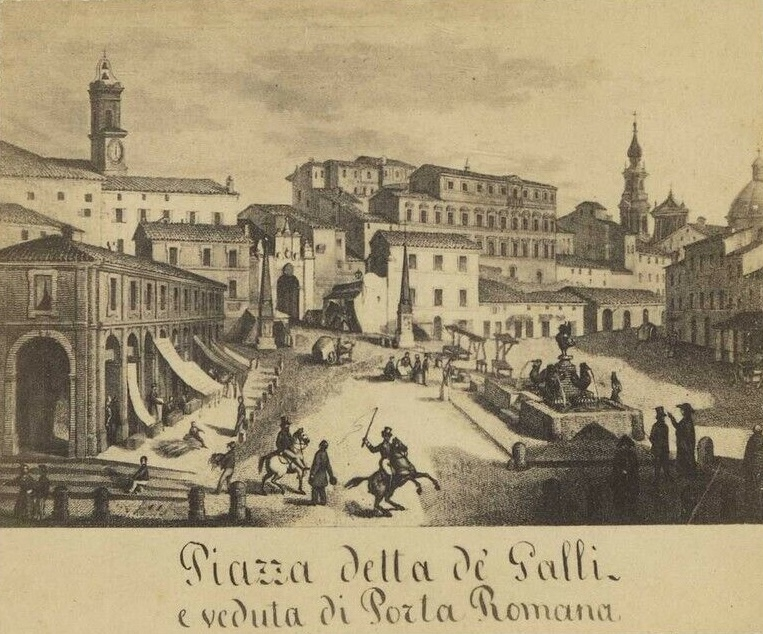
Porta Romana et Piazza dei Galli au XIXe siècle.

L’Aqueduc fut commandité par le pape Paul V, à la suite du vertigineux développement de Lorette au XVIIe siècle et du flux toujours croissant de pèlerins.
Le cahier des charges de la commande du 2 décembre 1606 s’est terminée en 1620.
Le projet de conduire les "eaux des Vignes » jusqu'à la place du Sanctuaire, fut confié à Giovanni Fontana et Carlo Maderno.
Une dérivation, à travers Porta Romana, fournissait également de l’eau à la fontaine de la piazza dei Galli.

### Le cimetière militaire polonais de Lorette
Le cimetière militaire polonais de Lorette (en polonais polski cmentarz wojenny w Loreto) a été construit en 1944 pour les 1 112 polonais du Corps d'armée polonais commandé par le général Władysław Anders. Il a été inauguré en 1946 au même titre que les cimetières militaires polonais de Mont Cassin, de Casamassima et de Bologne.

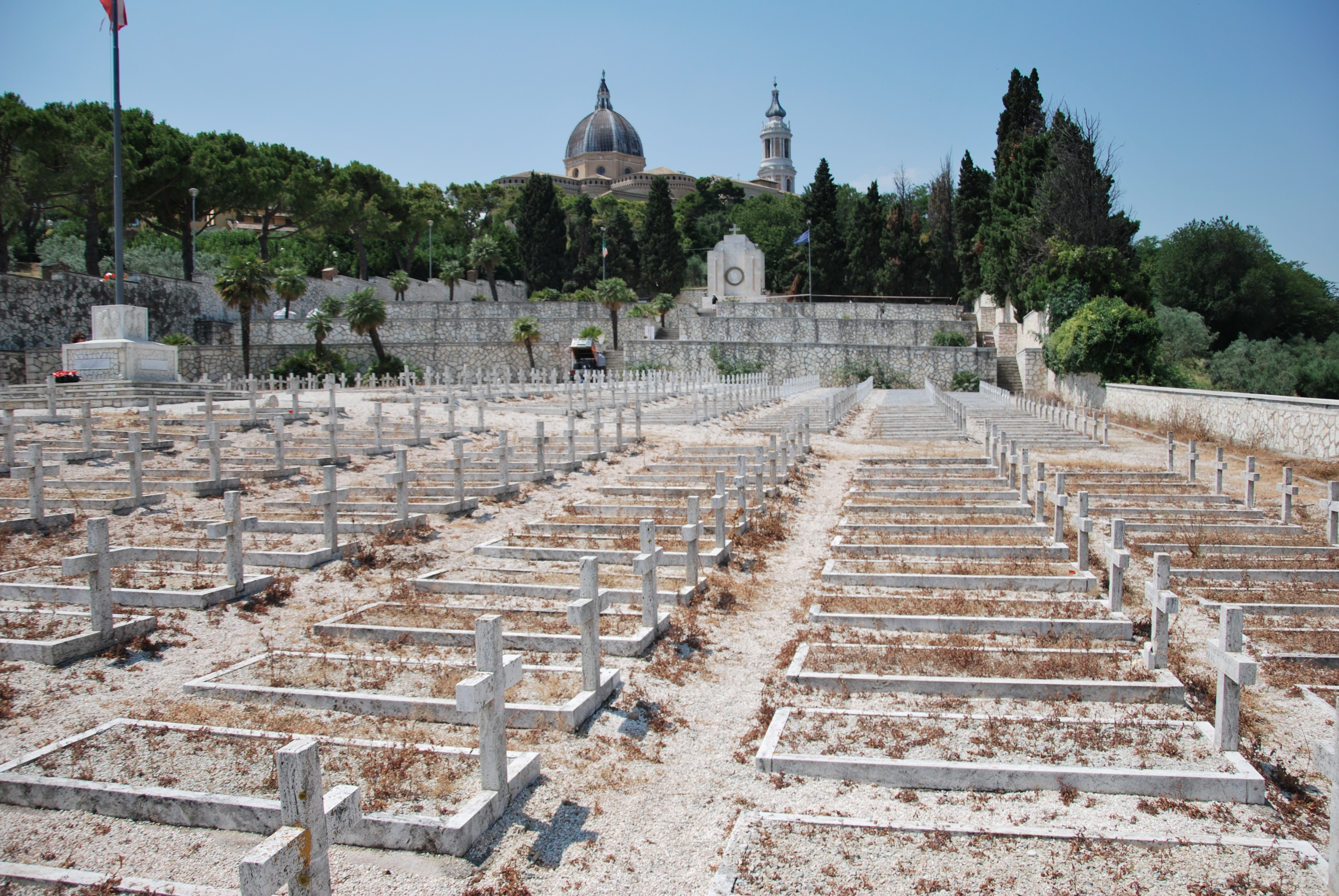
Cimetière polonais.

## Personnalités des Arts et Lettres liées à la commune
L’on ne peut de manière exhaustive dénombrer les personnalités ayant séjourné à la Sainte Maison de Lorette sachant que la Madone de Lorette fut l’objet pendant près de trois siècles du plus important pèlerinage chrétien d’Europe, et à certaines périodes le plus important pèlerinage chrétien du monde après celui à Jérusalem. Nombreuses furent les personnalités qui y passèrent afin d’y "faire leurs dévotions ». Nous ne donnerons ici qu’une liste partielle qui ne concerne que quelques personnalités notables italiennes et françaises, ou nées et/ou mortes à Lorette :

### Architecture
- Marino di Marco Cedrino, architecte tardo-gothique est nommé en 1471 fabricant et maçon en chef de la basilique. Il est à l’origine du portail de marbre aujourd’hui disparu de la façade de la basilique, mais aussi de la construction des principaux murs et piliers de l'abside à partir du bras sud du transept.
- Baccio Pontelli est chargé du chemin de ronde des absides de la basilique aux environs de 1480-1490.
- Giuliano da Sangallo, architecte de la Renaissance qui, entre 1499 et 1500, achève en neuf mois la coupole de la basilique dont la construction de la structure octogonale a été initiée par Giuliano da Maiano : « à 15 heures le 23 mai de l'an 1500, moi, Giuliano di Francesco di Sangallo florentin, avec grandissime solennité, dévotion et précision, je posai la dernière pierre. » (journal siennois de Giuliano da Sangallo)
- Francesco di Giorgio Martini travaille à la Santa Casa au tournant des années 1490-1500 et probablement à la consolidation de la coupole après Giuliano da Sangallo.
- Giuliano da Maiano est présent à la même époque à Lorette.
- Bramante, (de 1507 à 1509) architecte et peintre à la Santa Casa de Lorette ayant conçu la façade primitive de la basilique ainsi que le palais apostolique en double arcade qui devait à l’origine enserrer la façade selon un plan rectangulaire. Giorgio Vasari associe dans ses Vies d’artistes Bramante à Notre Dame de Loreto pour le dessin et le travail d’ornementation du sanctuaire et nomme Andrea Sansovino comme son successeur. Ce qui signifie qu’il ne prend pas réellement la mesure du projet architectural élaboré par Bramante, avec notamment la conception d’une place principale fermée sur la façade par trois rangées d’arcs à deux étages comme dans le cloître romain.
- Antonio da Sangallo le jeune a réalisé de 1518 à 1522 les fortifications et les portes d’enceinte, et, de 1526 à 1534, il a travaillé au palais apostolique.
- Giovanni Branca, architecte chargé des restaurations de la sainte Maison de Lorette en 1629 et inventeur d'une machine à vapeur.

### Peinture et sculpture

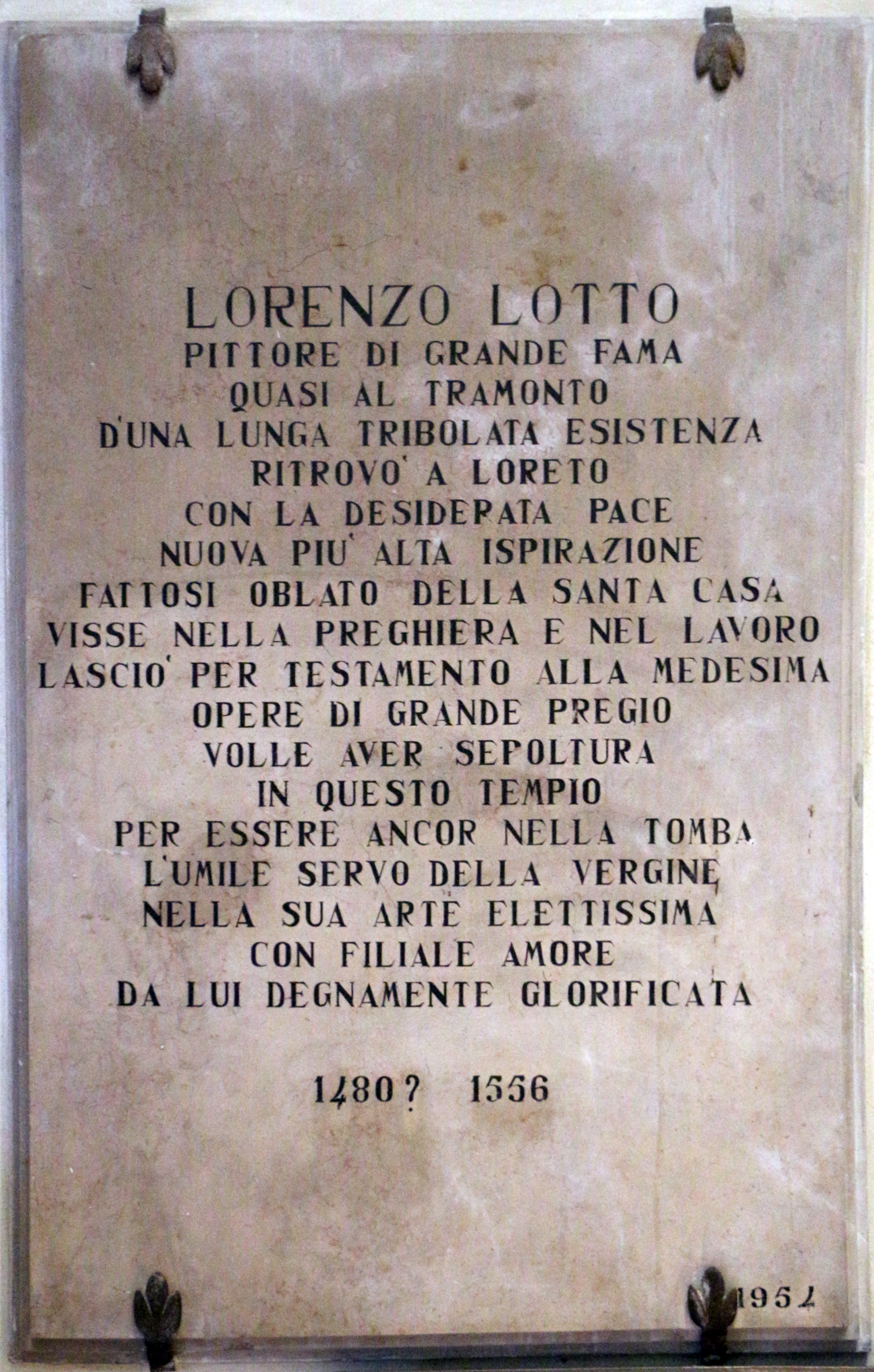
Lorenzo Lotto et le sanctuaire de Lorette

- Lorenzo Lotto, (Venise 1484 - Loreto 1556) peintre célèbre de la Renaissance.
- Cristoforo Roncalli (dit le Pomanrancio), peintre maniériste ayant réalisé les fresques de la salle du Trésor (1605 /1610) et coupole de la basilique de Lorette (1609/1615).
- Luca Signorelli, peintre de la Renaissance (de 1477 à 1480) peintre de la Santa Casa après Piero della Francesca et Domenico Veneziano[19].
- Melozzo da Forlì, peintre à la Santa Casa de 1484 à 1493 en tant que « Pictor papalis » sous les ordres de Girolamo Basso della Rovere.
- Le Caravage se rend à Loreto durant l’année de l’exécution de sa Madone de Lorette ou Madone des pèlerins en 1604.
- Guido Reni, peinture de la scuola delle Vergini, dans l’atrium de la sacristie.
- Diego Velazquez, adorateur de la Madone de Lorette[20], se rendit à la Santa Casa en 1630.
- Jean-François Millet a peint une Madone de Lorette en 1851, aujourd’hui au Musée des Beaux-Arts de Dijon
- Andrea Sansovino, (de 1513 à 1525, sculpteur à la Santa Casa) sculpteur de la seconde moitié du XVe siècle accompagné d’une groupe d’assistants tels que Bastiano da Sangallo, Raffaello da Montelupo...
- Baccio Bandinelli, sculpteur de la Naissance de la Vierge sur la Santa Casa.
- Giovanni Cristoforo Romano, (de 1509 à 1512) sculpteur et médailliste à la Santa Casa.
- Olivuccio di Ciccarello (actif entre 1388 et 1439).
- Ludovica Seitz, peintre de la basilique, membre du mouvement nazaréen.
- Giuseppe Tonnini, (Loreto, 1875 - Rome, 1954). Sculpteur du groupe sculptural de François d’Assise place de la porte San Giovanni à Rome
- Joseph Mallord William Turner réalise une vingtaine de croquis et une peinture à l'huile de Lorette lors de son voyage d’Ancône à Rome en 1829
- Felice Damiani, Cesare Maccari, Pier Angelo Basili, Simon Vouet, Maurice Denis...

### Musique

#### Litaniae Lauretanae
Le sanctuaire de Lorette et ses traditions religieuses sont à l’origine des Litanies pour la Vierge Marie appelées Litaniae Lauretanae connue à partir du XIIe siècle et chantées par les pèlerins. Les Litaniae Lauretanae est une prière vocale caractérisée par la répétition psalmodiée de demandes d’intercession, dont les longues invocations n'auraient pas véritablement d'origine biblique, mais proviendraient de la poésie latine du XIIe siècle centrée sur les qualités d’une femme idéalisée, elle-même influencée par l'Hymne acathiste byzantine du septième siècle.
En l’honneur de la Vierge de Lorette :
- Wolfgang Amadeus Mozart a visité la Santa Casa de Lorette en juillet 1770, ce qui lui a inspiré la composition des Litaniae Lauretanae KV109 en mai 1771 et des Litaniae Lauretanae K195  en mars 1772.
- Johann Simon Mayr a composé les Litaniae Lauretanae en A major.
- Jan Dismas Zelenka, Joseph Auer les Lauretanische Litanei (1890), à Johannes Habert les Litaniae Lauretanae en A dur, no 2" (1877).
- Johann Stamitz les Litaniae Lauretanae en do majeur pour voix seule, chœur et orchestre.
- Johann Adolph Hasse a composé plusieurs Litanies de Lorette.
- Karl Ditters von Dittersdorf a composé les Litaniae Lauretanae en D Dur.
- Palestrina, De la Lande, Poulenc, Tomas Luis de Vitoria, Paul Damance, Henri Du Mont, Charles d'Ambleville) ont également composé des Litanies pour la Vierge ou pour la Vierge noire, mais non proprement nommées en l’honneur de la Vierge de Lorette.
- Johannes Brahms séjourne à Lorette vers la fin mai 1888

#### Musiciens nés, morts ou ayant œuvré à Lorette
- Leonard Meldert 1535 - Orvieto 1610) Compositeur flamand, maître de chapelle à la Sainte Maison de Lorette
- Annibale Zoilo, (Rome, 1537 – Lorette, 1592) compositeur de la Renaissance italienne.
- Bartolomeo Barbarino, surnommé « il Pesarino » (v. 1568 – v. 1617) compositeur et chanteur à la Santa Casa originaire de Pesaro-Urbino.
- Antonio Cifra, (Bassiano 1584 - Lorette 1629) compositeur du début du XVIIe siècle. Figure transitoire du style renaissant au style baroque. Les Vêpres de Lorette en 1629[21].
- Nicola Cosimi, (Lorette, 1667 – 1717) compositeur du début du XVIIIe siècle.
- Giovanni Battista Borghi, (Camerino, 1738 - Lorette, 1796) compositeur de 24 opéras dont 5 sur des livrets de Metastasio[22].
- Francesco Basili, (Lorette, 1767 - Rome, 1850) compositeur d’Opéras et de musique religieuse du XVIIIe siècle[23].
- Michele Benedetti, (Lorette, 1778 - mort après 1828) chanteur (Basse) d'Opéra.
- Niccolo Antonio Zingarelli (Naples, 1752 - Torre del Greco, 1837) fut maître de chapelle de la Santa Casa.
- Ulisse Matthey (Turin, 1876 – Loreto, 1947) organiste et compositeur.

### Littérature et Philosophie
- Trajano Boccalini, (Lorette 1556- Venise 1613) écrivain, auteur satirique du XVIe siècle. et spécialiste de Tacite.
- Michel de Montaigne séjourne trois jours à Lorette du 23 au 26 avril 1581. Il a alors plus de cinquante ans et a déjà écrit ses essais. Il fait alors ses dévotions à la Santa Casa, et y dépose un Ex-Voto[24] avec les figures d'argent de la Vierge, la sienne et celles de sa femme et de sa fille. Il parle, dans ses Voyages, de Lorette comme d’un lieu d’infinis miracles et raconte celui advenu à Michel Marteau.
- René Descartes, (La Haye en Touraine 1596 - Stockholm 1650) s'y rendit en pèlerinage en 1623 en action de grâce pour le songe à l'origine de sa Mathesis universalis.
- Torquato Tasso (le Tasse) a fait le pèlerinage à Lorette en octobre 1587 et y compose son chant : « Ecco Fra le Tempeste e i fieri Venti.»
- De même, Marc Antoine Muret se rend à Lorette et écrit un poème en latin à la Madone en 1572[25].
- Dans un mélange de dévotion et de curiosité, Carlo Goldoni vient à Loreto en 1758[26].
- Le Marquis de Sade séjourne deux jours à Lorette en mai 1776[27] et mentionne dans une "note sur Lorette" l’existence d'une église ayant été fondée deux cents ans avant la Translation du XIIIe siècle.
- François-René de Chateaubriand relate dans ses mémoires comment il est reçu en toute pompe par le gouverneur de Lorette quand le Tasse, dit-il, y a séjourné si misérablement.
- Lord Byron est passé plusieurs reprises par Lorette pour se rendre à Rome.
- Stendhal assiste à un Sermon dans la Basilique le 16 octobre 1802 qui lui inspire une réflexion pour son histoire de la peinture en Italie[28]. Selon Santarelli, Stendhal serait venu trois fois : en 1811, 1817 et 1832 pour des raisons d'ordre culturel[29].
- Madame de Staël cite la Santa Casa de Lorette dans Corinne ou l'Italie.
- Rabelais fait dire à Pichrocole dans Gargantua qu’il irait bien à Lorette. Il fait également référence à la Vierge de Lorette par l’appellation de Vierge qui se rebrasse, selon une pratique qui consistait à retrousser le manteau de la Vierge de Lorette et de s’y prosterner[30].
- Voltaire place son chant VIII de son scandaleux poème la pucelle d'Orléans à Loreto, (et près du Musône dans la Marche d'Ancône) où le charmant poitevin la Trimouille et l’anglais Christophe d'Arondel se battent en duel pendant que Martinguerre enlève Judith Rosamore et Dorothée.
- Montesquieu séjourne à Lorette en Juillet 1729 où il décrit les décorations du sanctuaire et le trésor de la Santa Casa.
- Richard Crashaw, poète métaphysique britannique, est enterré à Loreto.

### Cinéma

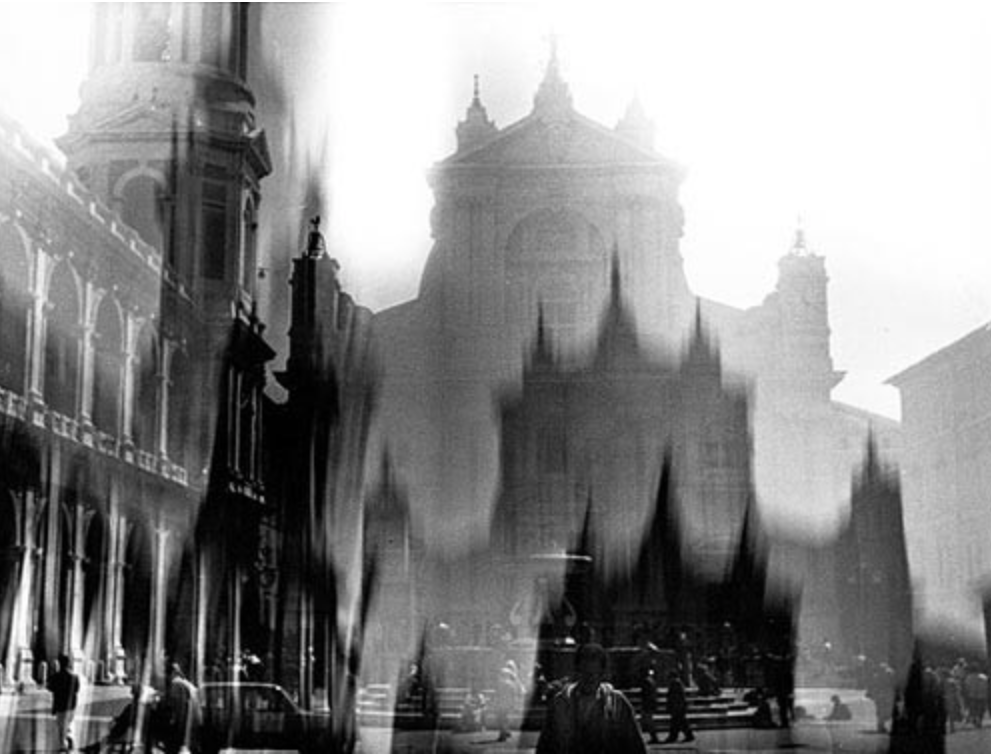
Lorette, place de la Madone, vue par Mario Giacomelli.

- Vittorio Duse, (Lorette 1916 - Rome 2005) acteur, réalisateur et scénariste. Il a tourné dans Les amants diaboliques, l’Etranger et le Guépard de Luchino Visconti et dans le Parrain (III) de Francis Ford Coppola, mais aussi pour les Frères Taviani, Pietro Germi, Elio Petri, Denys de La Patellière, Mike Newell et dans la série Les Soprano.
- Vittorio De Sica a réalisé la porte du ciel en 1945, qui raconte le voyage en train d'un groupe de pèlerins ayant pour destination la Sainte Maison de Lorette.

### Personnalités étrangères ayant vécu ou séjourné à Lorette
- Les Empereurs du Saint Empire : Charles IV, Frédéric III en 1452, et Charles Quint.
- Jean VII Paléologue s’est rendu au sanctuaire de la Santa Casa en 1406[31].
- Érasme (Desiderius de Rotterdam) (1467-1536) a écrit une messe votive « à succès » en l’honneur de Notre Dame de Lorette en 1523[32] (dont quatre éditions bâloises et une édition vénitienne assurent la diffusion).
- Louis II d'Amboise, (Chaumont sur Loire 1477 - Lorette 1511)  Évêque d'Autun et d'Albi.
- Benvenuto Cellini y fait ses dévotions en 1537 très probablement le 10 décembre à l’occasion de la fête de la Madone[33].
- Nicolás Bobadilla, (Palencia en Espagne 1511 - Lorette 1590) Fondateur de Compagnie de Jésus avec Ignace de Loyola.
- Le cardinal de joyeuse (1562-1615) témoin du pillage et des destructions dans la Santa Casa par le groupe de 500 étudiants anglais vêtus de pèlerins[34]. il passa huit jours à Lorette où il approcha par trois fois près du banquet sacré.
- Marguerite de Parme, accompagnées d’une suite nombreuses de cavaliers, y fit ses dévotions et assista trois jours de suite aux offices de la Basilique. Jeanne d'Autriche fit preuve d’autant de dévouement.
- Galilée visite Lorette, d'abord en 1618 en compagnie de Cosme II puis en 1624.
- Pierre Mignard séjourna à Lorette en 1636, peut-être sur demande d’Anne d’Autriche[35].
- Anne d’Autriche se tint pour redevable envers la Madone de Lorette pour la venue au monde de son premier fils, le futur Louis XIV[36].
- Leibniz séjourna à Lorette en 1689, Montesquieu en 1729, Goldoni en 1758 et "sans aucune dévotion", Vittorio Alfieri en 1768.
- Napoléon Ier y séjourne avant la signature du Traité de Tolentino. Les troupes pontificales de Lorette sont les seules de la région à lui opposer une résistance. De Lorette, dont il ne s’intéresse qu’au Trésor, il écrit au cardinal Mattei, lui exigeant des plénipotentiaires dans les cinq jours qui suivent.
- Le Peintre français Maurice Denis séjourne dans les Marches et à Lorette au cours de son voyage en Italie en 1909.
- Ezra Pound a visité Loreto accompagné du poète marchesan Tullio Colsalvatico en 1961[37].

## Le Pèlerinage
( Pour plus de détails, voir article Pèlerinage à Lorette. )

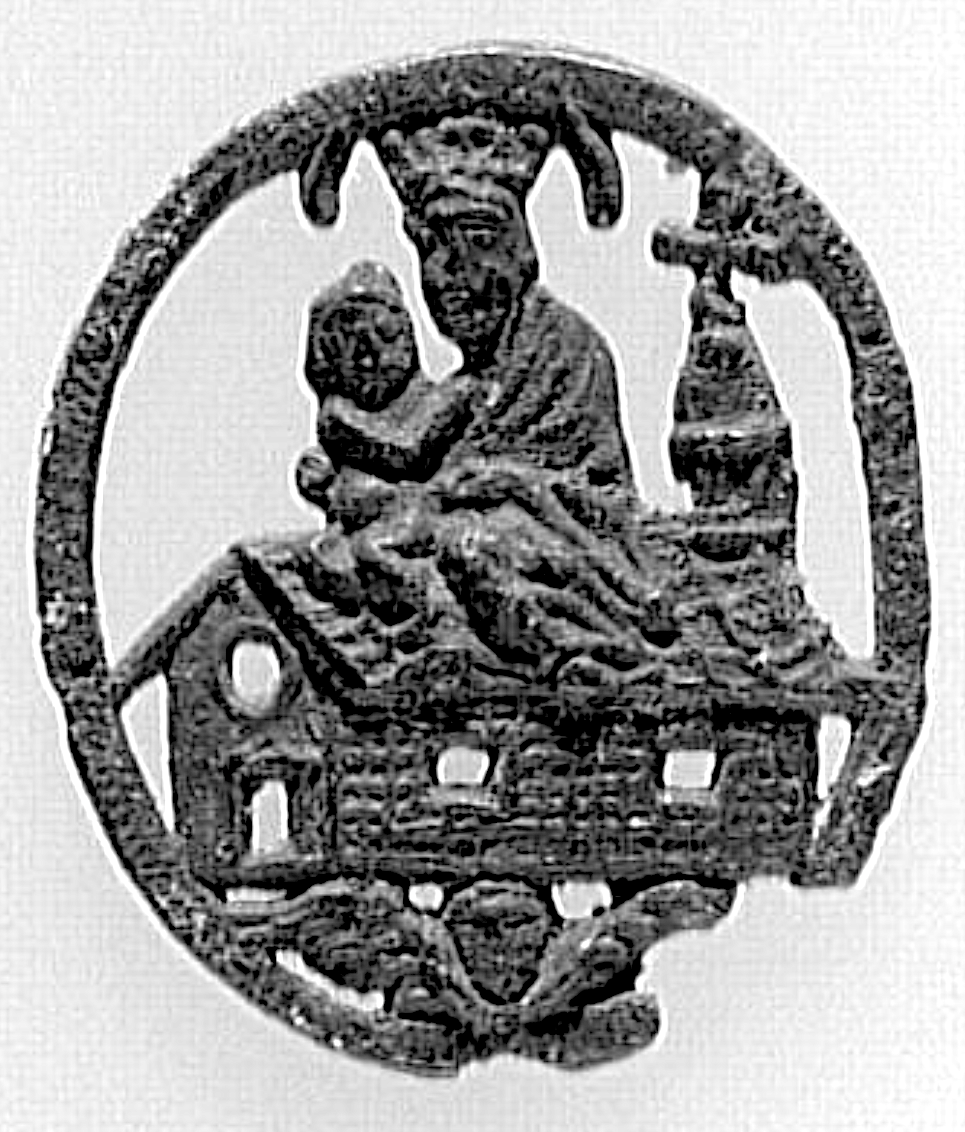
Enseigne pèlerinage pour la Santa Casa de Lorette - entre 1475 et 1515 - Musée national du Moyen Âge - Thermes de Cluny

« Ordinairement, tous les pèlerins se rendant à Jerusalem passaient par Rome et Lorette. » Le nombre de pèlerins a pu monter jusqu’à 200 000 personnes en une journée et 600 000 communions ont pu être distribuées lors des fêtes pascales.
Entre la fin du XIIIe  et la fin du  XIXe siècle des personnalités d’Europe et ambassadeurs du monde faisaient parvenir des présents à la Santa Casa. Parmi les Pèlerins notables :
- L’Auteur de l’Éloge de la folie, Érasme, fit le pèlerinage à Lorette
- Miguel de Cervantes fit le pèlerinage à Lorette probablement autour de 1569, il décrit le sanctuaire de Lorette dans une de ses nouvelles exemplaires publiées en 1613[40].
- Les marins de Christophe Colomb y déposèrent un ex-Voto.
- Jean V Paléologue, Charles IV, Fréderic III, Charles Quint, Alphonse II, Ferdinand d’Aragon et Isabelle de Castille, Charles IV d’Espagne, s’y sont rendus en pèlerinage.
- Mais également saint François de Sales, saint François de Paule, saint François-Xavier, saint François Borgia, saint Ignace de Loyola...
- Saint Benoit-Joseph Labre s’y rendit neuf fois, depuis le nord de la France, pieds nus.

## Administration
| Période                                  | Période  | Identité       | Étiquette    | Qualité |
| ---------------------------------------- | -------- | -------------- | ------------ | ------- |
| 30 mai 2006                              | En cours | Moreno Pieroni | Lista Civica |         |
| Les données manquantes sont à compléter. |          |                |              |         |

### Hameaux
- Quartiers : le Mura, la Costa, il Pozzo, la Piana e Montereale ;
- Frazioni : Villa Musone, Villa Costantina, Stazione e Villa Berghigna, Costabianca e Grotte.

## Photographies anciennes

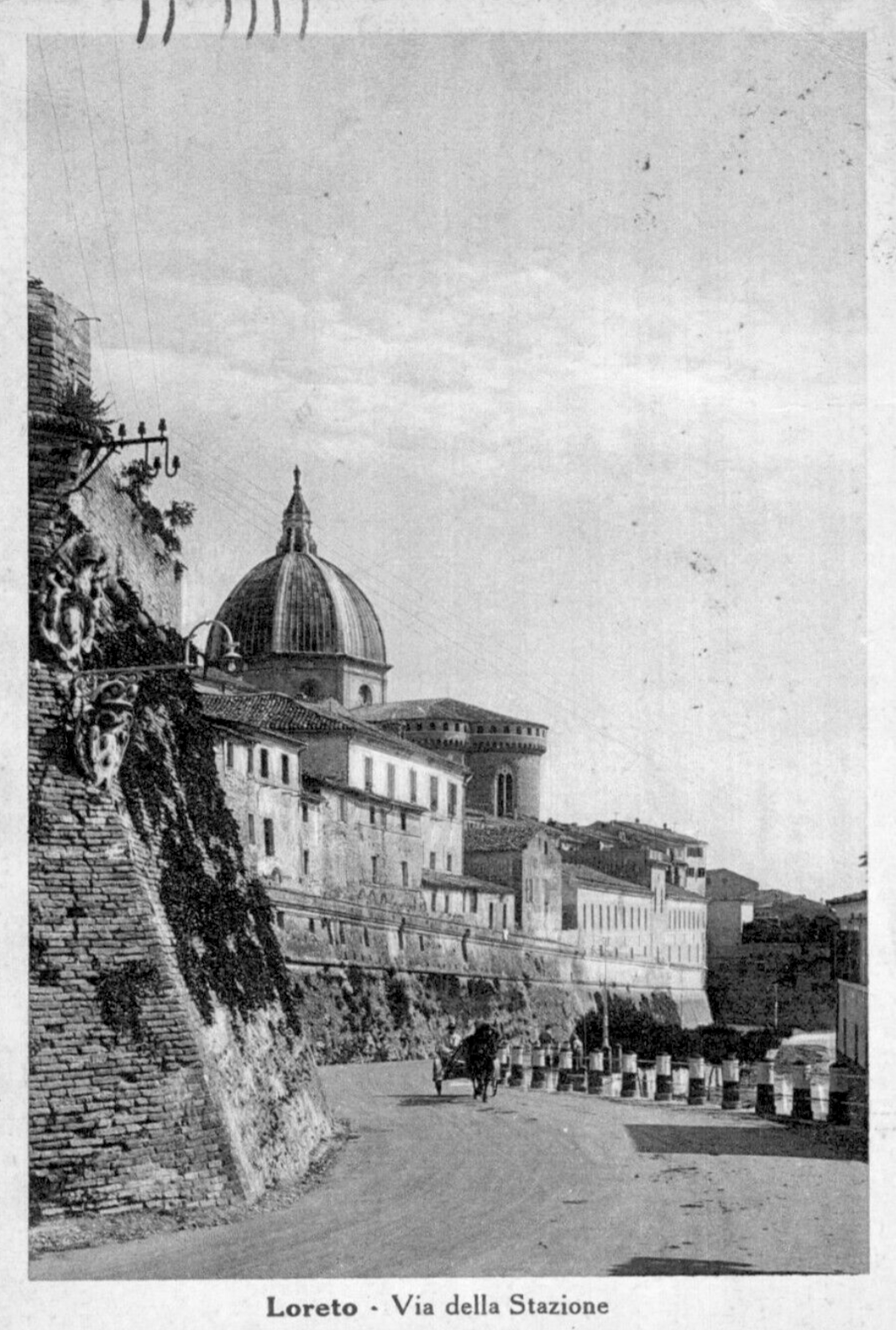
Rue de la Gare ( via della Stazione), Lorette
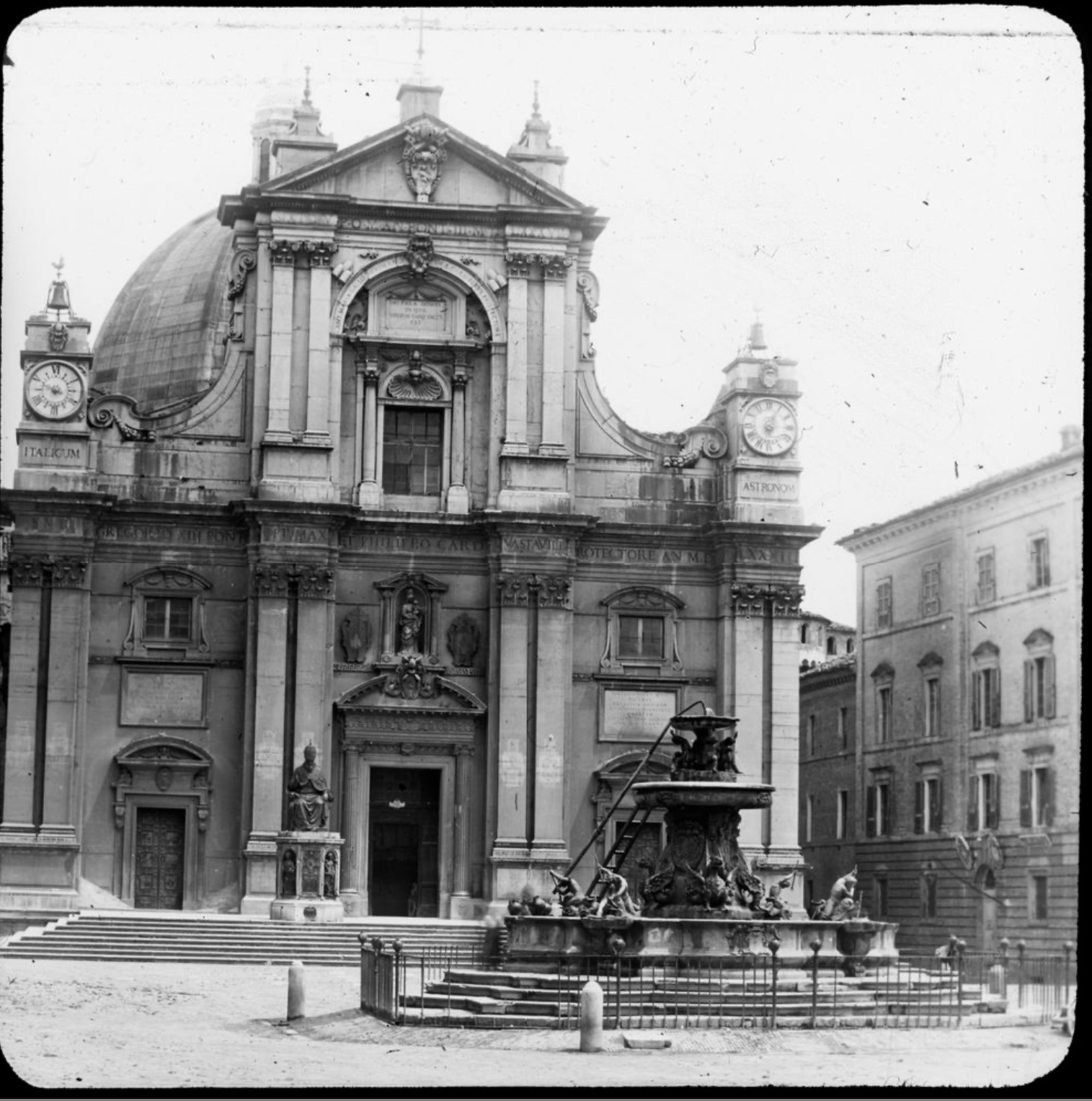
Façade de la Basilique Notre Dame de Lorette - Lorette - environ 1910
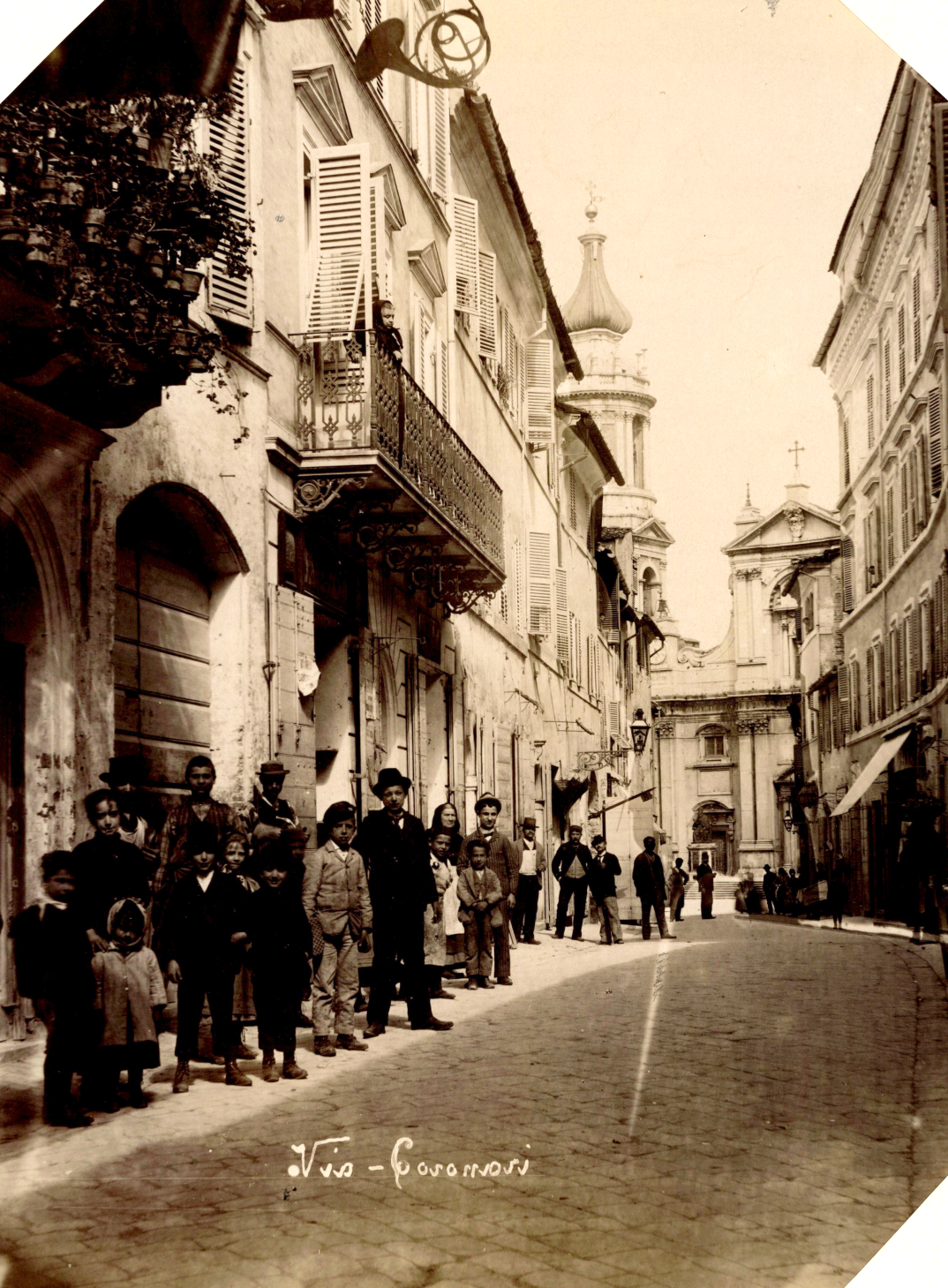
Le Corso de Lorette au début du XX°
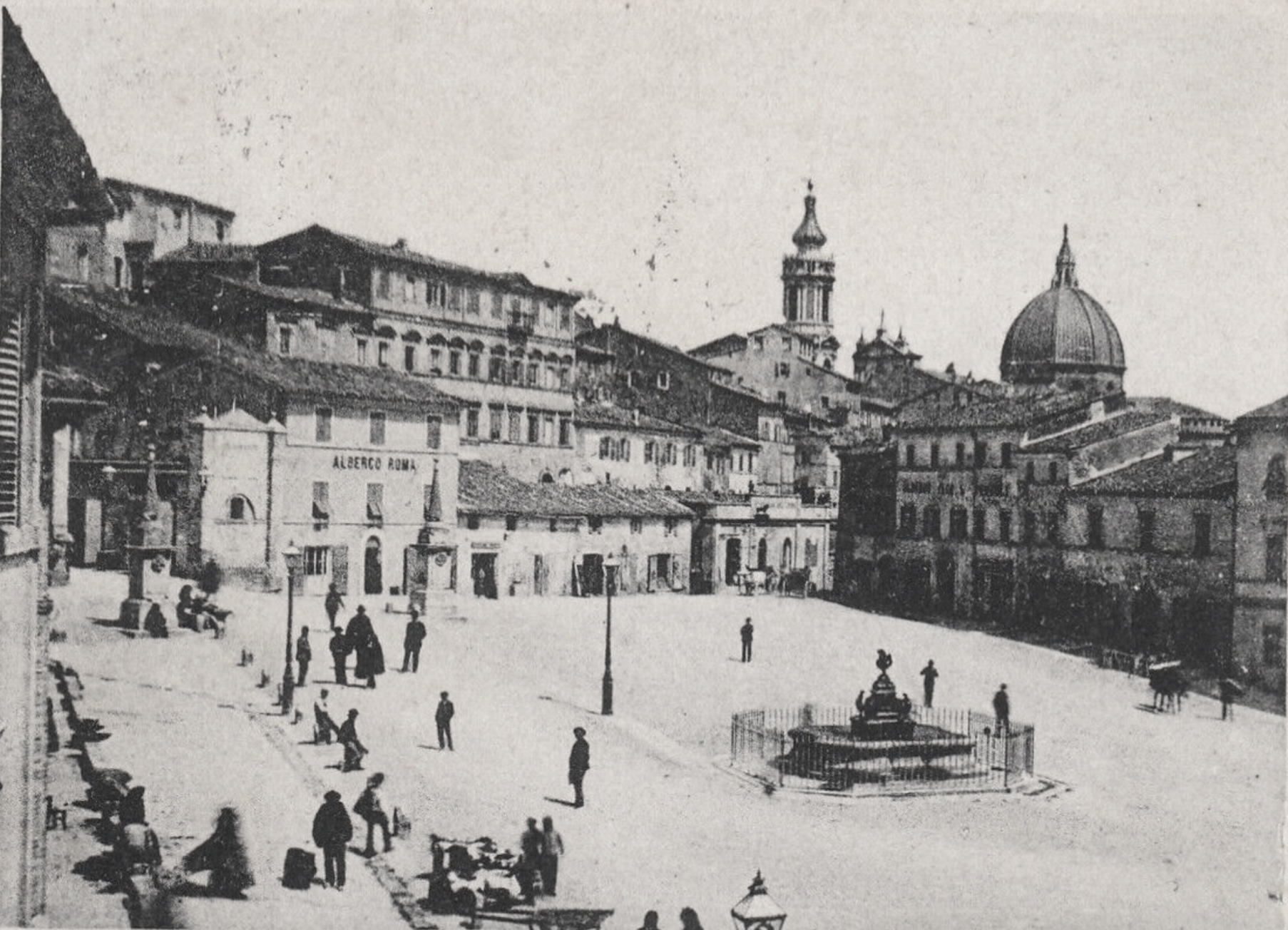
Vue sur la place des Galli avec campanile et coupole de la Basilique, Fin XIXe siècle-début XXe siècle
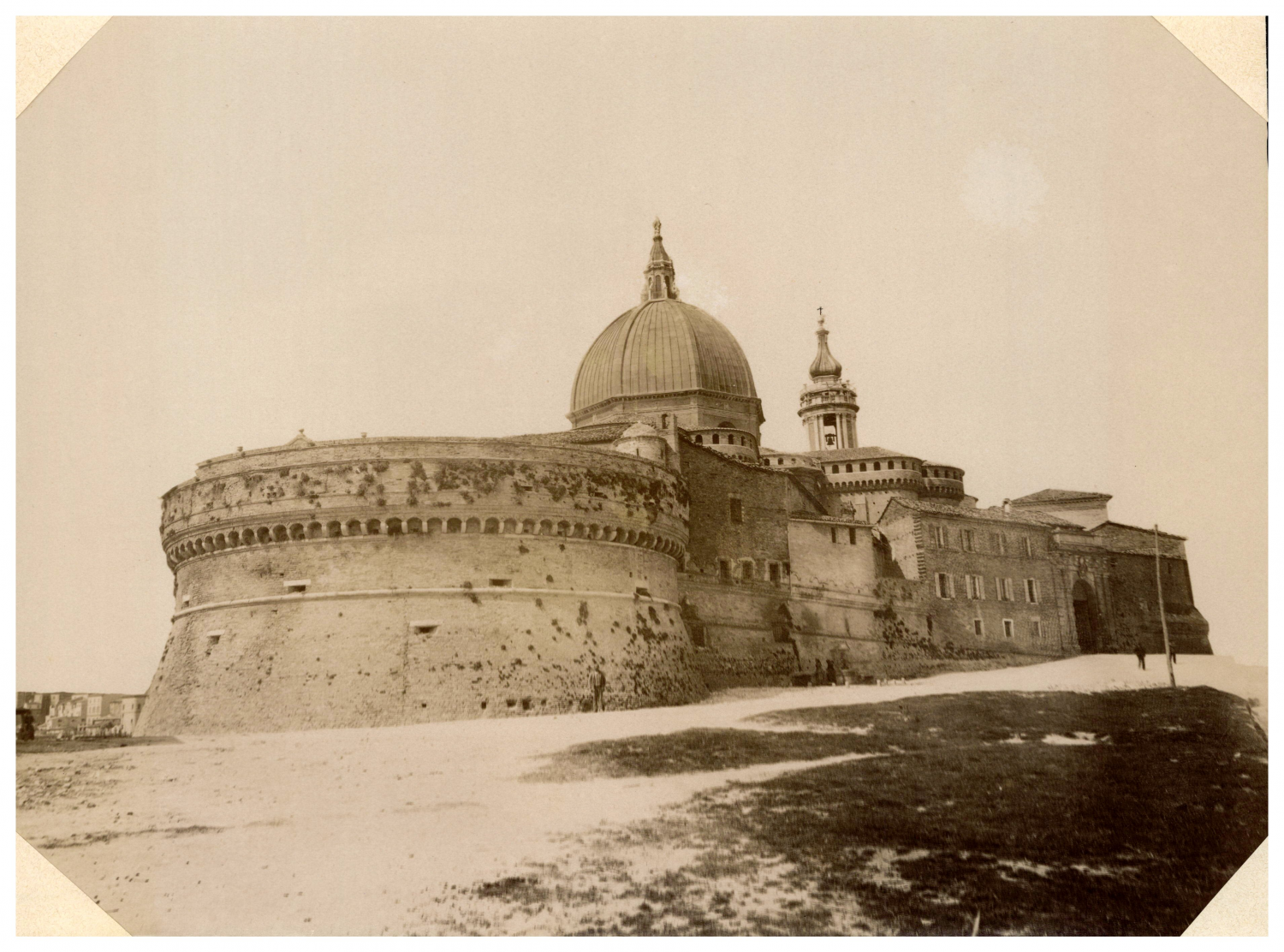
Lorette entre 1860 et 1890
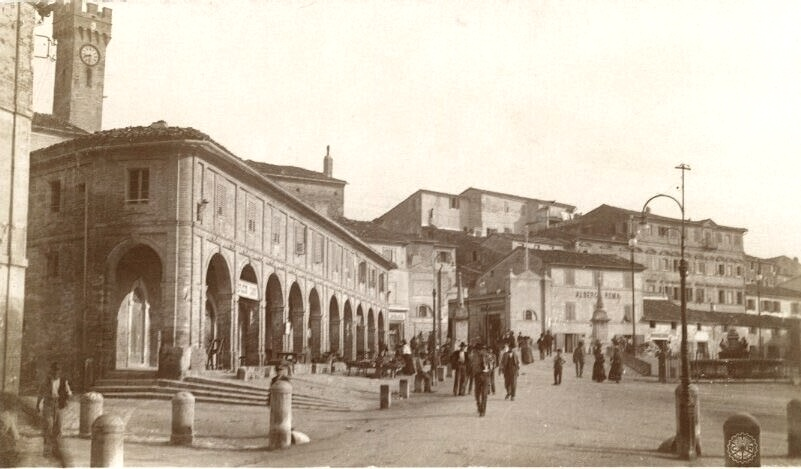
Place Leopardi, alors appelée Piazza dè Galli entre 1860 et 1900

## Gravures anciennes

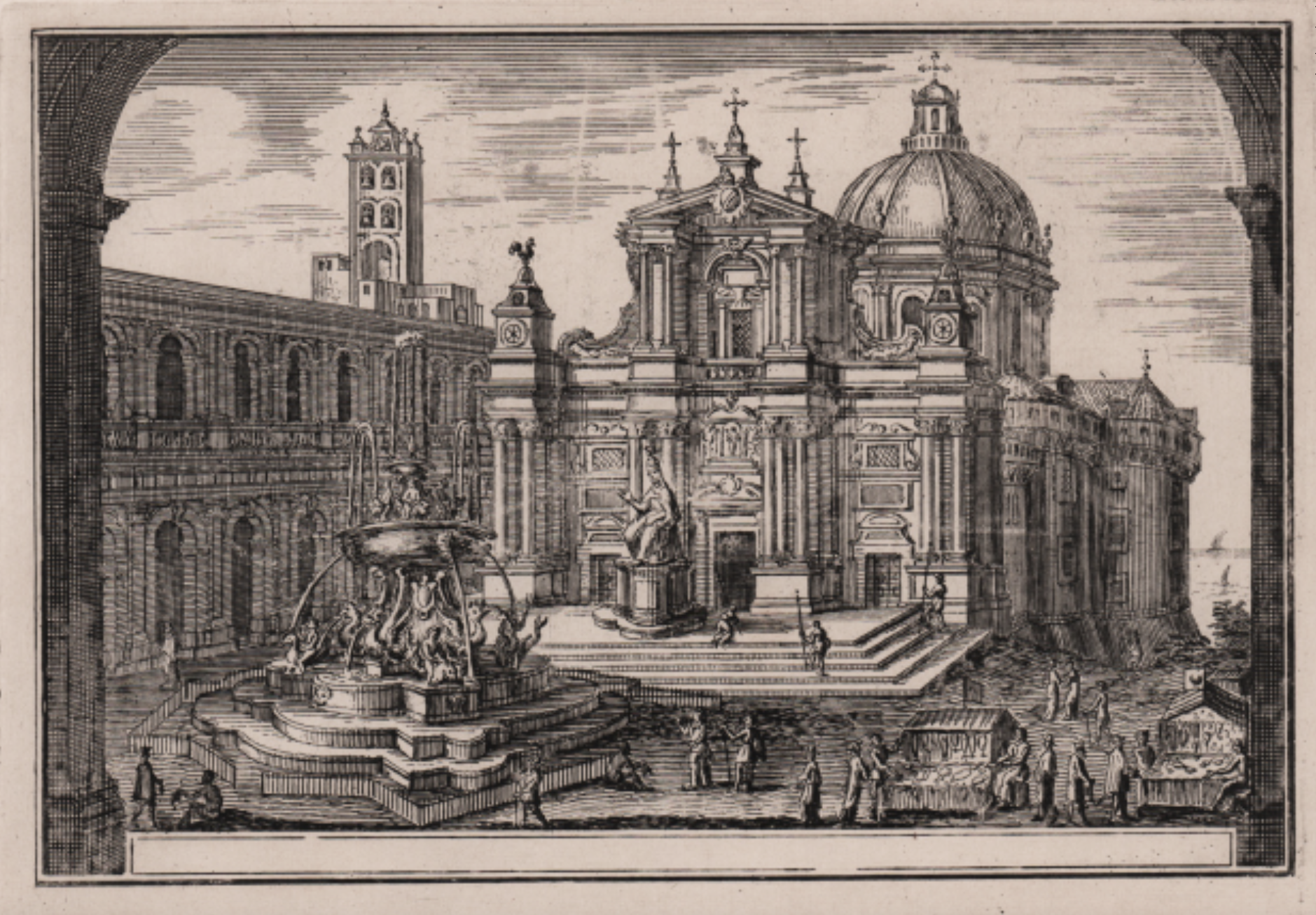
Vue de la place de la Madone au XVIIe siècle, graveur anonyme de l'école française, 1670 -
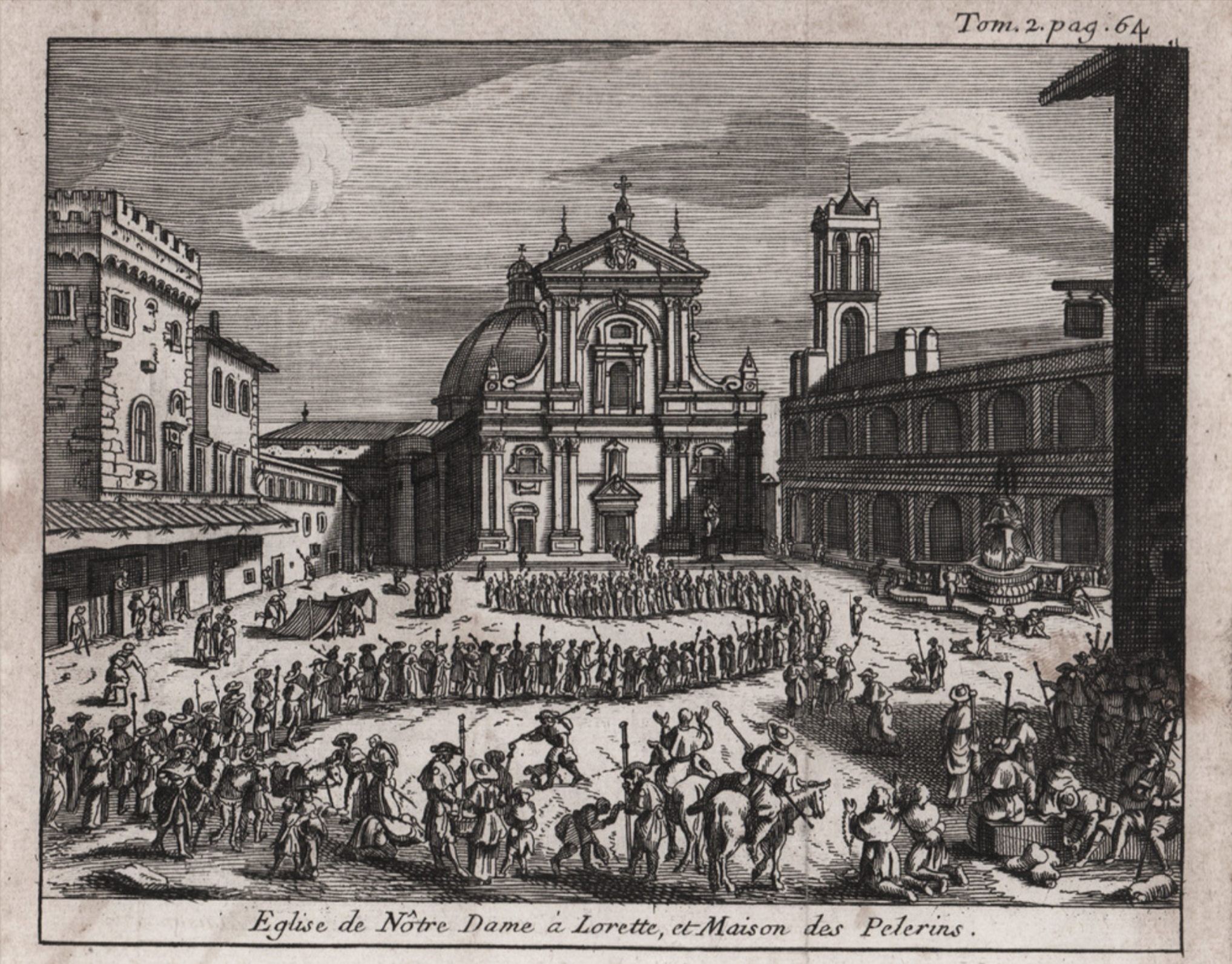
Gravure inversée d'Alexandre de Rogissart, représentant la place Notre-Dame à Lorette et la maison des pèlerins, Leyde, 1706.
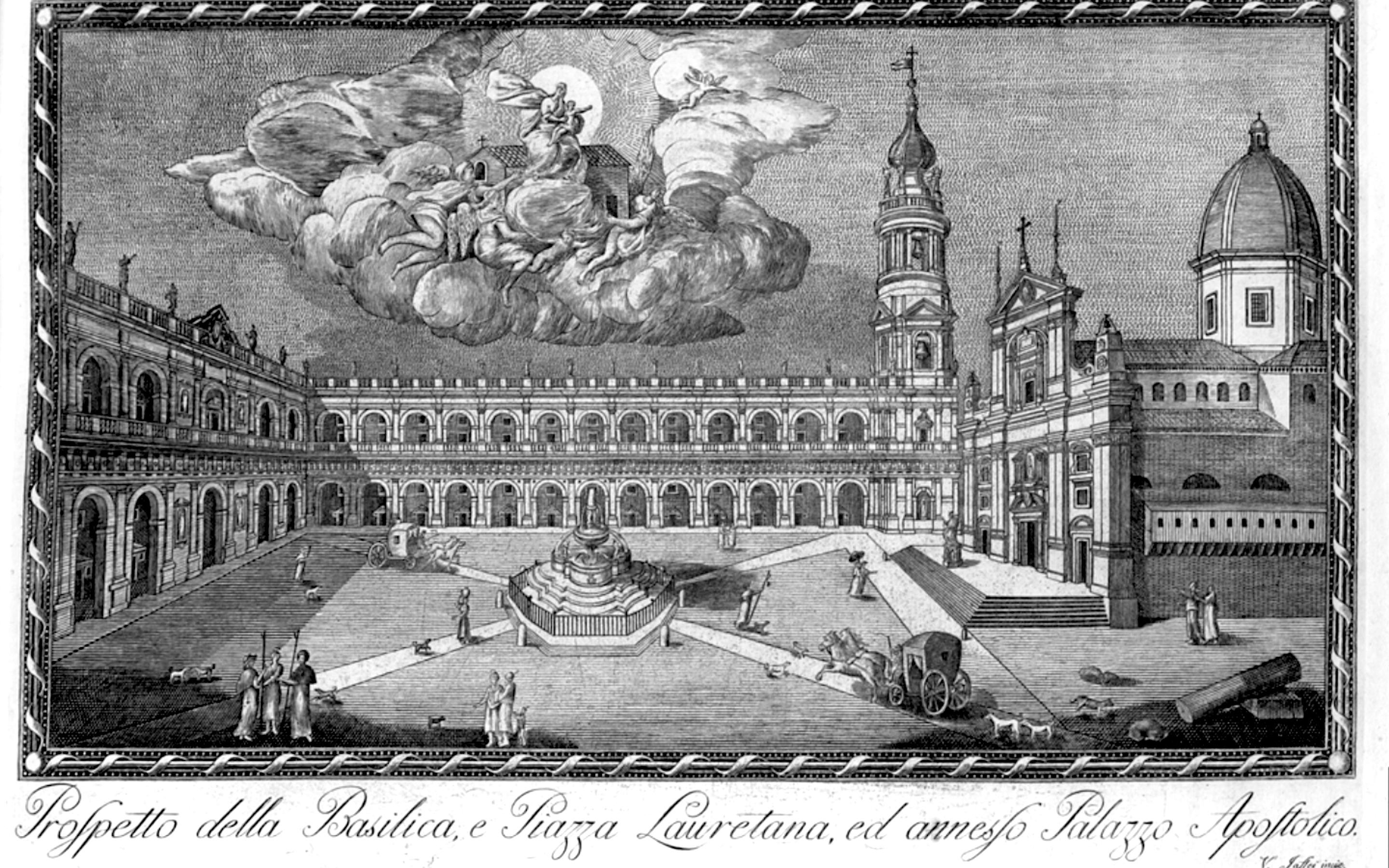
Vue de la Basilique, du palais apostolique et de la place de la Madone au XVIIIe siècle.
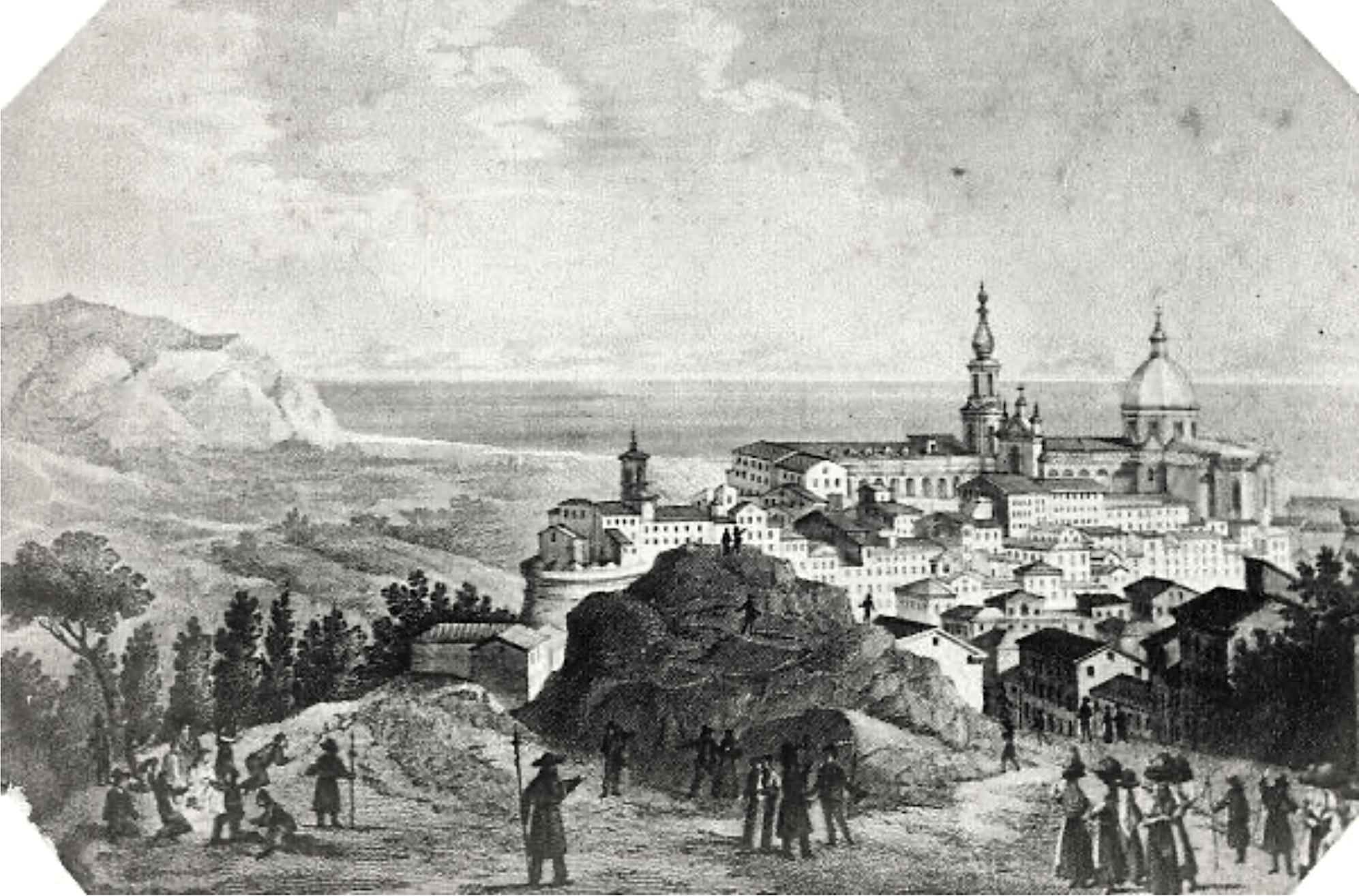
Pèlerins arrivant au sanctuaire de la sainte Maison de Lorette sur une estampe datant de 1870.
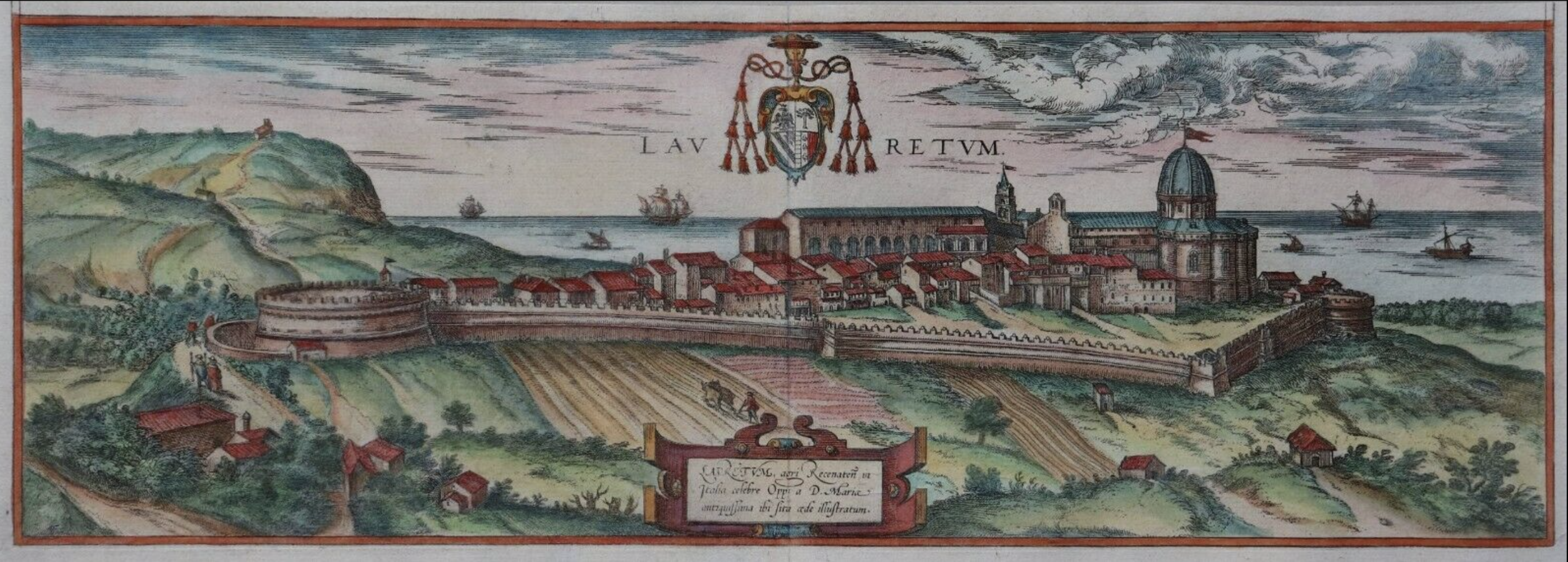
Vue générale de Lorette, gravure originale sur cuivre de Georg Braun et Frans Hogenberg, 1580.
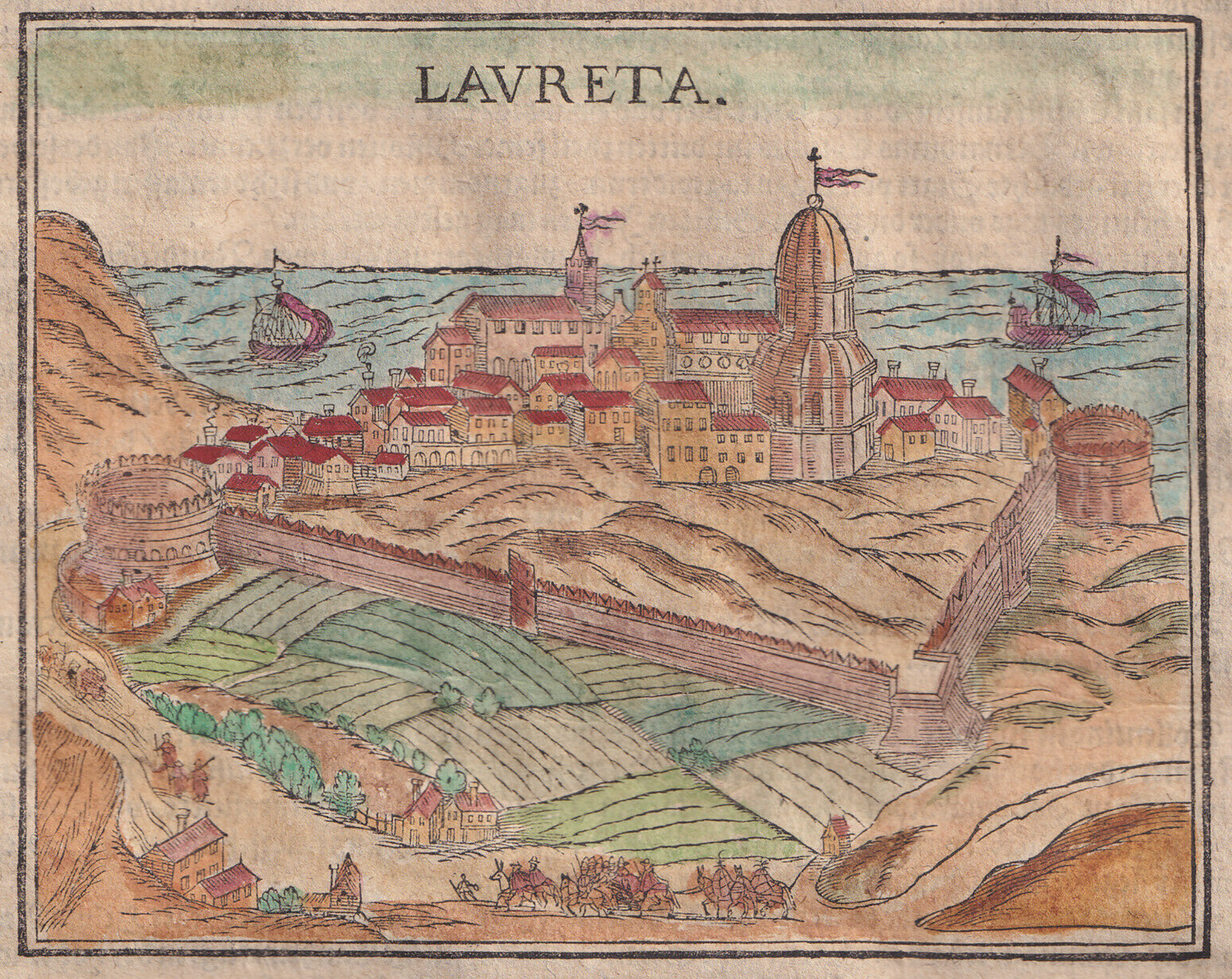
Vue générale de Lorette, xylogravure de la Cosmographia Universalis de Sebastian Münster, 1614.

## Photographies récentes

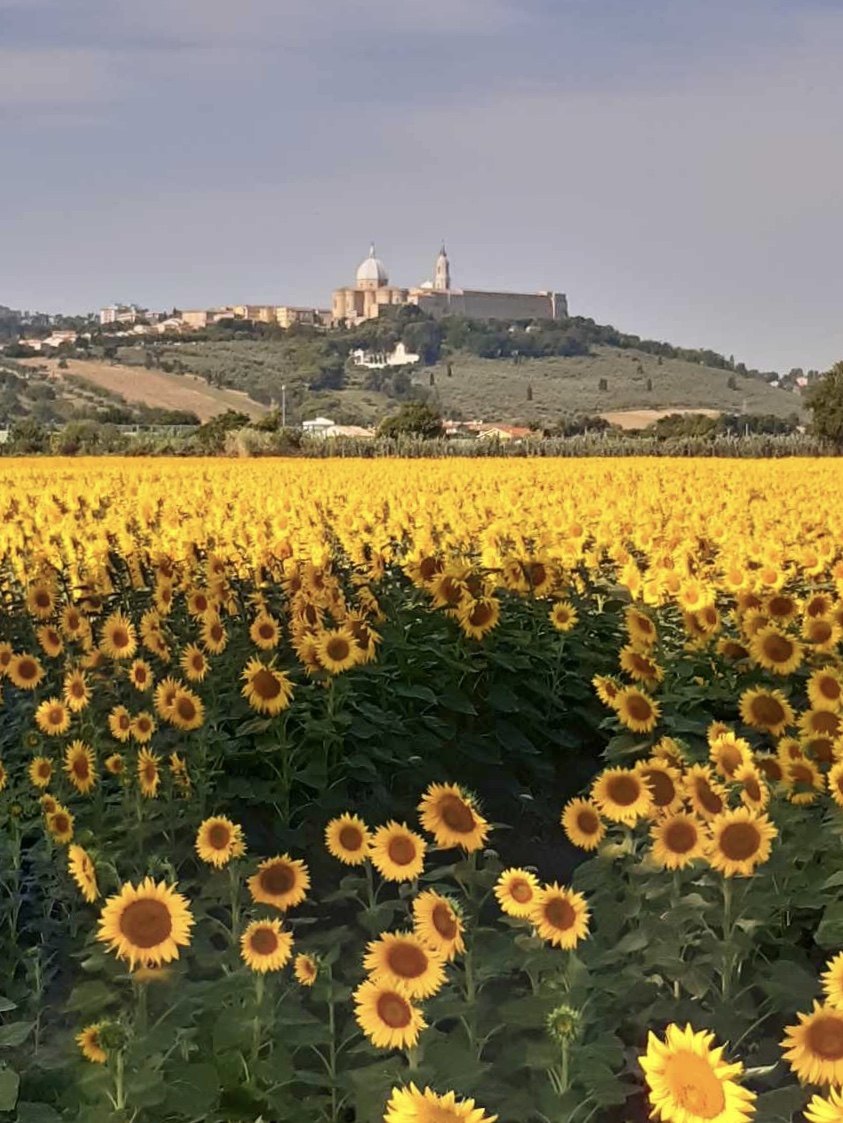
Vue de Lorette depuis Scossici -
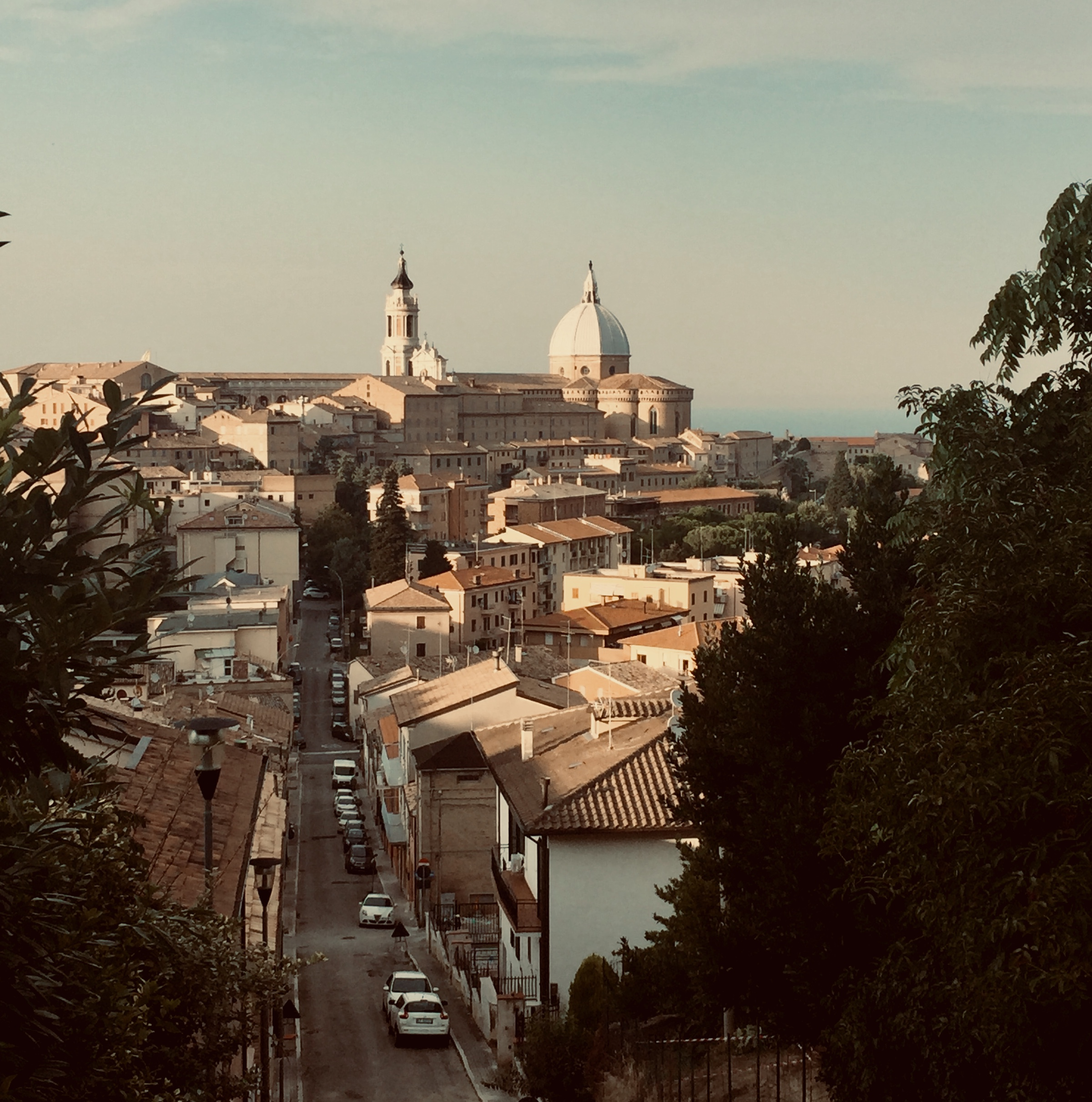
Vue de Loreto depuis la Via Giuliano da Sangallo -
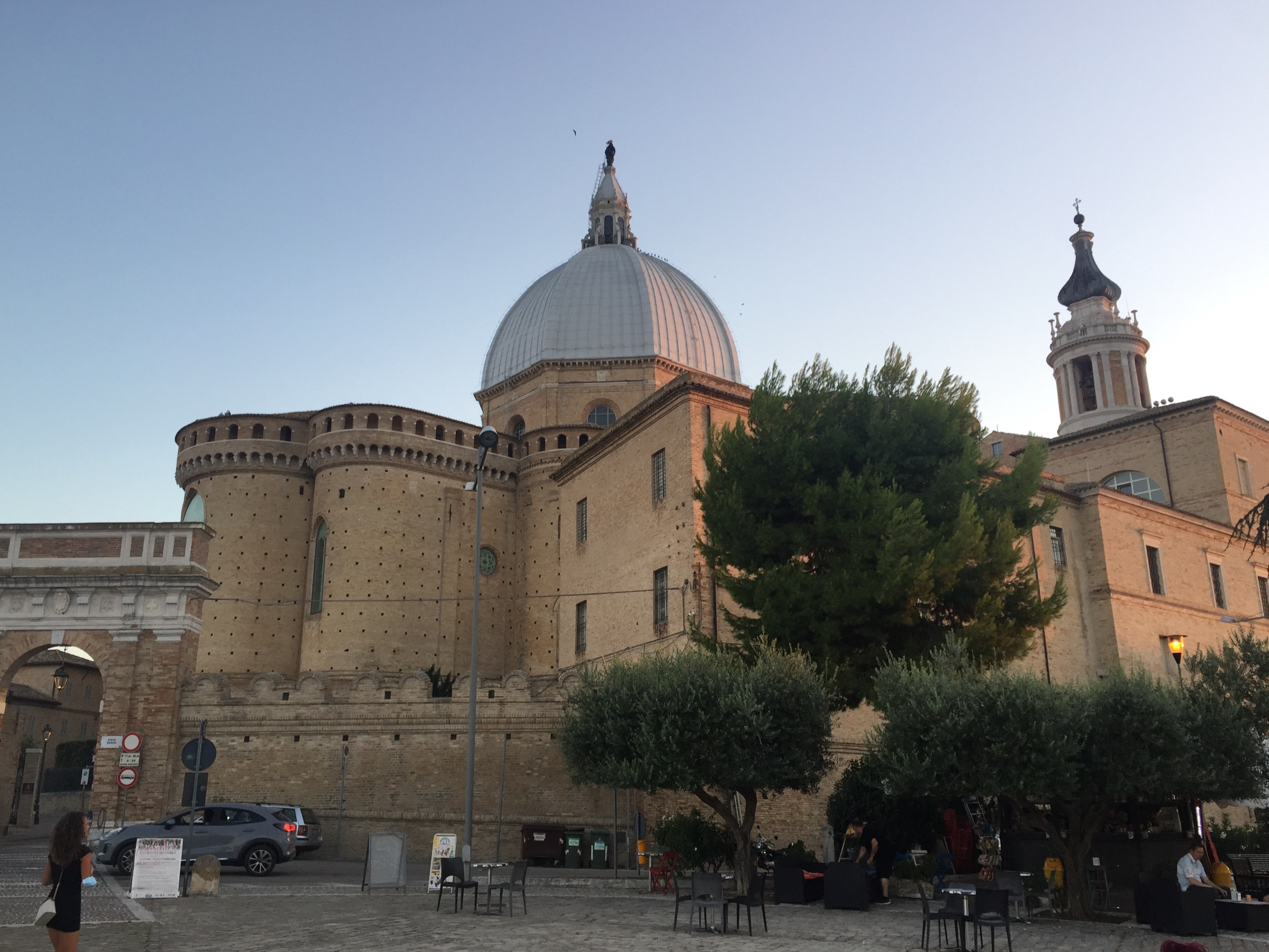
Basilique de Lorette vue depuis la place de la Porta Marina
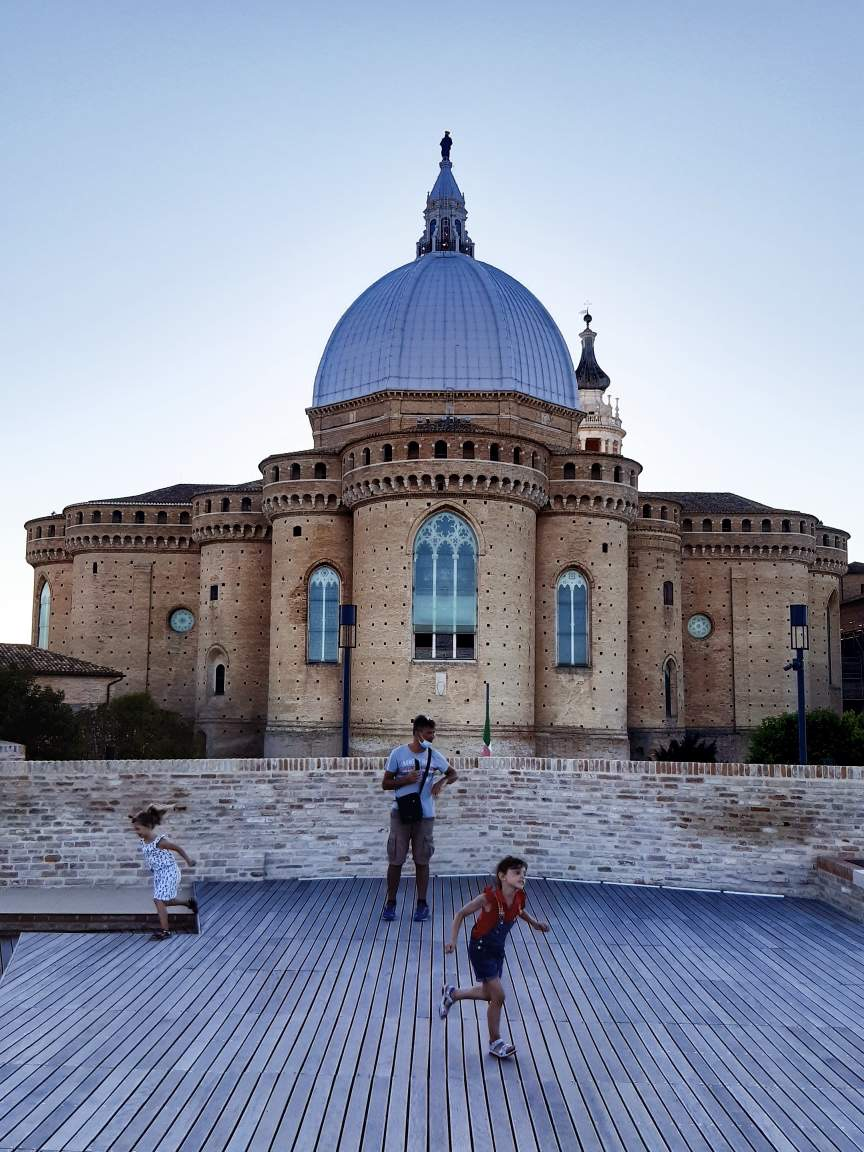
Le Parc du Souvenir ( Parco della Rimembranza) en 2020 -

### Communes limitrophes
Castelfidardo, Porto Recanati, Recanati

### Évolution démographique
Habitants recensés

## Jumelages
- Altötting (Allemagne)
- Częstochowa (Pologne)
- Daroun-Harissa (Liban)
- Fátima (Portugal)
- Istra (Russie)
- Montecassiano (Italie)
- Nazareth (Israël)